# Torcy (Seine-et-Marne)
Pour les articles homonymes, voir Torcy.
Torcy (prononcé [tɔʁ.ˈsi]) est une commune française située dans le département de Seine-et-Marne en région Île-de-France qui cumule les statuts de chef-lieu d'arrondissement et de canton.

## Géographie

### Localisation

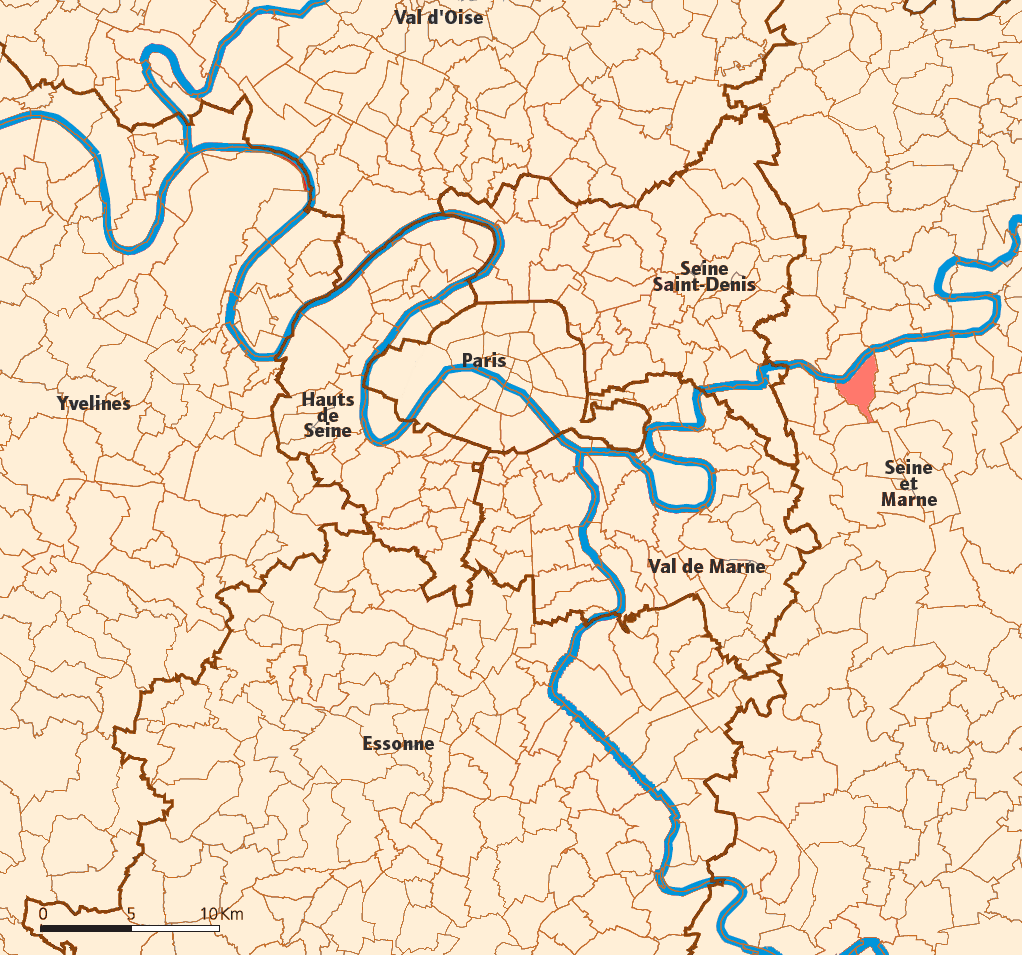
Carte de l'Île-de-France, où figure en rouge la commune de Torcy

La commune est située au nord-ouest du département de Seine-et-Marne, dans la ville nouvelle de Marne-la-Vallée, dans la communauté d'agglomération Paris - Vallée de la Marne à une trentaine de kilomètres de Paris et une dizaine de kilomètres de Disneyland Paris. La commune, d'une superficie de 6 km2 avec une densité de 3 600 habitants/km2 environ, est bâtie sur un plateau d'une centaine de mètres d'altitude, qui surplombe la vallée de la Marne, arrosé par trois cours d'eau : la Marne, le ru de Maubuée et la Gondoire.

### Topographie

#### Géologie et relief
La commune est composée de plusieurs ensembles topographiques : la vallée de la Marne au nord, autour de 40 mètres d'altitude, qui s'élargit au niveau de la base de loisirs ; un coteau orienté au nord, qui va d'environ 50 à 90 mètres ; le plateau sur lequel l'habitat s'est développé ; et les coteaux de Maubuée à l'ouest, au-dessus de la série des étangs qui s'étagent en limite ouest.
L'ensemble fait partie du bassin parisien, ensemble géologique d'origine sédimentaire relativement homogène. La sismicité de Torcy est négligeable mais néanmoins non nulle.
Sur le territoire de Torcy, il existe les îles Gobet (ou encore Gobets ou Gobais selon les vieilles cartes postales). Il s'agit de deux îles situées en aval du pont de Vaires-sur-Marne. Autrefois le bac qui traversait la Marne, longeait la pointe des îles. Depuis l'été 2011 jusqu'à 2020, les îles Gobet situés sur la Gondoire appartenant au conseil régional d'Île-de-France sont occupées illégalement avec édification de cabanons.

#### Hydrographie

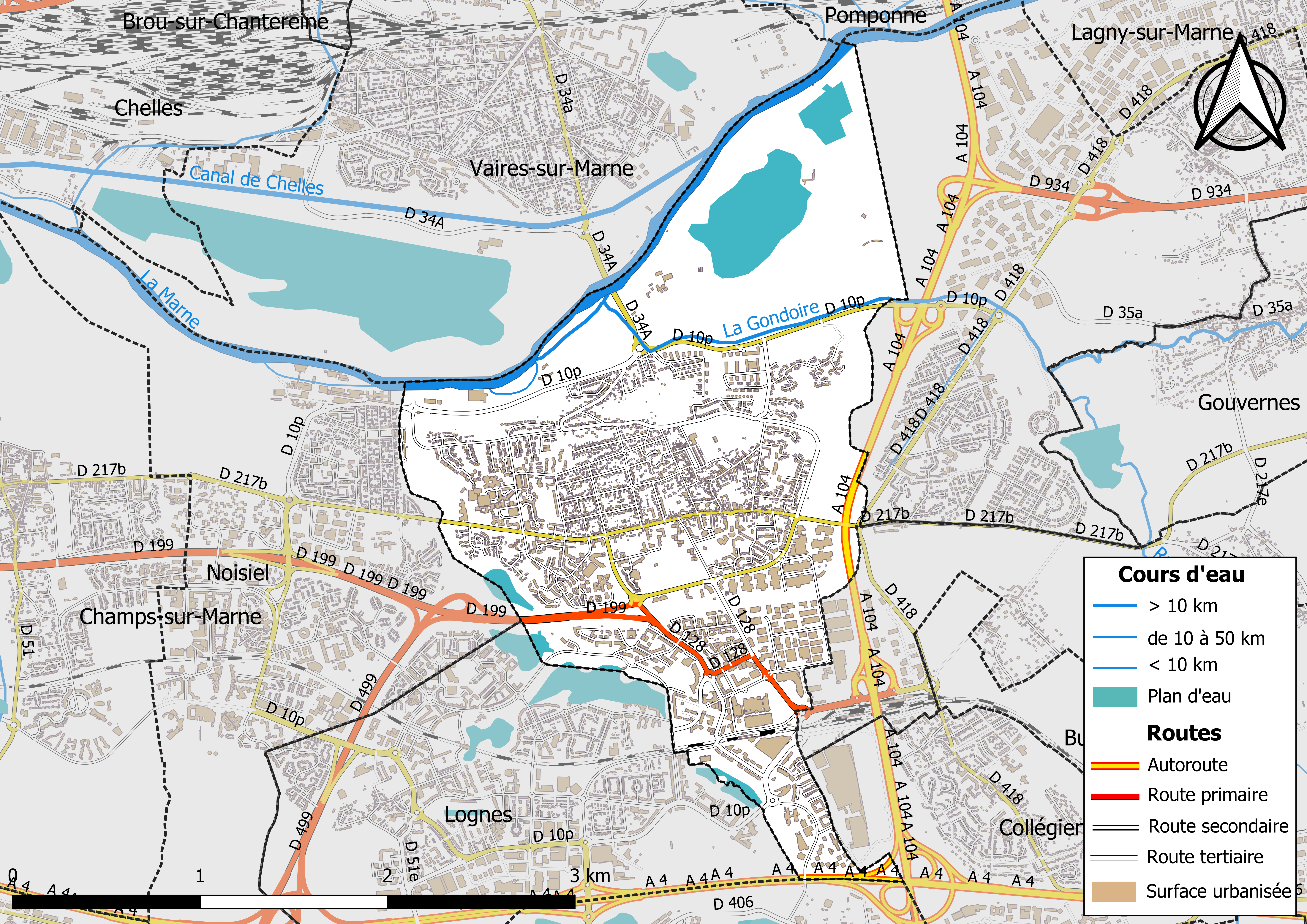
Carte des réseaux hydrographique et routier de la commune.

Le système hydrographique de Torcy se compose de quatre cours d'eau référencés, dont la longueur linéaire globale sur la commune est de 5,11 km.
Le canal de Chelles, 9,16 km, prend sa source dans la commune de Torcy mais ne la traverse pas.
Son territoire est exposé aux risques naturels prévisibles d'inondation et de mouvements de terrain causés par le phénomène de retrait et de gonflement des argiles.

##### La Marne
La Marne, délimite naturellement le nord du Val-Maubuée, borde Torcy sur 2,25 km, ainsi que :
- un bras de 0,59 km[5] ;
- un bras de 0,45 km[6].

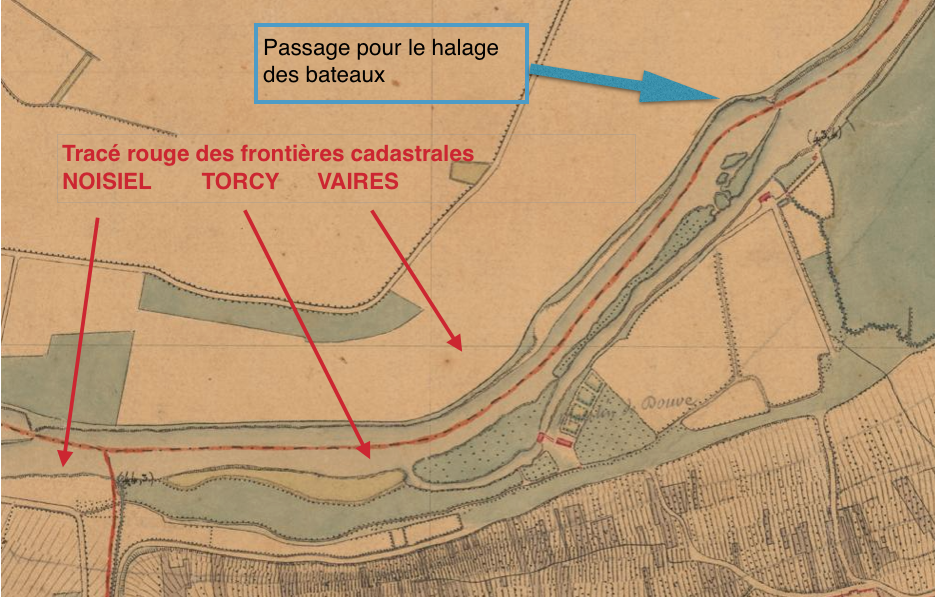
Carte d'Etat major de Géoportail avec rajout descriptif de la situation cadastrale des communes.

- Carte d'Etat major de Géoportail avec rajout descriptif de la situation cadastrale des communes.Les îles : île Mauguedant, île de Douvres et île Gobet.
- Gobet a été offerte par la Région à l'Agglomération PVM et sera intégrée à la Réserve Naturelle Régionale des îles de Chelles.

##### La Gondoire
La Gondoire (en limite nord-est) est le nom d'une rivière qui se jette dans la Marne (qui constitue la limite nord-ouest). Le nom la Gondoire vient de l’ancien français « gondola » signifiant rigole ou dépression. L'urbanisme croissant a entraîné une artificialisation de la Gondoire.

##### Le Maubuée
Le Maubuée est un ru possédant deux petits affluents[réf. nécessaire] qui courent du sud vers la Marne depuis le Mandinet et Lognes. Le nom de Maubuée était appelé anciennement Maubiez. Le biez est en vieux français un bras d'eau qui fait tourner la roue d'un moulin. Lors de la construction de la Ville Nouvelle, autour du petit ru de Maubuée, furent creusés de vastes bassins destinés à retenir l’eau en période pluvieuse qui deviendront les lacs de Torcy.

##### Étangs de Torcy

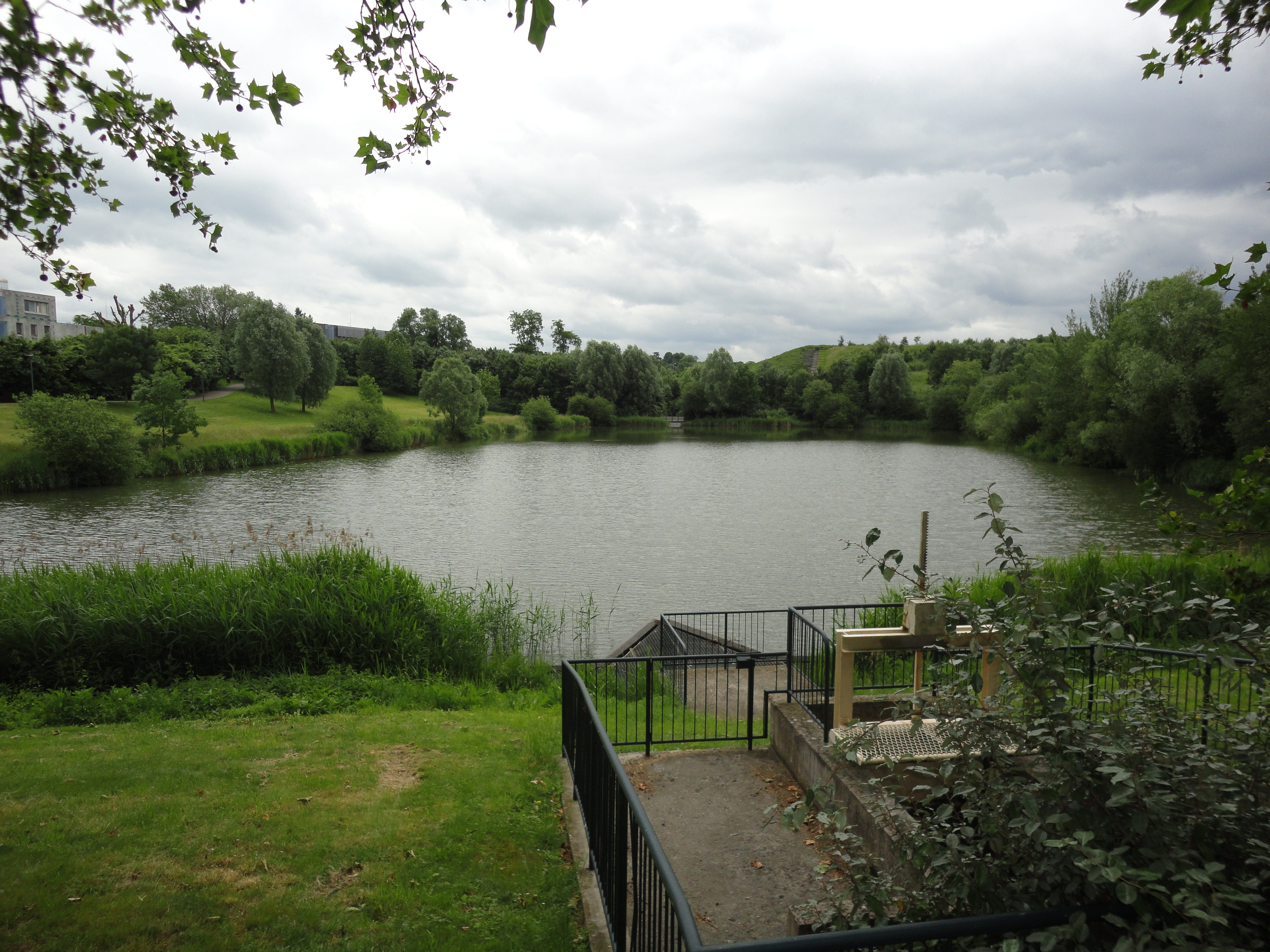
Le lac situé derrière le lycée Jean-Moulin, le seul qui n'a pas de nom.

Pas moins de sept étangs qui suivent le cours du ru de Maubuée sont décomptés, servant de frontières naturelles entre les villes de Torcy, Noisiel et Lognes. Les sept étangs (Arche, Ecluse, Beauregard, Pêcheurs, Maubuée et Segrais ; seul celui situé derrière le lycée Jean-Moulin n'a pas de nom) sont apparus vers les années 1970, au début de la construction de la ville nouvelle. En 1986, une maquette expérimentale d'un hydroptère est testée sur l'un des lacs de Torcy. En 1993, les sept lacs ont été asséchés afin d'être nettoyés. À cette occasion, plusieurs tonnes de détritus ont été récupérées dont plusieurs appareils électroménagers, des carcasses de voitures et une centaine de caddies de l'hypermarché Continent.

### Climat
Pour des articles plus généraux, voir Climat de l'Île-de-France et Climat de Seine-et-Marne.
En 2010, le climat de la commune est de type climat océanique dégradé des plaines du Centre et du Nord, selon une étude du CNRS s'appuyant sur une série de données couvrant la période 1971-2000. En 2020, Météo-France publie une typologie des climats de la France métropolitaine dans laquelle la commune est exposée à un climat océanique altéré et est dans la région climatique Sud-ouest du bassin Parisien, caractérisée par une faible pluviométrie, notamment au printemps (120 à 150 mm) et un hiver froid (3,5 °C).
Pour la période 1971-2000, la température annuelle moyenne est de 11,3 °C, avec une amplitude thermique annuelle de 15,2 °C. Le cumul annuel moyen de précipitations est de 717 mm, avec 10,6 jours de précipitations en janvier et 7,7 jours en juillet. Pour la période 1991-2020, la température moyenne annuelle observée sur la station météorologique installée sur la commune est de 12,1 °C et le cumul annuel moyen de précipitations est de 716,4 mm,. Pour l'avenir, les paramètres climatiques de la commune estimés pour 2050 selon différents scénarios d'émission de gaz à effet de serre sont consultables sur un site dédié publié par Météo-France en novembre 2022.
| Mois                                  | jan.            | fév.           | mars          | avril         | mai            | juin          | jui.           | août           | sep.          | oct.            | nov.            | déc.            | année      |
| ------------------------------------- | --------------- | -------------- | ------------- | ------------- | -------------- | ------------- | -------------- | -------------- | ------------- | --------------- | --------------- | --------------- | ---------- |
| Température minimale moyenne (°C)     | 2,2             | 2,3            | 4             | 6,1           | 9,6            | 12,7          | 14,6           | 14,2           | 11,2          | 8,8             | 5,1             | 2,9             | 7,8        |
| Température moyenne (°C)              | 4,8             | 5,6            | 8,3           | 11,2          | 14,6           | 18            | 20,1           | 19,8           | 16,3          | 12,8            | 8,1             | 5,5             | 12,1       |
| Température maximale moyenne (°C)     | 7,4             | 8,9            | 12,6          | 16,2          | 19,7           | 23,2          | 25,6           | 25,5           | 21,5          | 16,8            | 11,1            | 8               | 16,4       |
| Record de froid (°C) date du record   | −12,6 07.01.09  | −11,4 07.02.12 | −8,6 01.03.05 | −3,3 06.04.21 | 0,4 07.05.1997 | 2,8 04.06.01  | 6,6 13.07.1993 | 5,8 28.08.1998 | 2 30.09.18    | −3,4 30.10.1997 | −9,7 24.11.1998 | −9,6 29.12.1996 | −12,6 2009 |
| Record de chaleur (°C) date du record | 17,3 05.01.1999 | 20,9 27.02.19  | 26,2 31.03.21 | 28,8 20.04.18 | 31,6 27.05.05  | 36,6 27.06.11 | 42,1 25.07.19  | 39,7 11.08.03  | 35,7 08.09.23 | 28,7 02.10.11   | 21,9 07.11.15   | 17,8 07.12.00   | 42,1 2019  |
| Précipitations (mm)                   | 57,2            | 53,2           | 52,5          | 50            | 71,3           | 57,6          | 60,5           | 66,1           | 53,3          | 60,5            | 59,5            | 74,7            | 716,4      |

#### Intempéries
Les crues de la Marne de 1872 et de 1910 n'ont pas atteint Torcy grâce à sa position topographique.
Le 23 juillet 1988, un orage traverse l'Île-de-France. Le toit de l'hypermarché Continent s’effondre sous le poids de la grêle en blessant 33 personnes,. Ce jour-là se produisent aussi des inondations et des coulées de boue. Le journal télévisé de FR3 parle d'une « mini-tornade ».
La tempête de 1999 a détruit le parcours de santé. Il est réhabilité en 2003 et composé de treize agrès.
Un phénomène de coup de chaleur s'est produit le 29 avril 2012 vers 0 h 30, où la température s'est élevée de 11 °C et passa de 13,8 °C à 24,6 °C en quelques minutes, avec des rafales de vent comprises entre 90 et 115 km/h accompagnées d'une chute impressionnante du taux d'humidité. De 65 % à 0 h 30, il n'était plus que de 16 % à 0 h 40. Dans une moindre mesure, ce phénomène fut également ressenti dans un rayon d'une trentaine de kilomètres jusqu'à Paris.

### Milieux naturels et biodiversité
L’inventaire des zones naturelles d'intérêt écologique, faunistique et floristique (ZNIEFF) a pour objectif de réaliser une couverture des zones les plus intéressantes sur le plan écologique, essentiellement dans la perspective d’améliorer la connaissance du patrimoine naturel national et de fournir aux différents décideurs un outil d’aide à la prise en compte de l’environnement dans l’aménagement du territoire.
Le territoire communal de Torcy comprend deux ZNIEFF de type 1,,, la « Marne à Vaires-sur-Marne » (89,54 ha), couvrant 8 communes dont 7 en Seine-et-Marne et 1 dans la Seine-Saint-Denis et les « plan d'eau et milieux associés à Torcy » (137,75 ha), couvrant 2 communes du département.
et une ZNIEFF de type 2,, la « vallée de la Marne de Gournay-sur-Marne à Vaires-sur-Marne » (1 336,91 ha), couvrant 9 communes dont 8 en Seine-et-Marne et 1 dans la Seine-Saint-Denis.

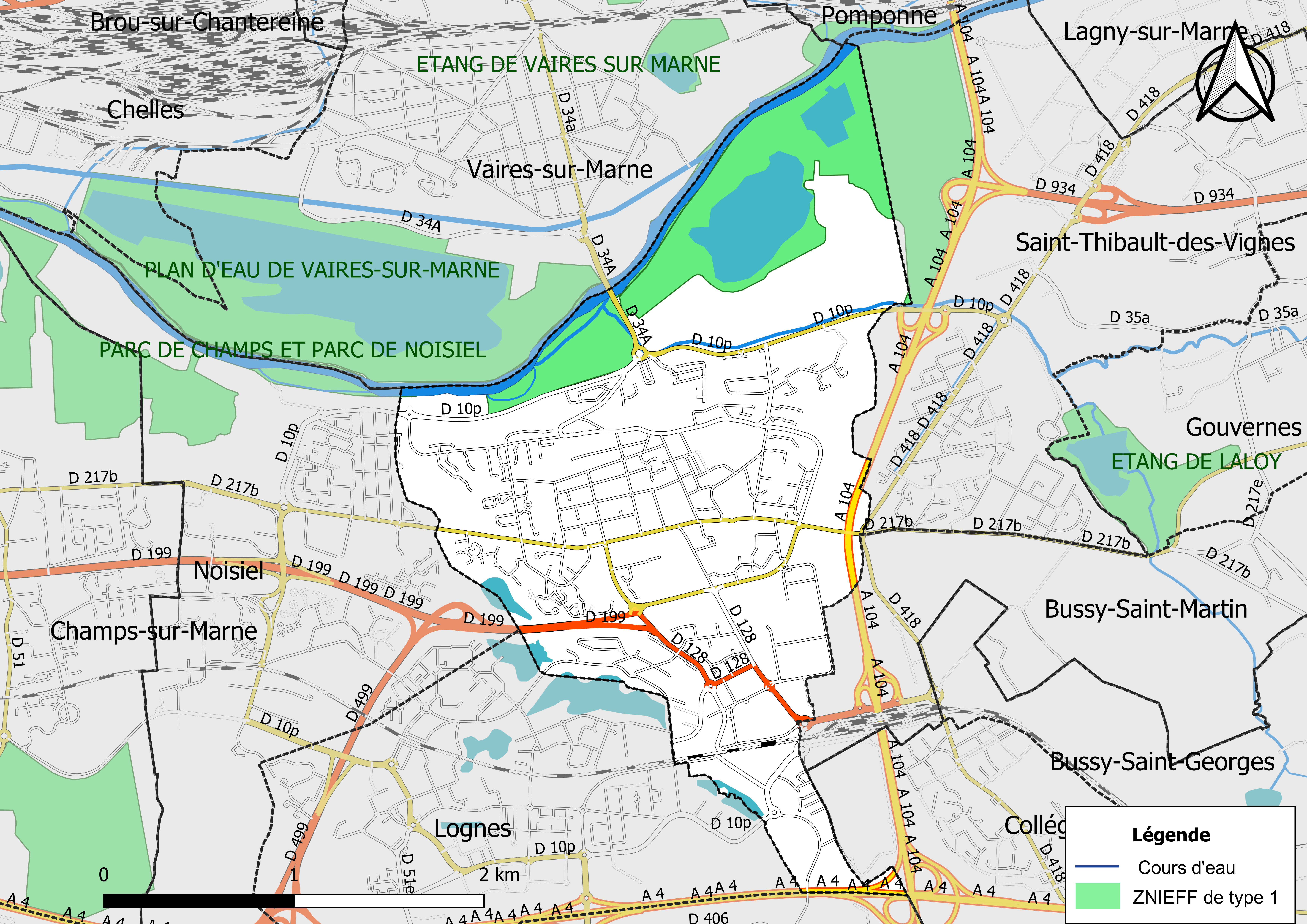
Carte des ZNIEFF de type 1 de la commune.
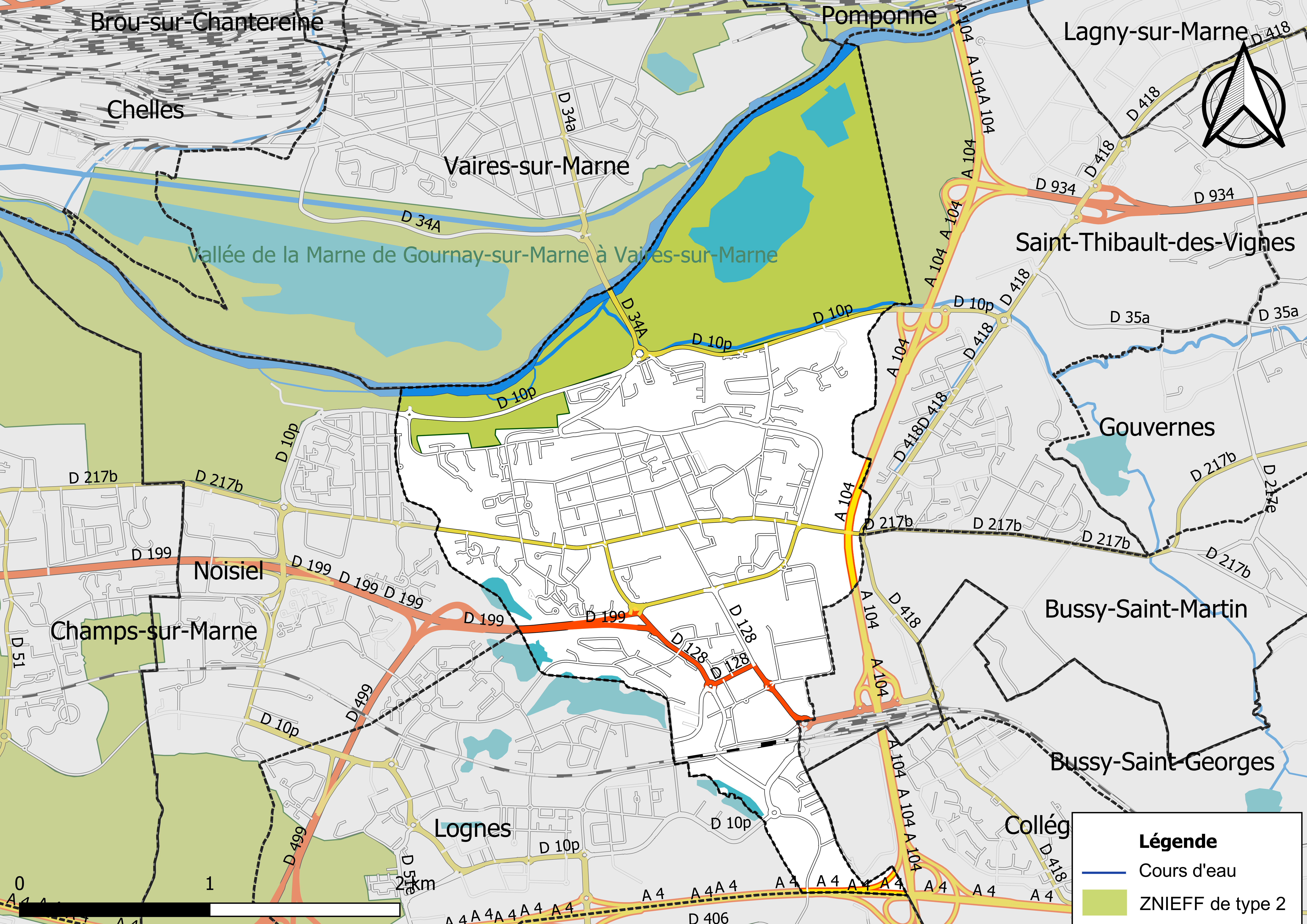
Carte des ZNIEFF de type 2 de la commune.

## Urbanisme

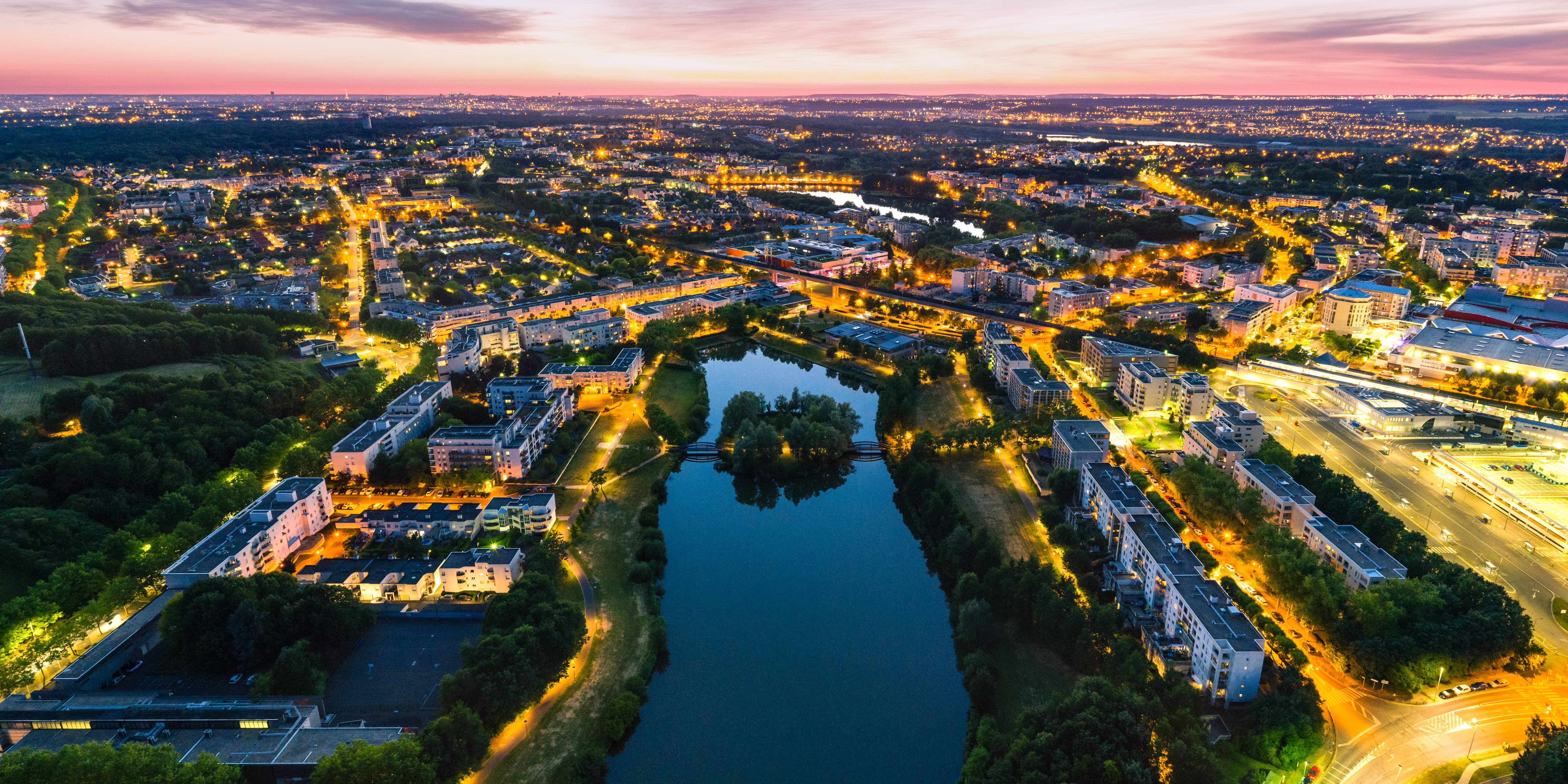
Torcy, à droite de l'étang du Segrais ici, et tout Marne-la-Vallée ont connu une urbanisation rapide en seulement quelques décennies

### Typologie
Au 1er janvier 2024, Torcy est catégorisée grand centre urbain, selon la nouvelle grille communale de densité à sept niveaux définie par l'Insee en 2022.
Elle appartient à l'unité urbaine de Paris, une agglomération inter-départementale regroupant 407 communes, dont elle est une commune de la banlieue,,. Par ailleurs la commune fait partie de l'aire d'attraction de Paris, dont elle est une commune du pôle principal,. Cette aire regroupe 1 929 communes,.

### Occupation des sols

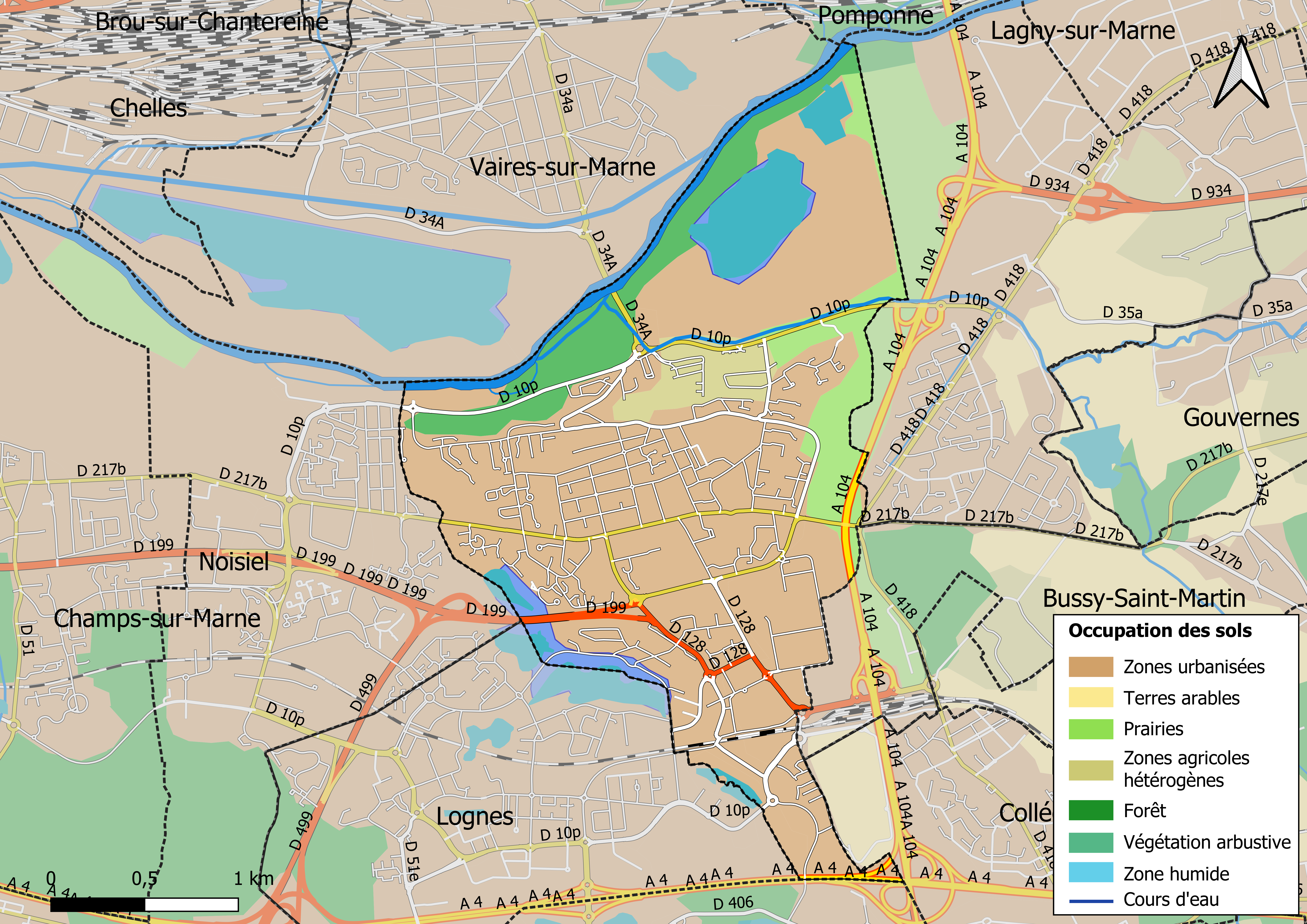
Carte des infrastructures et de l’occupation des sols en 2018.

En 2018, le territoire de la commune se répartit en 48,2 % de zones urbanisées, 15,3 % d’espaces verts artificialisés non agricoles, 9,9 % de forêts, 8,8 % de zones industrielles commercialisées et réseaux de communication, 7,1 % de prairies, 6,5 % d’eaux continentales, 4,1 % de zones agricoles hétérogènes et < 0,5 % de terres arables.

### Morphologie urbaine
Torcy est divisée en trois secteurs :
- le secteur nord-ouest dit le Vieux Torcy qui désigne comme le montre le nom, la vieille ville. Cette partie est composée notamment des quartiers du Mail et de l'Église, etc. ;
- le secteur nord-est, autrement dit l'Arche-Guédon, réunit les quartiers du Beauregard et des gradins , bel air et Arche Guédon
- le secteur sud ou la Ville Nouvelle qui rassemble la gare de Torcy, le centre commercial Bay 1, la zone industrielle, le lycée Jean-Moulin, le quartier du Belvédère, la résidence du Carré Fleuri, etc.[35]

### Voies de communication et transports

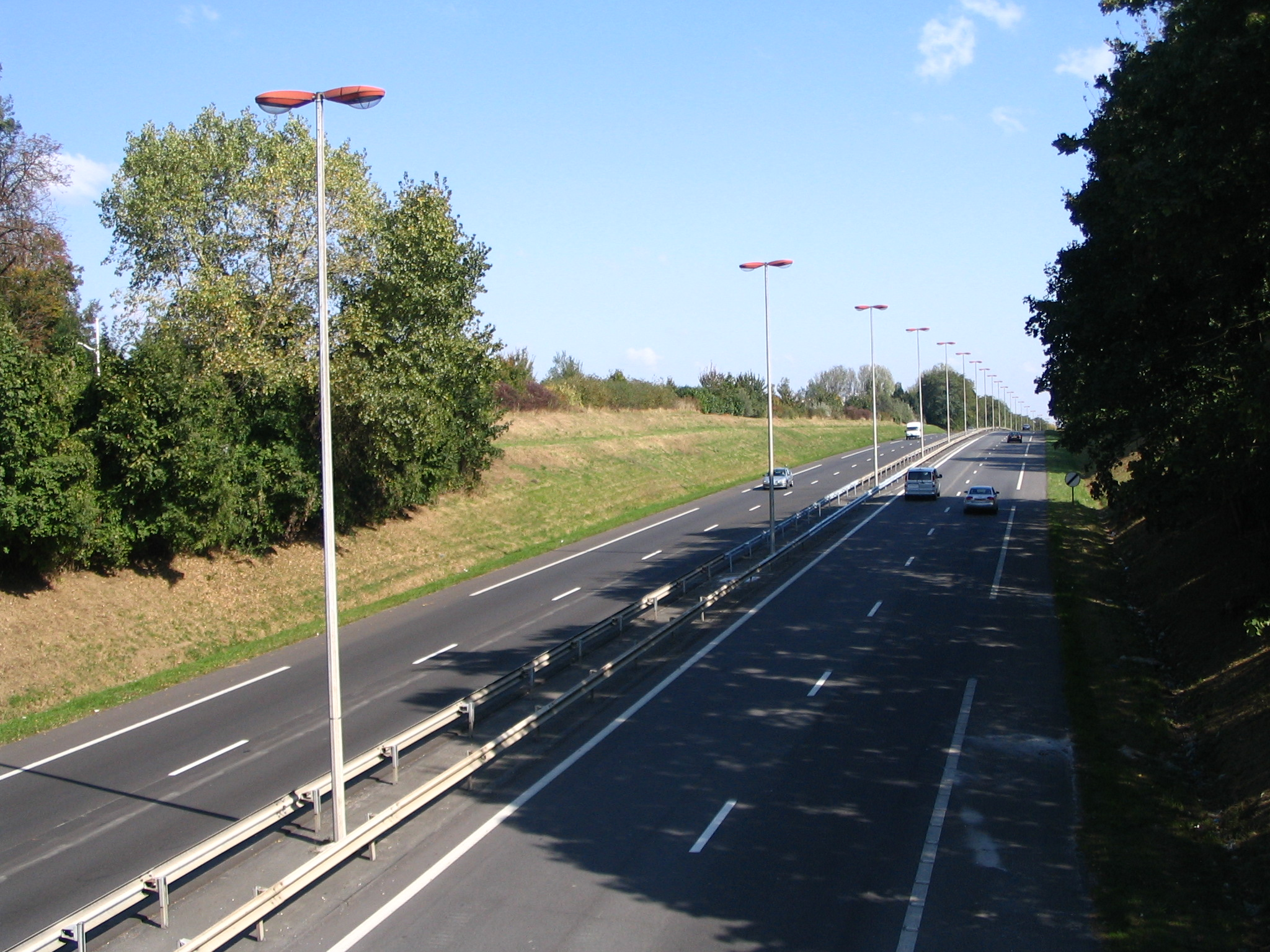
L'ancienne A199 en direction de Noisiel et Torcy.

#### Infrastructures routières
La ville est reliée à l'est à la A104, à hauteur des sorties no 10 et no 11, au sud à la A4 via la sortie no 10.1, et à l'ouest à l'ancienne A199, désormais D 199.
Cette dernière route, joignant Torcy à Noisiel, Champs-sur-Marne et Noisy-le-Grand, devait à l'origine rejoindre la A104 en passant par le centre de Torcy. Ce projet n'aboutira néanmoins jamais à la suite de pressions de riverains, bien que les travaux aient été entamés, comme en témoigne la construction du pont passant au-dessus de l'avenue de Lingenfeld, toujours existant à ce jour.
La A104, qui est un tronçon de la Francilienne, permet de rejoindre l'aéroport de Roissy au nord et Melun au sud. Les boulevards urbains, D 51 et D 199 relient la ville au secteur I de la Ville nouvelle de Marne-la-Vallée.

#### Réseau cyclable
Il existe un important réseau, avec quelques discontinuités, de pistes cyclables autour du centre-ville. Le premier secteur regroupe les pistes le long du Maubuée et des lacs, remontant à l'Arche Guesdon. Il permet un accès direct aux communes de Noisiel, Lognes (quartier de la Maillière) et Champs-sur-Marne (cité Descartes). Un second secteur traverse la commune du nord-est jusqu'au sud-ouest, traversant la vieille ville en provenance de Saint-Thibault-des-Vignes puis gagnant par l'avenue Lingenfeld le quartier de la gare et Bay 2. De là il est possible de se rendre d'une part à Collégien (et jusqu'à Bussy-Saint-Georges si le prolongement est achevé), et d'autre part à Lognes, Émerainville (aérodrome, Malnoue et Emery), la gare de Pontault-Combault et jusqu'à Roissy-en-Brie et sa gare.
Depuis 2003, une piste cyclable dédiée aux deux-roues relie la base de loisirs de Torcy à celle de Vaires-sur-Marne en longeant la RD 34 A, et en franchissant la Marne, puis la gare de Vaires-Torcy. La piste cyclable mesure 1 180 mètres de longueur et 3,50 mètres de large.
En 2008, Loïc Herluison, responsable des déplacements urbains au syndicat d'agglomération nouvelle (SAN) du Val Maubuée, lance une ligne de vélobus pour permettre aux employés du SAN de rejoindre Paris à vélo. Le trajet long de 20 km dont le départ est place de la Nation traverse les villes de Saint-Mandé, Vincennes, Montreuil, Fontenay-sous-Bois, Neuilly-Plaisance, Bry-sur-Marne, Noisy-le-Grand, Gournay, Champs-sur-Marne, Noisiel et Torcy.

#### Desserte ferroviaire

##### Gare de Torcy

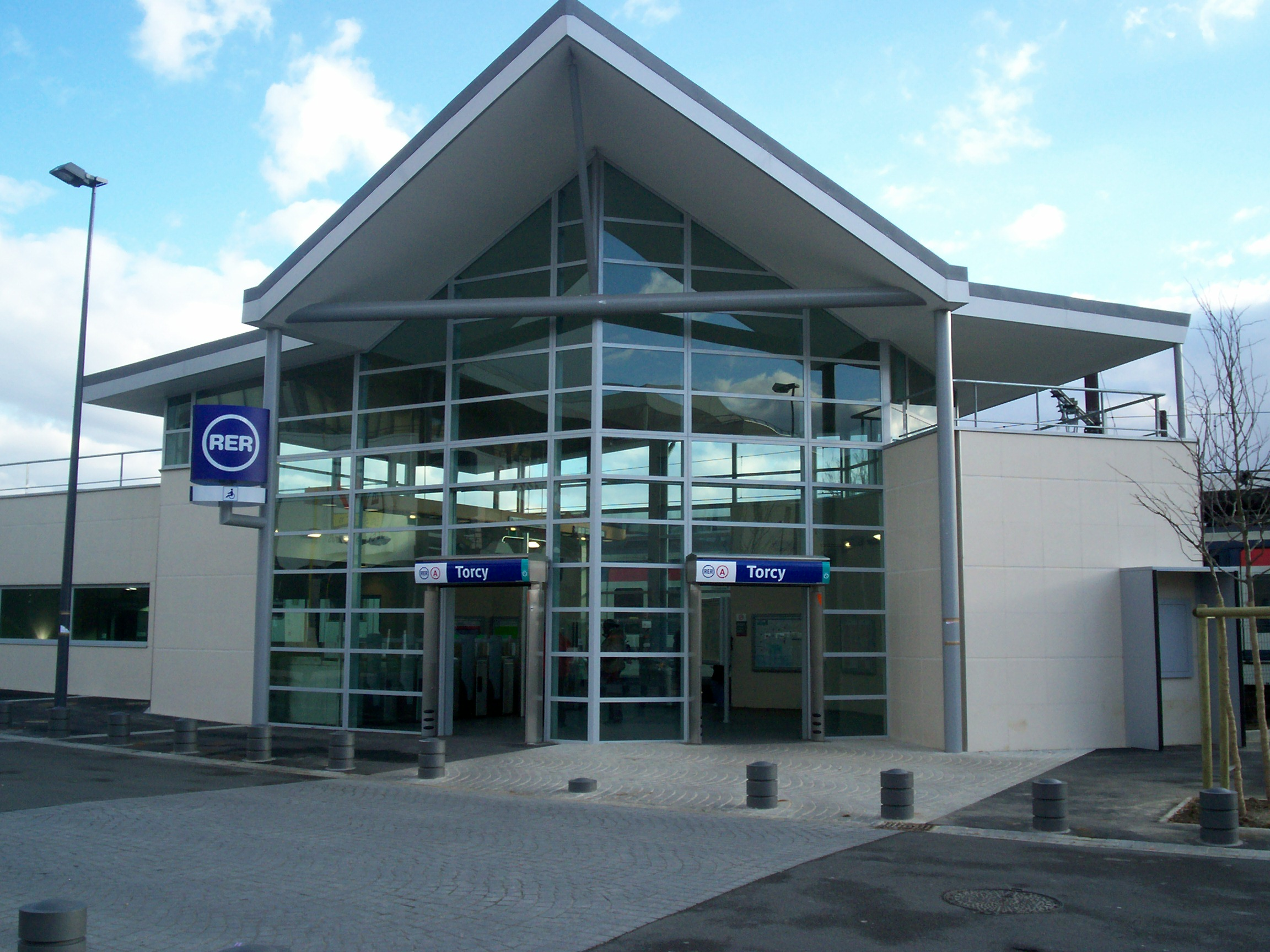
La nouvelle entrée de la gare RER de Torcy
ouvert en 2003 pour desservir Bay 1.

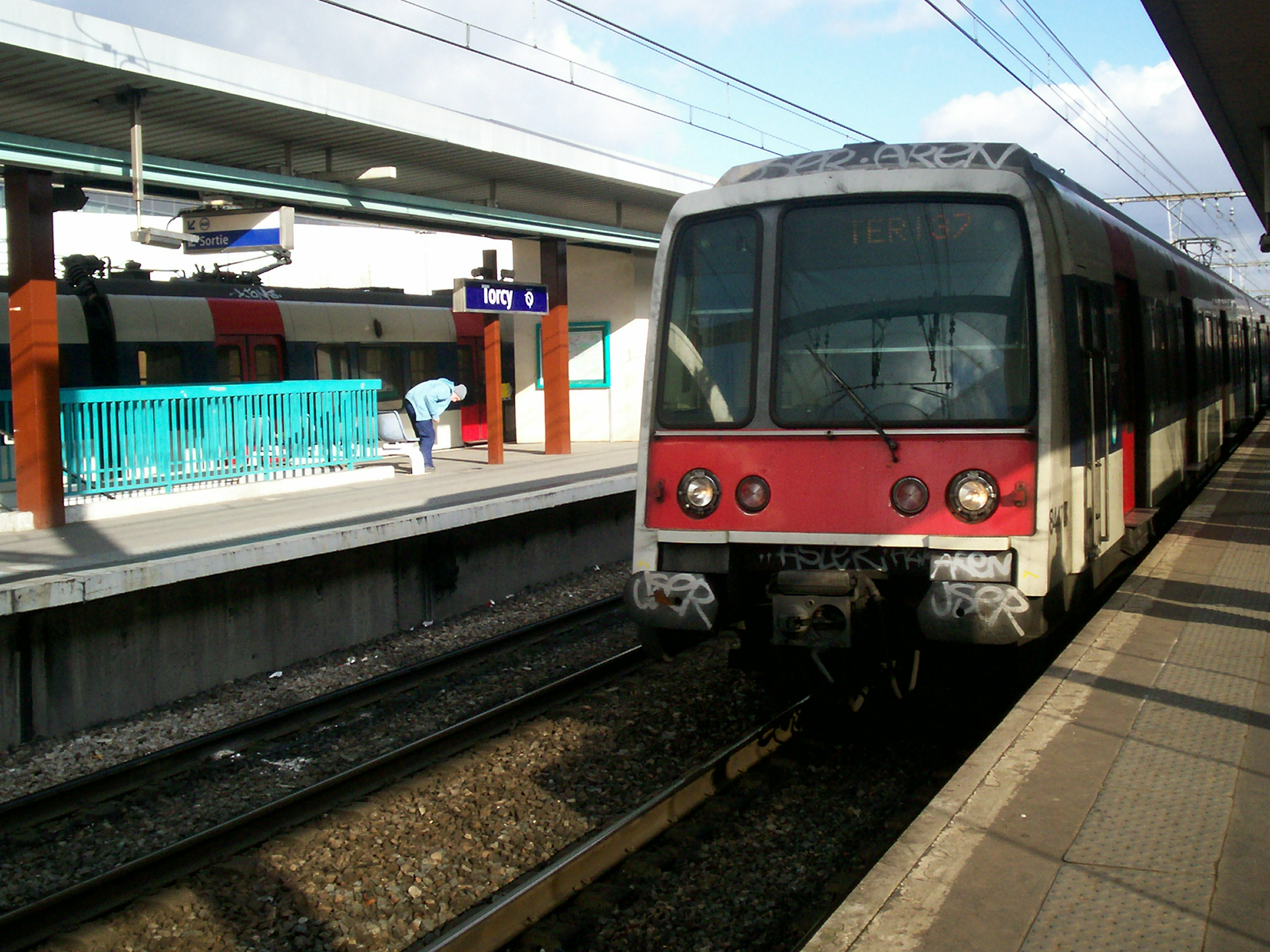
Sur les quais de la gare RER de Torcy.

La gare de Torcy du   fut ouverte le 19 décembre 1980 dans le cadre du prolongement de la branche A4 du RER pour desservir le secteur 2 (Val-Maubuée) de la ville nouvelle de Marne-la-Vallée. Elle était à l'époque terminus de la branche A4 et portait le nom de Torcy - Marne-la-Vallée.
Le 18 décembre 1985, le gouvernement français signe un protocole avec la société Walt Disney établissant les conditions d'implantation du parc de loisirs Disneyland. La desserte ferroviaire est assurée par un nouveau prolongement de la ligne A, de onze kilomètres à partir de Torcy. Une convention est finalement signée le 24 mars 1987 afin d'entériner le projet, modifié avec l'implantation d'une gare TGV accolée à l'est de la gare terminale du RER. Le syndicat des transports parisiens, actuellement Île-de-France Mobilités, prend en considération le schéma de principe du prolongement le 23 décembre 1987. Les travaux sont engagés en septembre 1988. Ils nécessitent de remodeler l'arrière-gare de Torcy, avec création d'un hall d'entretien et la création de voies de garages.
En 1992, à l'occasion du prolongement de la branche A4 jusqu'à Marne-la-Vallée - Chessy, dans le but de desservir les parcs de Disneyland Paris et d'être en correspondance avec la gare TGV de Chessy, la gare a pris le nom de gare de Torcy. En 2011, la gare de Torcy effectue 141 missions de départs vers Paris par jour et plus de 12 540 voyageurs prennent le RER A à la gare de Torcy chaque jour.

##### Gare de Vaires - Torcy
La gare de Vaires - Torcy située à Vaires-sur-Marne au nord de Torcy, ouverte en 1849, est desservie par la ligne P du Transilien de Paris-Est à Meaux via Chelles. Avant l'ouverture de la gare RER de Torcy en 1980, elle était la seule gare desservant Torcy.

##### Projet abandonné
En 1987, un projet pour décongestionner le RER A et créer un deuxième accès à Paris, prévoyaient une liaison Torcy – Gare Saint-Lazare en passant les gares du Nord et de l'Est, moyennant un raccordement entre la RATP et la SNCF. Ce projet avorté, sans doute pour des raisons financières, a étroitement inspiré Éole.

#### Voie fluviale
La Marne à Torcy est autorisée à la navigation de péniches et autres embarcations motorisées. Torcy possède d'autre part un club d'aviron et de canoë-kayak dont les embarcations évoluent sur la Marne.

#### Transports urbains
La ville de Torcy est également desservie par les lignes de bus 211, 220, 311, 321 et 421 du réseau de bus RATP, la ligne Express 100 du réseau de bus Marne et Seine, les lignes 2221, 2225, 2228, 2229, 2290 du réseau de bus de Marne-la-Vallée, la ligne 18 du réseau de bus Meaux et Ourcq, la ligne 19 du réseau de bus Seine-et-Marne Express et la ligne 18 du réseau de bus du Pays Briard.
La nuit, ce sont les lignes N34, N130 du Noctilien qui assurent la desserte. (La ligne N138 n’existant plus).

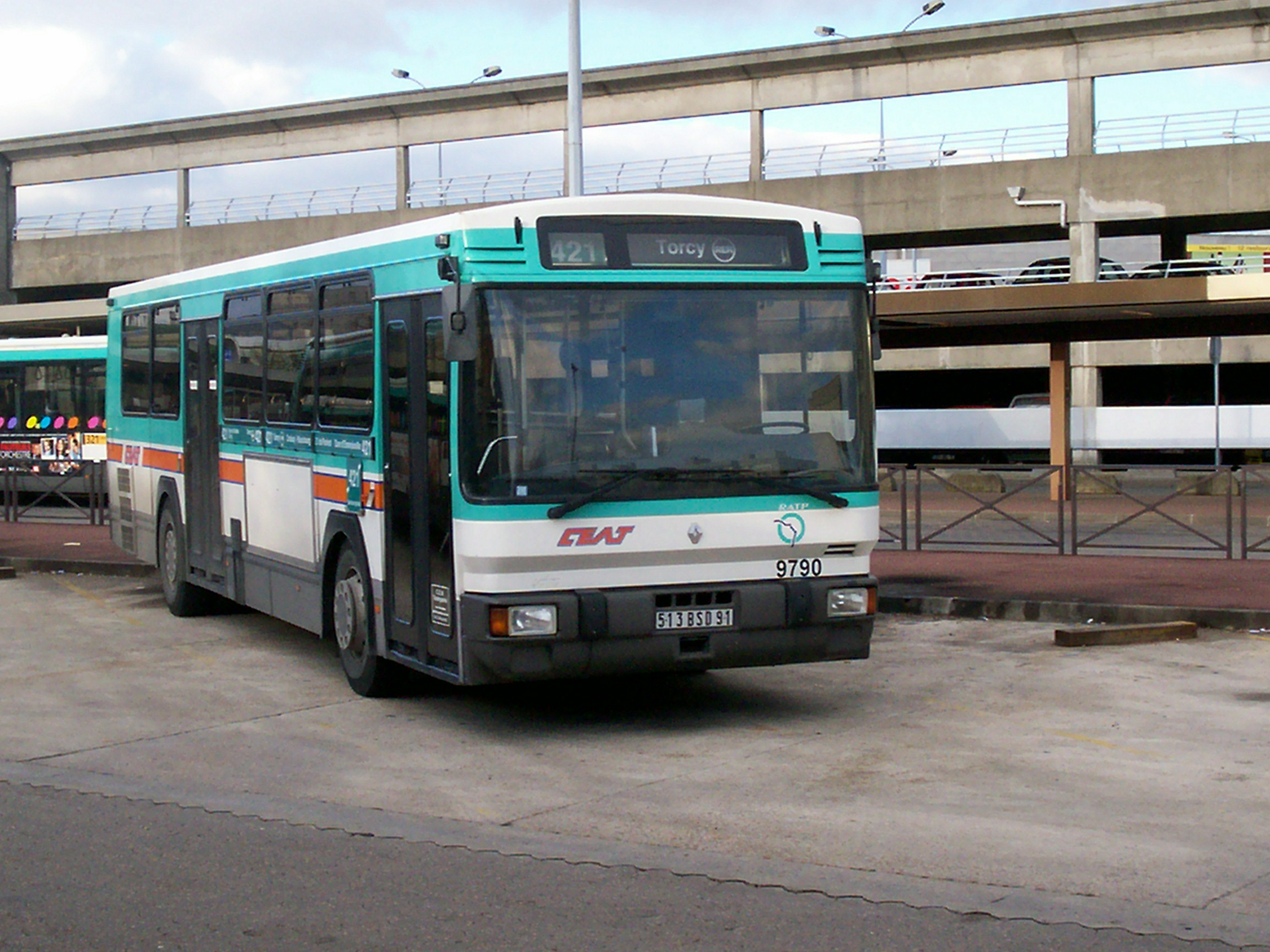
Le bus 421 et en arrière-plan, le parking de la gare RER.

Le stationnement sur la voirie est gratuit sur l'ensemble du territoire de Torcy.
De nombreux parkings publics ont été aménagés pour compléter l'offre en voirie. À la fin des années 1960, la place de l'Église est devenue un parking. En 1980, ouverture du parking gratuit de 1 030 places en ouvrage à proximité de la gare de Torcy réservées aux usagers du RER A.
La place Kléber-Guyot qui rend hommage à un élu torcéen fait office de parking. La place du Jeu-de-Paume et les rues attenantes ont 69 places gratuites non réglementées. La moitié des places sont disponibles. Par contre, le secteur de la Grande-Rue situé près de la place du Jeu-de-Paume, est occupé à 69 % en journée et presque à 90 % la nuit.

### Logement
En 2010, la commune de Torcy comptait 8 620 logements, dont 3 100 logements sociaux ce qui fait un parc de logements sociaux de plus de 35 % sur la totalité des logements sur le territoire torcéen.
Dans les quartiers des Gradins et du Bel Air, il existe près de cinq cents logements (dont les principaux bâilleurs sont Osica et OPH. Un quart de la population de la ville vit en quartier prioritaire.
Un projet de réaménagement du pôle multimodal de Torcy est en cours.
Torcy est la deuxième ville de Seine-et-Marne à se doter d'une zone de sécurité prioritaire (ZSP) dans les quartiers :
- de l'Arche-Guédon,
- du Mail,
- de Beauregard,
- du Belvédère (secteur de la gare RER).

### Projets d'aménagements
Le projet de la Zac des Coteaux est en cours d'aménagement, celle-ci se situe sur l'emplacement de l'ancien camping "le parc de la colline". Situé au nord de la ville à proximité de la base de loisirs de Vaires sur Marne, se projet s'étend sur 13 hectares et prévoit la construction d'environ 500 logements, d'une caserne de pompiers, d'un hôtel, d'une résidence intergénérationelle (1/3 séniors). Ce projet a été élaboré et pensé par l'aménageur Epa-Marne, la communauté d'agglomération Paris Vallée de la Marne et la ville de Torcy elle-même.

Malgré un projet décrit comme respecteux de l'environnement, une association nommée "zad coteau de Torcy" s'est constitué pour dénoncer la bétonisation d'un secteur riche en bio-diversité.

## Toponymie

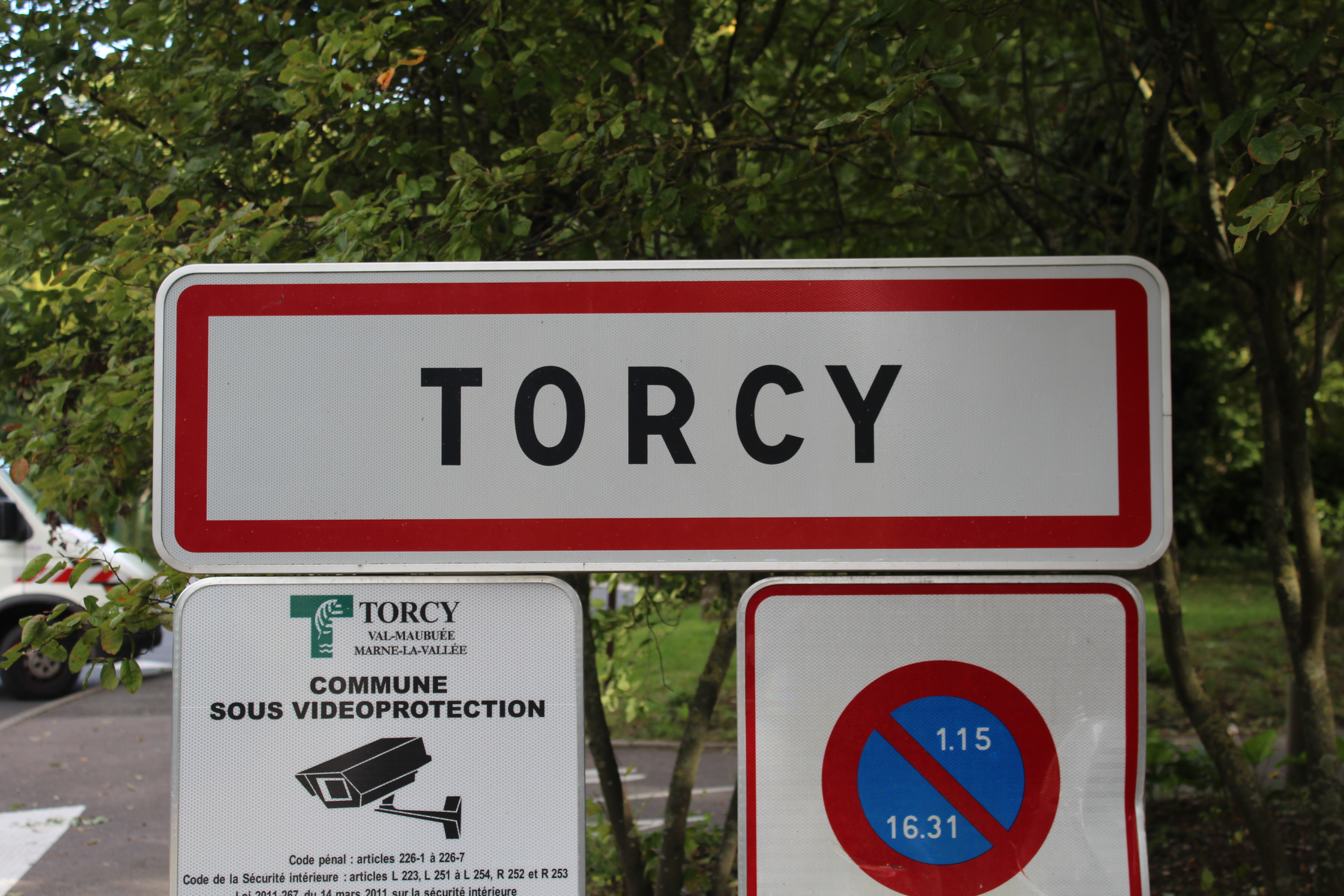
Panneau d'entrée.

Turciacum, Torciacum probablement basé sur le nom d'une personne nommée Turcius.
Cette théorie est étayée du fait que les noms de villages d’Île-de-France se terminant par un y sont souvent un vestige de l’époque gallo-romaine où la coutume était de faire suivre un nom avec le suffixe -(i)-acum.
À cette époque, le nom de la ville est attesté sous la forme Torciacum, puis Torciaco à l'époque médiévale. Au Moyen Âge, la ville était appelée en picard Torchi comme on peut le lire dans le poème Le Tournoi des Dames d'Hugues III d'Oisy datant du XIIe siècle. L'appellation Torcy en Brie est connue dès le XVe siècle et perdure jusqu'au XIXe siècle et enfin le nom actuel Torcy apparaît déjà au début du XXe siècle comme on peut le découvrir dans les anciennes cartes postales d'époque.
Le nom de Torcy peut être lu dans le Recueil des Miracles de Saint-Thibaud de Lagny, mais au lieu de Torciaco, les imprimeurs ont inscrit par inadvertance Tornaco.

## Historique

### Préhistoire et Antiquité
L'archéologie a démontré que les premières traces d'occupation humaine du site date du Néolithique. Dans les années 1980, lors de fouilles, il a été mis au jour une herminette, ainsi que d'autres outils datant de la période Néolithique[réf. souhaitée].
Le hameau dit Moulin de Douvres est attesté, dès 855 où il est décrit comme « in Valla dubro » (la source dans la vallée)[réf. souhaitée].
En l'an 868, la première mention d'un bourg gallo-romain, du nom de Torciacum, pour Tauriciacum, est trouvé probablement basé sur le nom d'une personne nommé Tauricius avec le suffixe de localisation -acum[réf. souhaitée].
Une ancienne route reliant Torcy à Melun en passant par Pontault-Combault a été mise au jour, dont le tracé correspond à peu près à la Francilienne.

### Moyen Âge

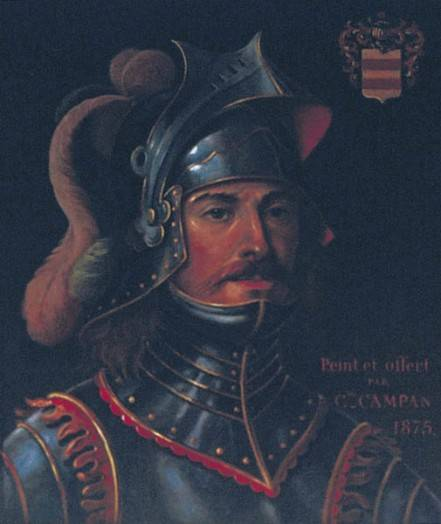
Portrait de Anseau de Garlande peint par Charles Campan en 1875.

Au Xe siècle, l'abbaye de Saint-Maur-des-Fossés abritait à Torciacum, 32 ménages d'ouvriers à charrues, trois manœuvriers et six hospices où il y avait 71 hommes qui payaient une redevance en denrées et en journée de travail. Torcy est donc d'abord une terre monastique ; elle va entrer dans l'histoire féodale,.
- En 1078, le père de Guillaume Ier de Garlande (1055-1095), Adam de Garlande, seigneur de Gournay et de Noisiel donne à l’abbaye de Cluny des biens hérités de son père, Aubert de Garlande,, (1031-1060) qui sont situés à Torcy, Noisiel et Roissy-en-Brie.
L'historien Orderic Vital dans son Historia ecclesiastica, nous raconte comment Thibaut IV de Blois qui combattait pour Gui de Rochefort, fut vaincu sur les bords du ruisseau de Torcy contre les troupes de Louis VI le Gros lors de la prise du château de Gournay en 1107.
En 1107, Anseau de Garlande (1069-1118), fils de Guillaume Ier de Garlande, Sénéchal de France sous Louis VI le Gros comme le sera après lui son frère Guillaume II, reçoit du roi Louis VI, la châtellenie de Gournay-sur-Marne ainsi que des terres à Torcy. En 1115, la légende veut qu'Anseau de Garlande et sa nièce Yolande (ou sa belle-sœur Helisande) traversaient à cheval la forêt de Roissy-en-Brie, quand un sanglier attaqua la monture de la Dame. Alertés par des cris, un manant de Torcy et un paysan de Roissy-en-Brie se précipitèrent pour aider la demoiselle en détresse et maîtrisèrent la monture affolée. Pour récompenser cet acte de bravoure, Anseau de Garlande a donc offert cette forêt, environ 400 hectares, aux villages de Torcy et de Roissy-en-Brie, la forêt étant à l'époque une richesse, car elle est une réserve de gibiers, de pâturage et de bois pour la construction et le chauffage.
En 1139, la fille d'Anseau de Garlande, Agnès de Garlande (1112-1143), épouse le frère du roi Louis VII, Robert Ier de Dreux (1125-1188), qui se voit honorer du titre de comte de Torcy. Leur fils Simon de Dreux, hérite des titres de seigneur de Torcy, de Brie-Comte-Robert et de Chilly, mais il meurt précocement. Son demi-frère cadet, Guillaume (1163-vers 1189), reçoit Torcy ; puis leur frère Robert II de Dreux (1153-1218), fils de Robert Ier et d'Agnès de Baudement, reprend ce fief.
Vers 1183, le poème Le Tournoi des Dames rédigé par Hugues III d'Oisy, fait mention de Torcy et de son château, en vieux français Torchi et nous renseigne que Marguerite d’Oisy, Marie de France comtesse de Champagne, Alix de Breteuil comtesse de Clermont, Éléonore comtesse de Crespi, la sénéchale Yolent, Alix II de Dreux dame de Coucy, Adélaïde de Nanteuil, Alix d’Aiguillon, Mariseu de Juilly, Alix de Montfort, Isabeau de Marly, se sont réunies devant le château de Torcy, sur les bords fleuris de la Marne, pour un tournoi où elles désiraient juger par elle-même, en combattant entre elles, quels étaient les dangers véritables que couraient leurs maris toutes les fois qu’il rompaient ainsi des lances en leur honneur.
La fille de Robert II de Dreux et de Yolande de Coucy, Philippa de Dreux (1192-1242), dame de Torcy, épousa en 1219, Henri II, comte de Bar-le-Duc.
En 1222, le Roi Louis VI confirme le don de la forêt par Anseau de Garlande pour l'usage des villageois de Torcy et de Roissy. Mais au fil des siècles, la surface de la forêt va s'amenuiser.
En 1242, un château fort aurait été construit sous le comte Thiébaut II de Bar, alors seigneur de Torcy, et cette forteresse sera détruite plus tard par les Armagnacs. L'emplacement de cette forteresse est estimé vers le lavoir, car au moment de la construction du lotissement du Clos vers la fin des années 1970, des souterrains ont été mis au jour s'étendant sur plusieurs centaines de mètres.
- La seigneurie de Torcy a appartenu aux comtes de Bar-le-Duc jusqu'en 1297, quand Philippe le Bel confisque les terres à Henri III de Bar pour les donner à Jean de Chevry, seigneur de Chevry, évêque de Carcassonne, neveu de l'abbé Pierre de Chevry, en raison de l'alliance du comte de Bar avec le roi Édouard Ier d'Angleterre par son mariage avec Aliénor. Depuis, les terres de Torcy furent données à différents seigneurs en guise de récompense ou à titre d'engagement.
Vers la fin du XIIIe siècle, Torcy possédait sa chapelle, placée sous l'invocation de Saint Louis.
En 1343, Philippe de Valois offre à son fils Jean, duc de Normandie, la châtellenie de Torcy. Étant devenu roi sous le nom de Jean II le Bon, il offre cette terre a son chambellan Robert de Lorris en 1350. En 1352, Jean le Bon consacre douze arpents et demi d’herbages situés près de Torcy pour la nourriture des animaux que le roi a fait amener au bois de Vincennes.
En 1364, Pierre Blanchet, premier secrétaire du roi, reçoit de Charles V la seigneurie de la Queue-en-Brie et toutes les terres attenantes : Pontault, Pontillault, Berchères (à Pontault), Noiseau, Sucy, Amboile (Ormesson), Créteil, Valenton, les Bordes, Bonneuil et en partie, Roissy, Ferrières, Champigny et Torcy.
Au cours de la guerre de Cent Ans, le roi d’Angleterre (ou plutôt son régent Bedford) ôte en 1423 à Jacques Lempereur, échanson et chambellan royal, le domaine de Torcy que ce dernier avait reçu en 1422 de Charles VII, dont il était un fidèle. Le chancelier Jean Le Clerc, du parti bourguignon, reçoit Torcy.
Après avoir donné son allégeance en 1431 au roi d'Angleterre, Hugues Rapiout fut nommé de 1432 à 1434 prévôt des marchands de Paris et seigneur de Torcy, Livry-en-Aulnoye et de Chemin-en-Brie jusqu'à sa mort en 1436.
Le 13 juin 1466, un chevalier écossais du nom de Thomas de Huston de la région de Girvan vint combattre les Anglais en France dans le cadre de l’Auld Alliance. Il reçoit par don du roi, en récompense, le domaine de Torcy, pour avoir été le premier à entrer dans la ville de Meaux aux côtés d'Arthur de Richemont lors du siège contre les Anglais du 20 juillet au 10 août 1439. Thomas de Huston y demeura jusqu'à sa mort en 1472. Un autre chevalier, Pierre Cleret, Ecuyer, fut le seigneur du domaine de 1472 à 1482. En 1482/1484, Étienne Petit (1449-1513), notaire et secrétaire du roi, reçut les terres de Torcy, et il acquit aussi Croissy vers 1510 . En 1487, le Roi remit au greffe du Châtelet la copie du terrier de Torcy pour servir au recouvrement des droits royaux.
Avec les ravages de la guerre de Cent Ans, les paroisses de Torcy et de Lognes se sont jointes en une seule de 1374 à 1503.

### Époque moderne

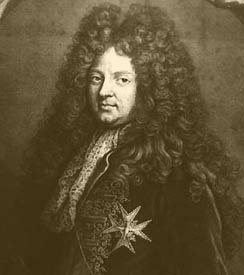
Jean-Baptiste Colbert de Torcy. Gravure d'après Hyacinthe Rigaud.

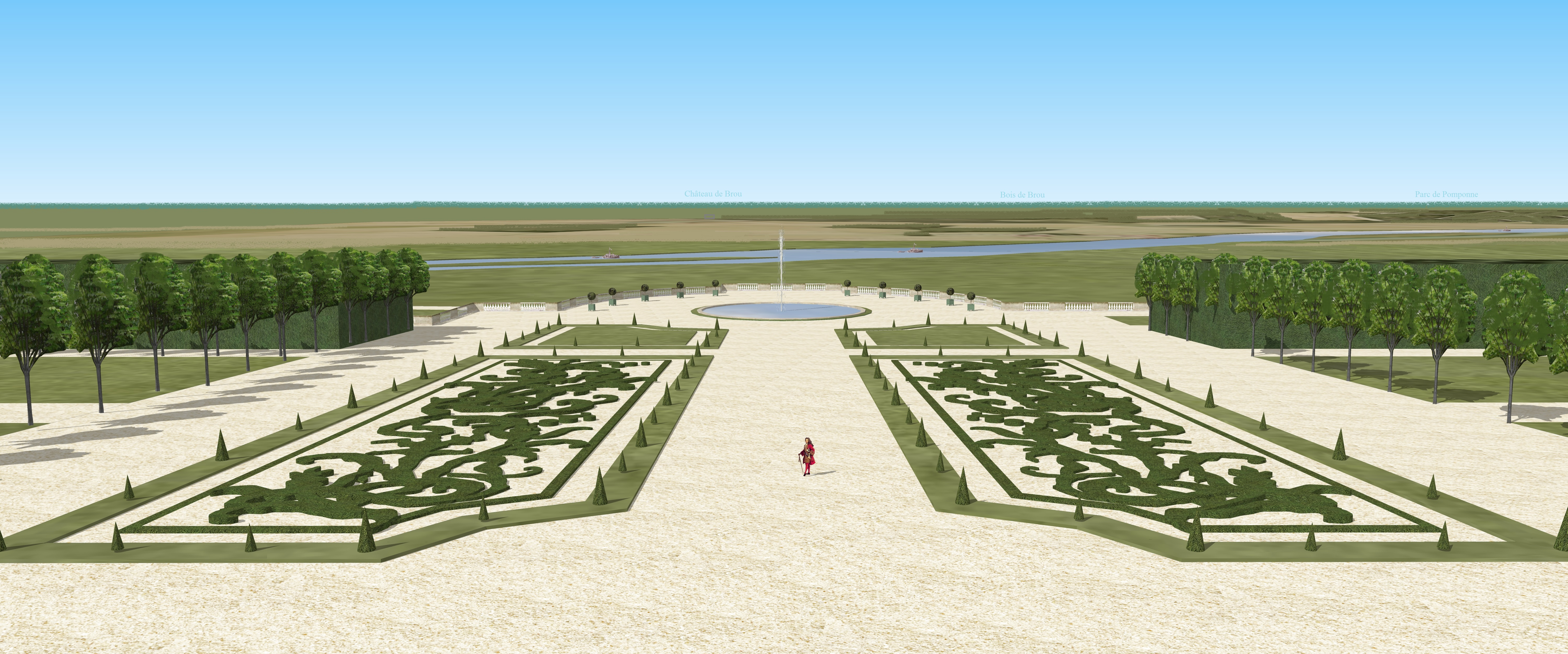
Vue restituée depuis le premier étage du château de Torcy, XVIIe siècle. Avec la Marne dans le fond.

Au XVIe siècle est bâtie la première église de Torcy, composé d'une nef avec deux transepts, est située le long de la rue Chèvre dans une orientation sud/nord. À l'intérieur, il y a trois autels et des tableaux représentants les douze apôtres.
Un Pouillé mentionne pour la première fois, la présence d'un chapelain nommé Pierre Bense, officiant à Torcy, à partir du 1er mars 1501. Le 22 janvier 1503, Torcy devient définitivement une paroisse indépendante et le 1er avril 1505, les Torcéens fêtent l'arrivée de Robert Laër, le premier prêtre de la nouvelle paroisse.
En 1505, des lettres patentes autorisent l'organisation de foires à Torcy. Vers 1521, Louis Poncher, général des finances et trésorier de France, achète le domaine de Torcy pour 40 000 livres (seigneur engagiste, il le fut aussi de Moret, Crécy, Tournan, Brie, La Ferté).
En avril 1529, François Des Cars de La Vauguyon, prince de Carency († 1550), chevalier, devient seigneur de Torcy par une cession faite avec le roi François Ier.
Le 15 février 1550, Nicolas Durand de Villegagnon devient le seigneur du domaine de Torcy par don du roi Henri II de France. En 1576, Geoffroy le Camus reçoit le château et les terres de Torcy par engagement du roi contre la somme de 17 020 livres.
Pendant les guerres de Religion, le Moulin de Douvres a été incendié en 1590, lors de l'assaut de Lagny par le duc de Parme Alessandro Farnèse et l'armée de Philippe II d'Espagne.
Le 27 juin 1574, l'église est dédiée à saint Barthélemy par Henri Le Meignen, évêque de Digne, et son jour anniversaire fixé au dimanche après la nativité de saint Jean. Une prévôté royale avait son siège à Torcy.
En 1618, Geoffroy Camus de Pontcarré, seigneur de Torcy et de Pontcarré, rajoute à l'église une tour clocher. En 1629, le moulin est reconstruit.
En 1624/1626, Jean de La Croix, maître des Comptes, † 1631, et son épouse Catherine de Tremblay, deviennent seigneurs de Torcy. Jean est enterré comme son frère Nicolas de La Croix, mort en 1657, dans l'église de Torcy. Ils sont les seuls Torcéens à avoir été inhumés sous la nef de l'église de Torcy.
- Le 24 septembre 1655, par son mariage avec Marguerite de Laistre, Joachim Béraud de Croissy (1603-1683) reçoit la maison, les terres, les vignes et les bois de Torcy.
En 1664, Charles Colbert de Croissy (1629-1696), Secrétaire d'État et ministre d'État, frère cadet du grand Colbert, se marie avec Françoise Béraud (1642-1719), la fille unique de Joachim Béraud, Grand Audiencier de France, seigneur de Torcy et de Croissy. Ce dernier, en 1675, a fait transférer à Torcy le marché et les foires de Croissy,. Charles Colbert devient en juillet 1676 le premier marquis de Croissy et de Torcy. Son fils aîné, Jean-Baptiste Colbert (1665-1746), aussi secrétaire d'État, marquis de Sablé, sera le second marquis en 1696.
En 1674, l'abbé Louis Berrier fonde un couvent de religieuses de l'ordre de Saint Benoît.
En 1711, le chevalier Louis-François-Henri Colbert de Croissy (1677-1747), fils cadet de Charles, prend le titre de comte de Torcy, mais il quitte le fief en 1713 pour prendre son poste d'ambassadeur en Suède.

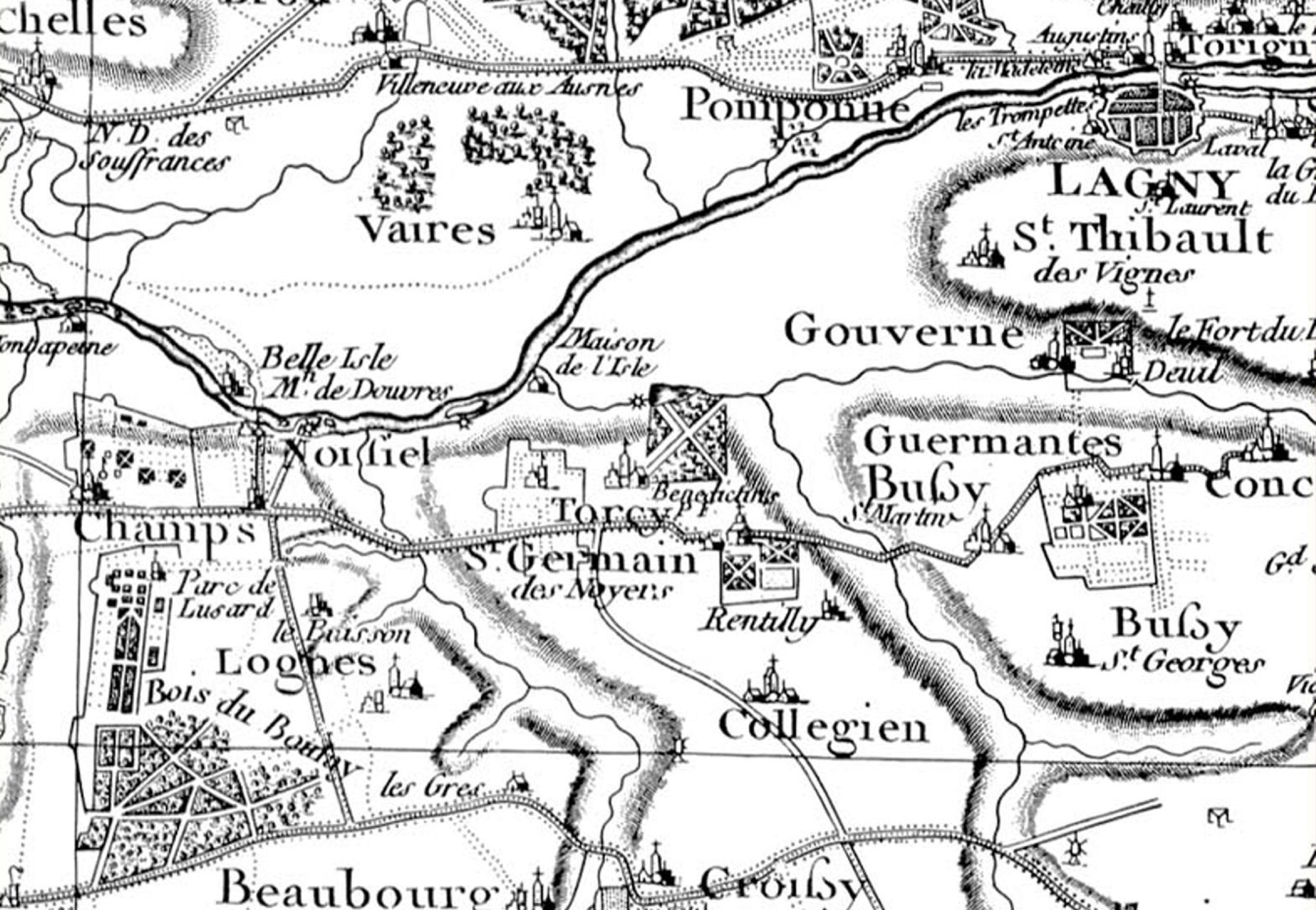
Torcy sur une carte de Cassini datant de 1747.

En 1718, Jean-Baptiste Colbert fait réaliser un inventaire des biens de Torcy, qui stipule à l'alinéa 31 que « la communauté jouit de 300 arpents (environ 135 hectares) de bois taillis situés sur la paroisse de Pontcarré… et qui ne servent que pour le chauffage des habitants »
En 1726, Jean-Baptiste Colbert obtient des lettres patentes qui accordent le droit d’organiser deux foires par an et un marché par semaine. Jean-Baptiste Joachim Colbert (1703-1777), fils cadet de Jean-Baptiste, devient le troisième marquis de Croissy et Torcy en 1746. Puis le fils de ce dernier, Charles Antoine Félix Colbert, né le 10 juillet 1729 et † en 1788, capitaine de gendarmerie, reprend le titre de marquis de Torcy ; il meurt sans descendant.
- Mais dès 1764, Antoine François Bouret de Valroche (1711-1776), frère puîné d'Étienne-Michel, secrétaire du roi, fermier général, créancier de Jean-Baptiste-Joachim Colbert, acquiert les seigneuries de Torcy et Croissy, mais sans le titre de marquis. Lui-même endetté, sa fille héritière Marie-Antoinette Bouret, comtesse de Villereau par son 2e mariage en 1775 avec Louis-Gaspard de Villereau, doit céder en 1779 la seigneurie de Torcy à Étienne-Pascal Gigault de Crisenoy (1720-1788 ; fermier général ; Postérité, dont Achille-Étienne-Marie Gigault, 1756-1802, maître des Requêtes, dernier seigneur de Torcy, député au Conseil des Anciens, conseiller général de Seine-et-Marne), Croissy restant finalement à madame de Villereau.
Un magnifique château est élevé à Torcy en 1748 par le fermier général Gaspard-Hyacinthe de Caze (1678-1752), aussi propriétaire et bâtisseur du château de la Bôve à Bouconville. Madame de Caze réputée pour sa beauté, attira à Torcy le Prince de Kaunitz. La fille du châtelain, la marquise de Calvisson (épouse en 1735 de François-Louis de Louët-Calvisson), avait une chambre particulière dans le château. Anne-Nicolas-Robert de Caze de Javincourt prend en 1762 la succession de son père. Amateur d’art et de livres, il invite dans la salle de théâtre du château les comédiens de renom de l’époque tel Dugazon avec l’épouse duquel il a une liaison retentissante. Mais ce conseiller-secrétaire du roi avait un train de vie si fastueux qu’il fait faillite et il est obligé de revendre son patrimoine pour honorer ses dettes.
En 1763, Gabriel Michel de Tharon, trésorier de l’Artillerie de France, riche armateur nantais, codirecteur de la très prospère Compagnie des Indes, seigneur de Doulon et de Tharon, conseiller secrétaire du roi, achète des terres à Torcy, et le château de Champs. La même année, ledit Gabriel Michel rachète au duc De la Vallière, le Moulin de Douvres. À sa mort en 1765 puis à la mort de sa veuve en 1788, leur fille Gabrielle Augustine Michel, qui a épousé François Gaston de Lévis (1719-1787), hérite du château de Noisiel et des terres de Noisiel, Torcy, la Malnoue et de divers biens. Madame de Lévis a deux filles, Gabrielle-Augustine Françoise de Lévis et Marie-Gabrielle-Artois de Lévis : elles seront toutes trois guillotinées le 19 juin 1794 (21 messidor de l'an II.
Mais dès 1781, le château de Torcy était revendu à Le Carpenterie, Ecuyer de la Reine.
Dès 1789, la première mairie de Torcy était une salle communale situé dans le presbytère de la Grande-Rue. Le premier maire connu est François Baptiste Barat élu en 1792. En 1792, Mathieu-Bernard Goudin s’installe dans le château de Torcy, où il se consacre à l'astronomie. Le 2 août 1792, la paroisse de Saint-Germain-des-Noyers est supprimée et réunie à celle de Torcy par décret de l’Assemblée nationale.
En 1798, naissance de Jean-Charles-Alphonse Avinain.

### XIXesiècle

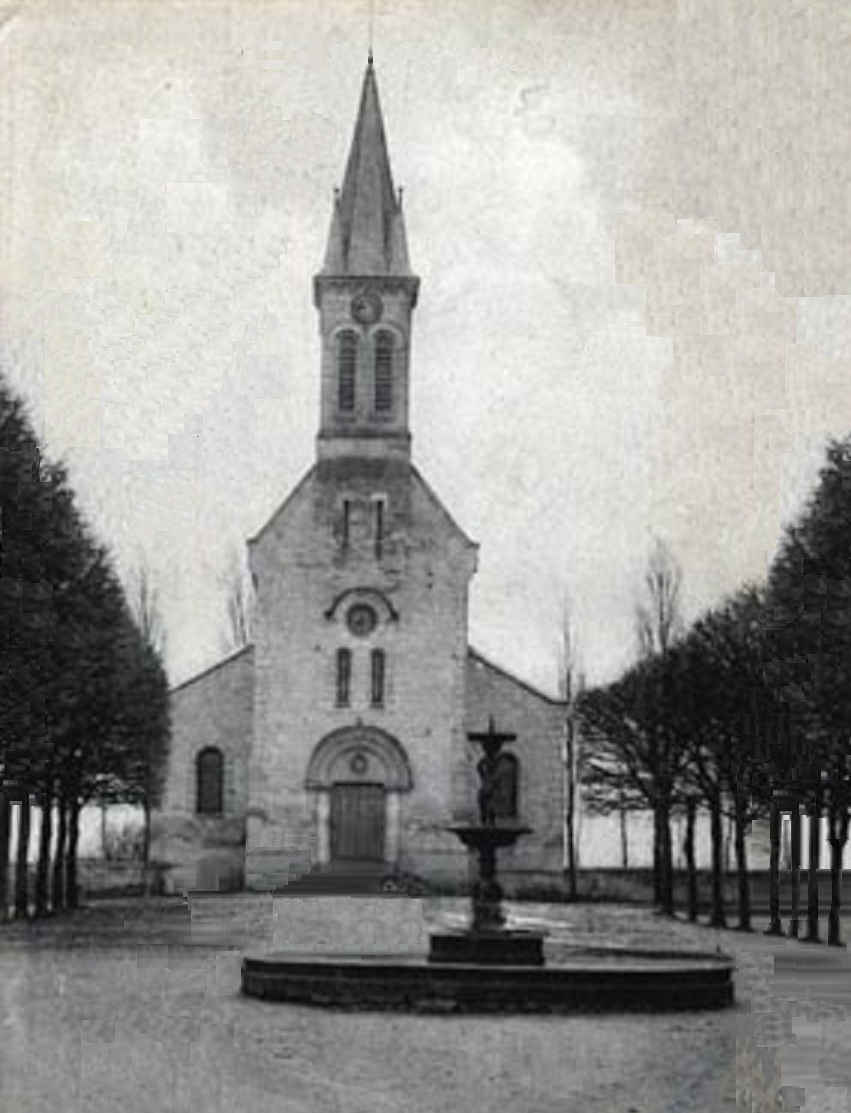
Église de Torcy en 1902.

En 1833, le village de Torcy fait partie du canton de Lagny-sur-Marne qui compte 29 communes et 16 700 habitants.

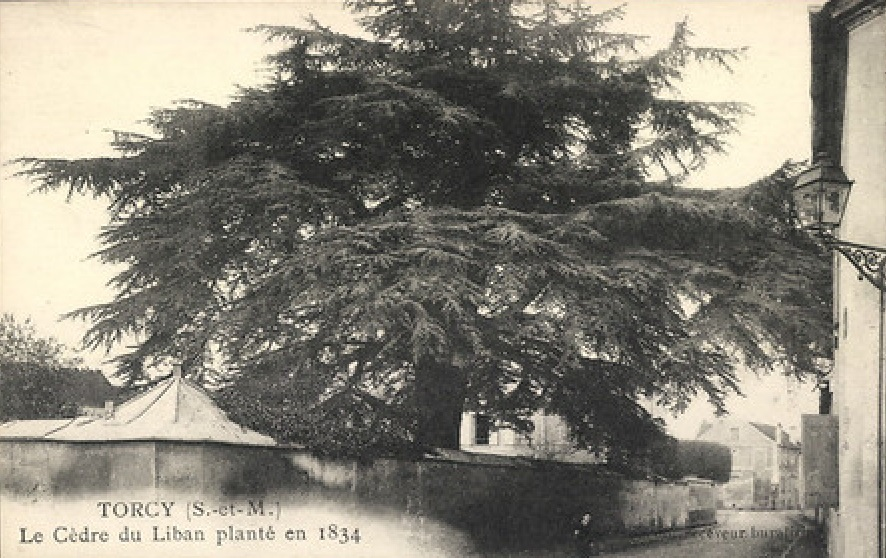
Le cèdre du Liban planté en 1834.

En 1834, alors qu'un convoi transportait des cèdres du Liban pour le château de Ferrières-en-Brie, trois arbres tombent lors de la traversée de Torcy. Louis Bourgeois, propriétaire du terrain à l'angle de la rue de l’Orangerie et de la rue des Écuries en récupère un et le plante sur son terrain. Il enterre au pied de l'arbre, sa fille Louise-Uranie Bourgeois, morte à 10 ans. L'arbre, devenu gigantesque, est classé en 1911 et devient le monument historique de la ville.
Le dernier propriétaire du château de Torcy est le baron de Crouseilhes. Ce dernier vend le château en 1838 à un spéculateur qui le démolit pour vendre les matériaux et les dépendances.
Jacques Picquenard est élu maire de Torcy de 1852 à 1868, celui-ci équipe le village de Torcy avec une école, une mairie, un presbytère ainsi qu'une nouvelle église, le tout financé par la vente de bois au baron James de Rothschild pour la rénovation du château de Ferrières-en-Brie.
En 1857, l'église est interdite au culte en raison des risques d'effondrement. Le service religieux s'effectue dans une grange, louée par la commune, mais trop petite pour contenir tous les paroissiens. Il faut alors restaurer l'église ou en construire une nouvelle. L'architecte départemental penche pour une construction neuve. Certains conseillers municipaux pensant que la construction d'une nouvelle église se révélerait une opération onéreuse, font procéder à une contre-expertise par monsieur Nail, architecte parisien.
En juillet 1858, monsieur Nail, l'architecte parisien arrive à la même conclusion : « Il faut démolir l'église et en reconstruire une autre ».
En 1858, le Baron de Rothschild et la Ville de Torcy concluent la vente de tout le bois pour la somme de 403 000 francs, placée en rente sur l’État à 3 %. Cet argent va permettre de financer toutes les constructions dont la nouvelle église.
Une grande place est aménagée où est bâtie l'église Saint-Barthélémy en 1863 en remplacement de l'église édifiée au XVe siècle. En 1865, retirée de l'ancienne église, dans le nouveau clocher Anne Victoire, la cloche paroissiale fabriquée en 1779, par les fondeurs Robert et Butel, est installée. Le 25 mars 1865, l'abbé Méalnes bénit l'édifice. La nouvelle église est inaugurée le 5 décembre 1865 et consacrée par Emmanuel-Marie-Ange de Briey évêque de Meaux en 1885.
Le 8 mars 1857, création du corps des sapeurs pompiers torcéens.
En 1860, à l'occasion de la construction du barrage de Vaires, une passerelle est mise en place permettant aux piétons de traverser la Marne jusqu'en 1888, date à laquelle, la passerelle du barrage est jugée tellement vétuste qu’un arrêté municipal n’autorise qu’à une personne à la fois son emprunt. En 1894, Gaston Menier (1855-1934) entreprend la construction d'un pont, dont le chantier commencera deux ans plus tard, financé par les communes de Noisiel, Torcy, Vaires et par le Conseil Général de Seine-et-Marne (et aussi par l'industriel ?). Le 7 novembre 1897, le pont à double arches reliant Vaires à Torcy est officiellement inauguré. En 1865, construction du château d'eau de la place du Jeu-de-Paume alimenté par les eaux de la Marne par ses canalisations alimentent des bornes fontaines réparties dans tout le village. En 1889, édification du deuxième château d'eau, le premier château d'eau sera affecté à l’approvisionnement du château de Rentilly. Ces deux édifices seront abandonnés en 1960 avec la construction du château d’eau du Frémoy.
En 1868, construction du lavoir situé Grand-Rue. Le 30 juin 1878, le scientifique Gaston Tissandier rallie le jardin des Tuileries à Torcy, avec un certain Jules Godard, dans un ballon Giffard gonflé à l'hydrogène, en guise de préparatifs pour le ballon captif de l'Exposition universelle de 1878.
Le 2 mars 1889, l'homme politique Jules Ozenne meurt dans son domicile à Torcy.

### XXesiècle

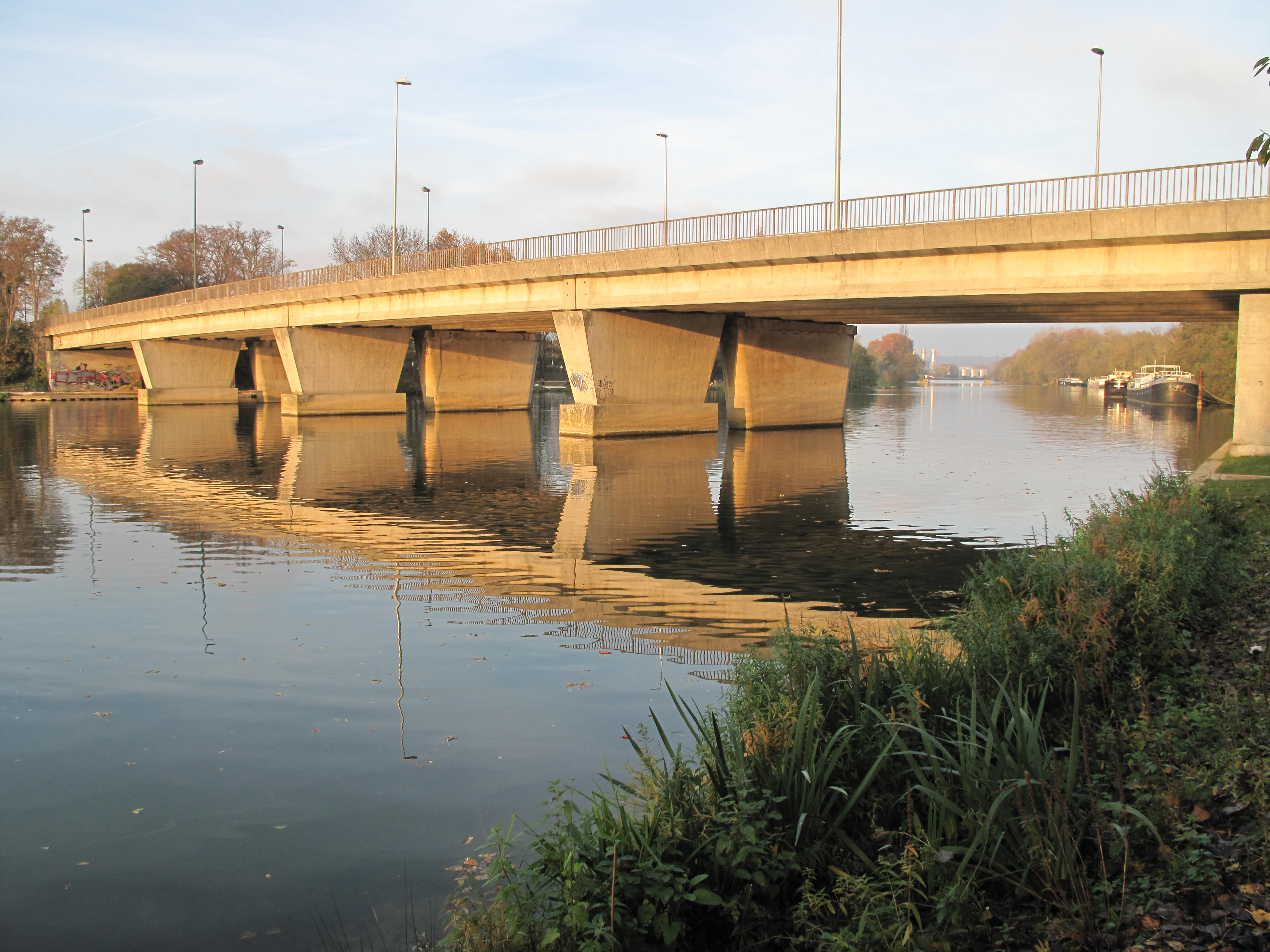
Le pont de Vaires-Torcy.

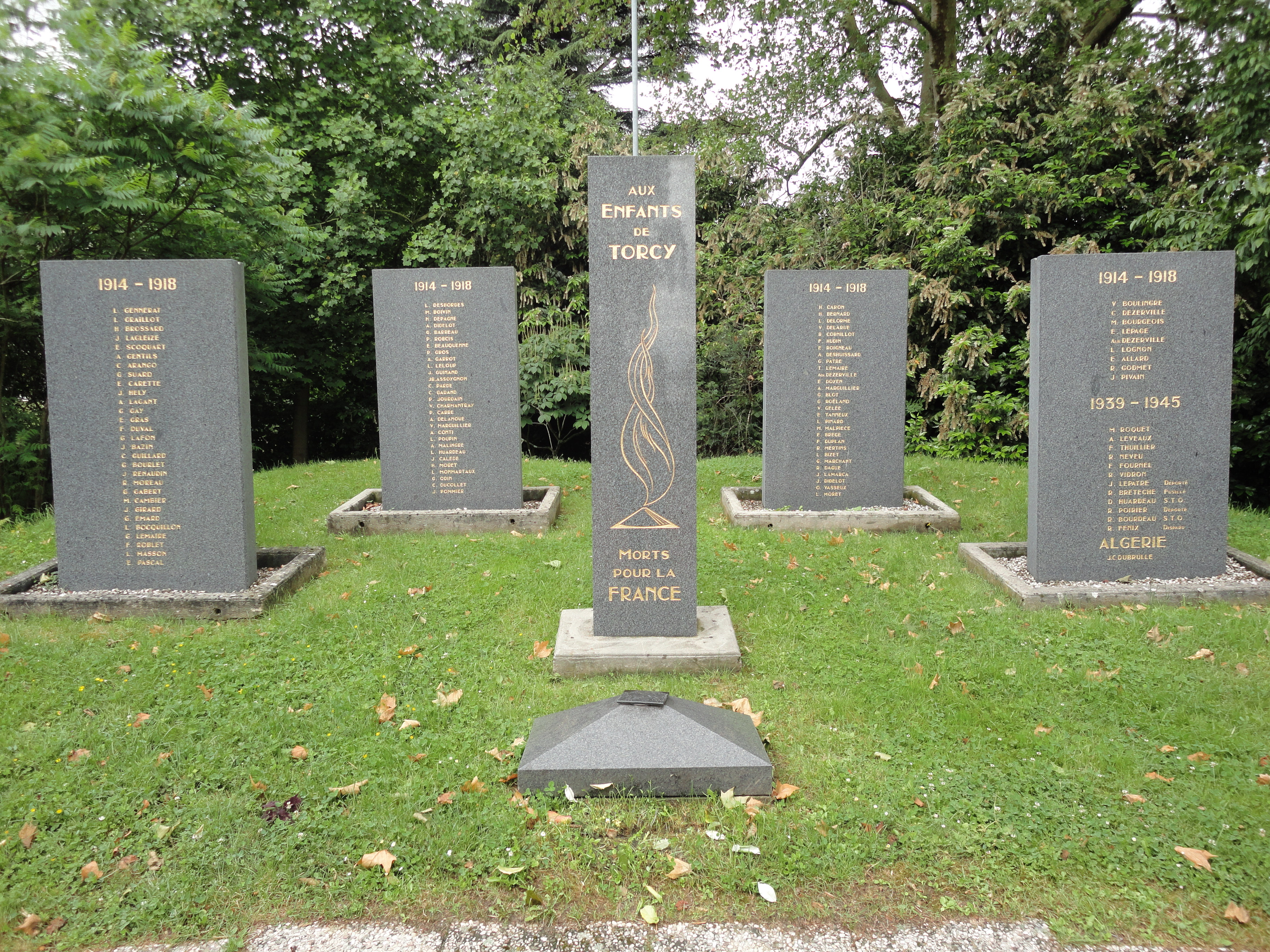
Stèle en mémoire des Torcéens tombés pendant la Première Guerre mondiale, la Seconde Guerre mondiale et la guerre d'Algérie.

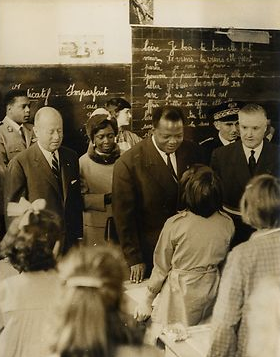
Le président du Dahomey, Hubert Maga en visite dans une école à Torcy en 1961, à la droite le maire Guy Chavanne.

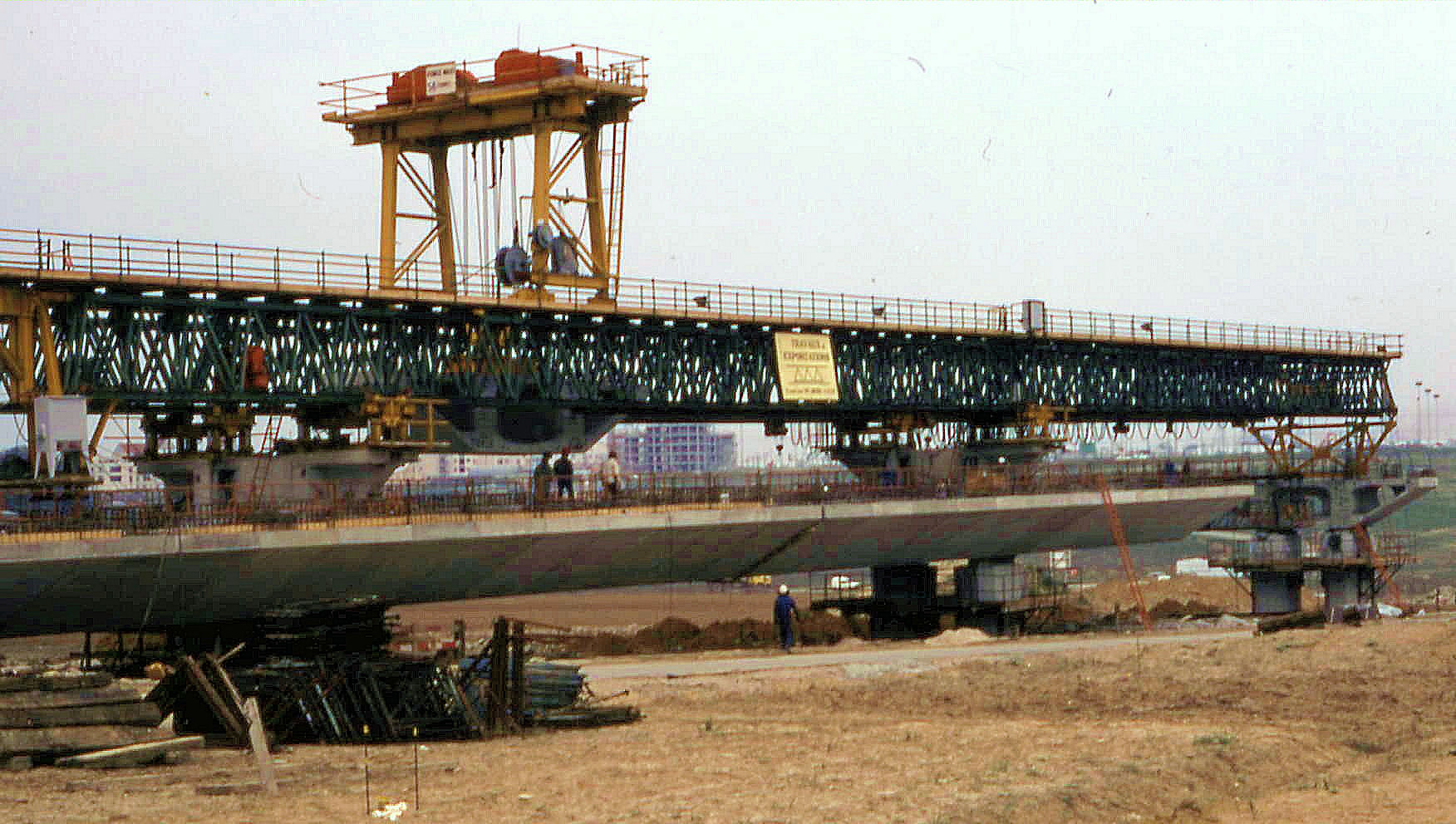
Construction du viaduc pour le RER A à Torcy.

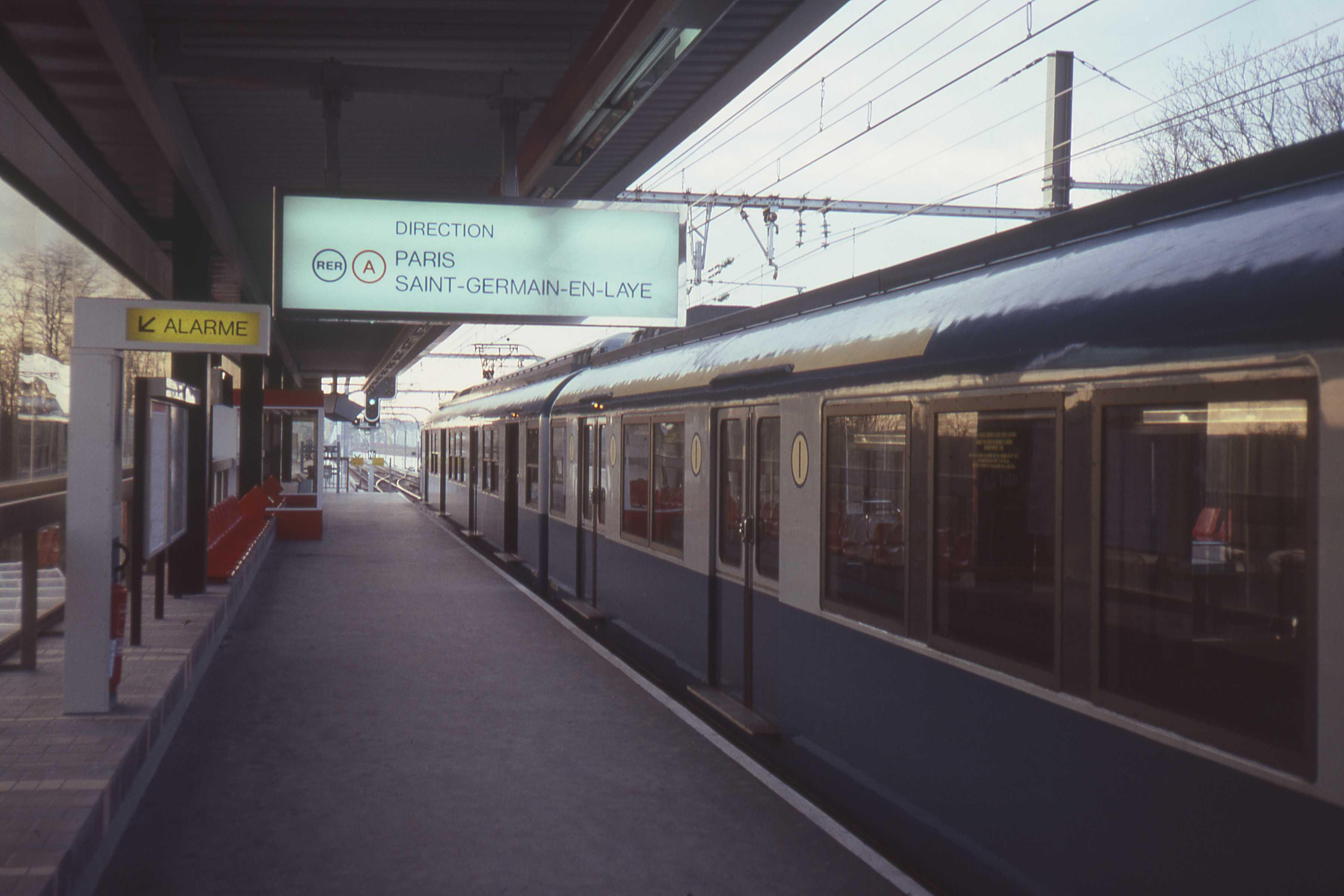
La gare RER de Torcy en 1982.

Sous le mandat du maire Alphonse Duval (1900-1908), la commune découvre l'éclairage public au gaz.
Le cèdre du Liban est classé le 24 janvier 1912 et devient le « monument historique » de la ville. Le 22 mars 1914, inauguration du stand de tir communal qui se trouvait à l'impasse du Tir.

#### Première Guerre mondiale
Pendant la Première Guerre mondiale, entre le 7 septembre au 9 septembre 1914, Torcy a été derrière les lignes allemandes lors de la bataille de l’Ourcq durant la première bataille de la Marne. Le 7 septembre 1914, Torcy a été occupée par des unités de la VIIIe division allemande. Le 9 septembre 1914, le général Alexander von Kluck donne l’ordre à l’armée de se retirer vers Soissons afin de couvrir le flanc des armées allemandes, sur la ligne entre Gondreville et La Ferté-Milon. Torcy est évacuée.
En 1917, un projet de construction d'une réplique de Paris et de ses environs a été planifiée en 1917, pendant la Première Guerre mondiale, par l’état-major français, afin de leurrer les aviateurs allemands venus bombarder la capitale. La ville de Torcy, ainsi que les villes avoisinantes de Chelles, Gournay-sur-Marne, Vaires-sur-Marne, Champs-sur-Marne, Noisiel ont été choisies pour représenter une importante concentration d’usines, connu sous le nom de zone C. Cependant le projet ne vit pas le jour.
92 Torcéens sont morts dans les combats de la Première Guerre mondiale. Dès juillet 1919, pour se souvenir de ce sacrifice, un monument commémoratif est érigé. Le choix se porte sur un monument de Paul Vincent, en pierre de Lorraine avec une plaque en marbre sur laquelle sera inscrit le nom de tous les Torcéens morts durant le conflit.
Au lendemain de la Première Guerre mondiale, sur les 150 000 Chinois qui ont été envoyés dans la Somme pour fabriquer des routes, des chemins de fer et des baraquements pendant la guerre, environ 3000 Chinois s'installent en Île-de-France, dans les villages de Torcy ou de Noisy-le-Grand et dans l'îlot Chalon, près de la gare de Lyon, le premier quartier chinois de Paris, aujourd'hui totalement disparu. Ainsi l'implantation de la communauté asiatique à Torcy commence à cette époque.
En 1930, Torcy compte 20 abonnés au téléphone sur une population d'environ 2 000 personnes.

#### Deuxième Guerre mondiale
Le 13 juin 1940, le pont reliant Vaires à Torcy est détruit par des artificiers français juste avant l'arrivée des Allemands à Vaires. Il faudra alors emprunter les services d'un passeur pour traverser la Marne en barque pendant plusieurs mois. Plus tard, un pont provisoire est construit mais il est à son tour détruit par les Allemands le 26 août 1944 pour protéger leur retraite. En 1942, fondation de l'Union Sportive de Torcy (US Torcy). La même année, Alexis Baretge, un résistant torcéen, est arrêté à l'âge de 18 ans. Il est emprisonné dans les prisons françaises, puis déporté dans le camp de concentration de Buchenwald. Jacques Lepatre, né le 22 juillet 1912 à Torcy est déporté dans le camp de Mauthausen en Autriche où il meurt le 15 octobre 1943.
Le 29 mars 1944, lors du bombardement des installations de la gare de triage de Vaires-sur-Marne, les vestiges du Moulin de Douvres sont soufflés par une bombe. Le 28 août 1944, les troupes américaines venant du sud arrivent à Torcy et des hauteurs ; elles bombardent Vaires avec leur artillerie les Allemands embusqués afin d'en libérer la ville. Après la guerre, la passerelle est remise en état pour permettre le franchissement de la Marne et elle reste en service jusqu'à la construction d'un nouveau pont en 1957-1958, inauguré en octobre 1959. À la Libération, alors que de nombreux maires sont révoqués pour s'être compromis avec le régime de Vichy ou avec les Allemands, Guy Chavannes, par ses actes de résistance, maire depuis 1941, est maintenu à son poste. Il est le maire torcéen ayant eu le plus long mandat municipal (36 ans).

#### LesTrente glorieuses
Vers la fin des années 1950, la rue des Écuries a été rebaptisée rue du Cèdre pour rendre hommage au seul monument historique de la ville. En 1954, le comité d'entreprise d'Air France acquiert le château des Charmettes pour y aménager un centre aéré pour ses salariés.
En 1955, l’abbé Pierre vient à Torcy pour inaugurer les quatre-vingt-quatre maisons bâties à la suite de son « appel à la bonté ».
À la fin des années 1960, construction de la résidence de l'Étrier bâtie sur l'emplacement l'ancien parc du château.
À partir du début des années 1950, chaque année, Paris doit faire face à près de 150 000 nouveaux résidents s'installant en banlieue. La situation est critique, les déplacements sont difficiles, des milliers de personnes vivent dans des bidonvilles. L'État s'engage alors dans une politique de réorganisation de la région parisienne.
Paul Delouvrier élabore un plan d'aménagement du territoire de la région parisienne en créant le District de la région de Paris chargé de l'aménagement des trois départements : la Seine, la Seine-et-Oise et la Seine-et-Marne. En 1965, le Schéma directeur d'aménagement et d'urbanisme délivre ses premières conclusions : c'est la naissance officielle des villes nouvelles françaises. Leur spécificité : être régies par deux structures : un syndicat d'agglomération nouvelle et un établissement public d'aménagement. Les cinq villes nouvelles qui voient le jour autour de Paris sont Cergy-Pontoise, Saint-Quentin en Yvelines, Évry, Melun-Sénart, et Marne-la-Vallée dont Torcy est une composante.
Le 27 octobre 1961, à l'occasion d'un séjour officiel, le président de la République du Dahomey, monsieur Hubert Maga, et son épouse rendent une visite à une école de Torcy.
Avec son accroissement démographique, la Ville se voit contrainte de changer de mairie. En 1966, la municipalité transforme la Maison Blanche, une belle demeure bourgeoise du début du XIXe siècle comme nouvelle mairie.
En 1972, l'État met en place l’Epamarne dont la charge est d'acheter les terrains, d'y faire construire habitations et commerces, tout en respectant une logique d'aménagement. Le 18 mars 1972, Torcy se jumelle avec la ville de Lingenfeld en Allemagne. En 1973, création de la zone industrielle de Torcy. Ouverture du centre commercial Continent en 1977.
En 1979, le premier Troc et Puces de Torcy est organisé.
Le 9 décembre 1977, le RER A s'arrête à la Noisy-le-Grand - Mont d'Est. Il faudra attendre trois ans, pour que la branche de Noisy-le-Grand soit prolongée de 8 764 mètres en direction de l'est jusqu'à Torcy, avec la construction du viaduc dit viaduc du Ru de Maubuée conçu par Auguste Arsac, qui permet de relier le RER A de Lognes à Torcy, achevé en 1979. La gare RER de Torcy fut ouverte le 19 décembre 1980. À l'époque, cette gare était l'ancien terminus de la branche A4 entre 1980 et 1992. Cette gare portait alors le nom de Torcy - Marne-la-Vallée jusqu'en 1992, année au cours de laquelle la ligne A du RER fut prolongée jusqu'à Marne-la-Vallée - Chessy, dans le but de desservir les parcs de Disneyland Paris et d'être en correspondance avec la gare TGV de Chessy.
Torcy se développe toujours avec un solde migratoire positif. « L’ouest américain du siècle dernier et l’Est parisien actuel ont une similitude : on a d’abord fait passer le chemin de fer avant de construire! » Cette comparaison attribuée à monsieur Poulit, Directeur Général d’Epamarne, montre que les moyens de communication détermine l’attractivité d’un endroit.
Le choix d'options d'urbanisations privilégiant l'intégration dans un environnement préexistant et non une leçon d'architecture pour le plaisir d’une poignée d'intellectuels faisant fi du passé. Certes tout n’a pas été parfait et quand on voit le quartier de la place des Rencontres à Torcy, force est de constater que les rêves des architectes sont à mille lieues de ce qui peut faire la convivialité d’une ville. Pour éviter cela, Gérard Jeffray, ancien maire de Torcy, proposait, non sans malice, d'obliger les architectes à habiter ce qu’ils imaginaient. Ainsi est créée, en 1976, par l'urbaniste et designer Maurice Calka la place des gradins.
En 1980, ouverture de la base de loisirs de Torcy. En septembre 1980, ouverture du lycée de l'Arche-Guédon. Le 1er mars 1982, création d'une station de radio torcéenne baptisée Radio 77. Le 22 mars 1982, création de la Zone d'activité économique du Chemin de Croissy,
En septembre 1982, ouverture du collège Beauregard qui sera rebaptisé Collège Louis Aragon lors de son inauguration le 3 mars 1984. Le 2 avril 1984, la société allemande Stihl implante sa propre filiale de distribution en France dans la zone industrielle de Torcy.
En septembre 1985, ouverture du lycée Jean-Moulin. En 1986 inauguration de l'actuel hôtel de ville qui remplace Maison Blanche devenue trop petite. La même année, le corps de pompiers torcéen disparait au profit du Centre d'Intervention et de Secours de Lognes qui est sous l'autorité du Centre principal de Chelles. Le 19 mars 1988, Torcy se jumelle avec la ville de Girvan en Écosse. Le 23 juillet 1988, un orage traverse l'Île-de-France. Le toit de l'hypermarché Continent s’effondre sous le poids de la grêle en blessant 33 personnes,. Ce jour-là, il y eut aussi des inondations et des coulées de boue[réf. nécessaire]. Le journal télévisé de FR3 parlait d'une « mini-tornade ». Septembre 1988, ouverture du collège Jean Monnet. En 1989, l'architecte Henri Ciriani réalise le centre de la petite enfance, au 8, rue Pierre-Mendès-France. En 1989, pour célébrer le 200e anniversaire de la Révolution française, le parc du château s'est enrichi d'un ginkgo biloba, arbre choisi par le Département de Seine-et-Marne pour symboliser l'arbre de la liberté. En juin 1989, il y a un grand rassemblement de véhicules militaires dans le parking de Continent.
En 1992, création du logo de Torcy. Le 30 avril 1994, un décret signé par Édouard Balladur (no 94.336 du 28 avril 1994) transfère définitivement le chef-lieu de l’arrondissement de Noisiel à Torcy. En 1995, pour rendre hommage au cèdre du Liban, le Comité des Fêtes appose une plaque commémorative sur le mur de la propriété.
En 1998, la police découvre dans le box de deux trafiquants derrière une fausse cloison, 184 kg de cocaïne, d'une valeur marchande d'une trentaine de millions de francs, ainsi que deux fusils d'assaut, deux pistolets-mitrailleurs et 370 000 francs en petites coupures. Ces deux malfaiteurs du milieu parisien, un père et son fils connus pour des trafics de faux papiers et des braquages, se sont recyclés dans le trafic de drogue de grande échelle et étaient baptisés par la presse la Torcy connection.
La tempête de 1999 a détruit le parcours de santé. Le parcours de santé composé de treize agrès est réhabilité en 2003.

### Années 2000

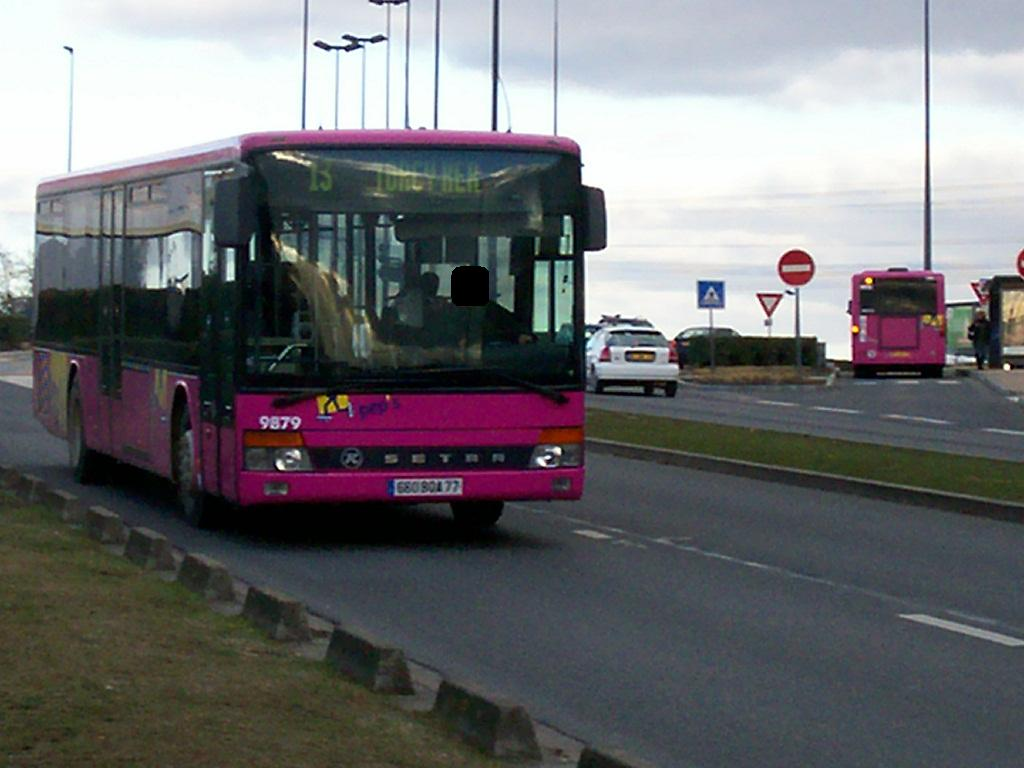
Bus Pep's près de l'arrêt Cités Unies en 2005.

Le 4 juillet 2000, le ministre des Transports et de l’Équipement Jean-Claude Gayssot a inauguré à Torcy sur l'une des sorties de l'autoroute A 104 un nouveau dispositif de glissières de sécurité qui permet de réduire la gravité des accidents pour les motards.
Le 23 août 2000, à la suite de la fusion de Carrefour et Promodès en 1999, le centre commercial Continent de Torcy adopte l'enseigne Carrefour.
Le 22 novembre 2000, après les communes de Pontault-Combault et de Saint-Fargeau-Ponthierry, Torcy est la première commune du nord du département à accueillir une permanence du centre contre les manipulations mentales (CCMM) dans les locaux du centre municipal d'accueil et de prévention santé à Torcy pour aider les victimes des sectes.
Le 19 février 2003 le centre commercial Bay 2 ouvre et le 1er mars 2003 le chantier du pôle de loisirs Bay 1 débute.
Le 24 novembre 2004, ouverture du pôle de loisir Bay 1.
Lors des émeutes de 2005 dans les banlieues françaises, le collège Jean-Monnet a été détruit à moitié par le feu.

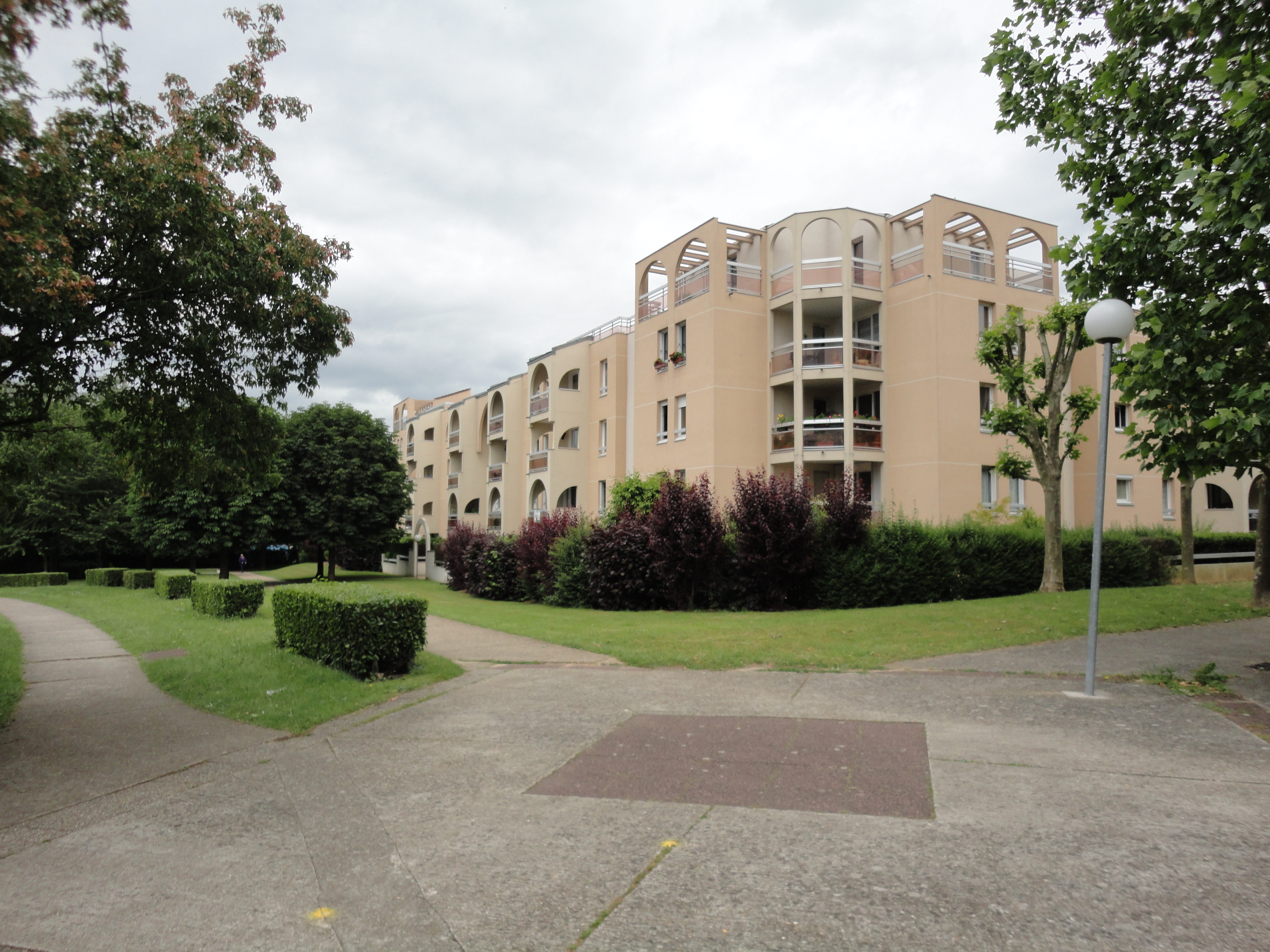
La résidence du Carré Fleuri située dans la Ville Nouvelle.

Le 11 juin 2006, inauguration de la sous-préfecture de Torcy.
Du fait d'une évolution démographique en baisse, la décision de fermer le collège Jean-Monnet fut prise en juin 2007. Les locaux servant désormais à l'université Upec, accueillant notamment un cursus pour devenir professeur via l'INSPE.
Le 30 novembre 2012, inauguration du nouveau parc commercial Bay 3 composé d’un magasin Conforama et des enseignes C&A, 5e Saison et Générale d’Optique.
Depuis 2010, le quartier de l'arche Guédon, bénéficie d'un réaménagement total, s'étendant sur plus de 10 ans. On note par exemple la démolition du parking silo, le désenclavement du quartier (piste cyclable, nouvelle voirie), la construction de logement privé, la reconstruction du collège, la destruction-reconstruction de commerce de proximité, la renovation de logement, l'aménagement d'un jardin public et de jardin partagé.
En juin 2023, le projet de construction vieux de 20 ans d'un commisariat, finit par aboutir, avec l'innauguration de l'hôtel de Police de Torcy, accueillant près de 250 fonctionnaires, celui-ci vient remplacé le commisariat de Noisiel qui était dévenu vétuste et trop petit pour le secteur.
Le 6 février 2024, inauguration du centre de secours et d'incendie du Sdis 77, permettant au sapeurs pompiers de la caserne de Vaires sur Marne, de déménager dans des locaux neufs. Cette caserne s'inclut dans le quartier nouveau des coteaux de la Marne.

## Politique et administration

### Rattachements administratifs et électoraux
La commune se trouve dans le département de Seine-et-Marne et est depuis 1993 le chef-lieu de l'arrondissement de Torcy. Le bâtiment de la sous-préfecture est conçu par le cabinet d'architectes de Bruno Gaudin à qui l'on doit notamment la construction du stade Charléty à Paris.
Pour l'élection des députés, Torcy fait partie de la huitième circonscription de Seine-et-Marne.
La commune faisait partie de 1793 à 1975 du canton de Lagny-sur-Marne. Compte tenu des débuts de l’accroissement démographique lié à l’arrivée de Marne-la-Vallée et afin de coller au plus près au périmètre d’aménagement, la ville devient en 1975 devient le chef-lieu du canton de Torcy,. Dans le cadre du redécoupage cantonal de 2014 en France, ce canton, dont la commune est désormais le bureau centralisateur, est modifié, passant de 6 à 5 communes.
Torcy dépend du tribunal de grande instance de Meaux. On peut noter la présence à Torcy, d'un Centre d'action éducative au 103, rue de Paris.
La commune dépend du Sdis de Torcy inauguré en 2024, et du commisariat de Torcy inauguré en 2023.

### Intercommunalité
La commune constitue une partie du Val Maubuée, le secteur II de la ville nouvelle de Marne-la-Vallée. de la ville nouvelle de Marne-la-Vallée, qui avait été aménagé par le syndicat d'agglomération nouvelle de même nom créé le 13 juillet 1983 et qui succédait au syndicat communautaire d'aménagement de l'agglomération nouvelle de Marne-la-Vallée - Val Maubuée créé le 14 décembre 1972.
Ces structures étatiques sont remplacées le 1er janvier 2013 par une structure intercommunale, la communauté d'agglomération de Marne-la-Vallée - Val Maubuée.
Dans le cadre de la mise en œuvre de la loi de modernisation de l'action publique territoriale et d'affirmation des métropoles (loi MAPAM) du 27 janvier 2014, qui prévoit la généralisation de l'intercommunalité à l'ensemble des communes et la création d'intercommunalités de taille importante en Île-de-France, capables de dialoguer avec la métropole du Grand Paris, cette intercommunalité fusionne avec ses voisines, également issues de la ville nouvelle de Marne-la-Vallée, pour former, le 1er janvier 2016, la Communauté d'agglomération Paris - Vallée de la Marne dont est désormais membre Torcy.

### Tendances politiques et résultats

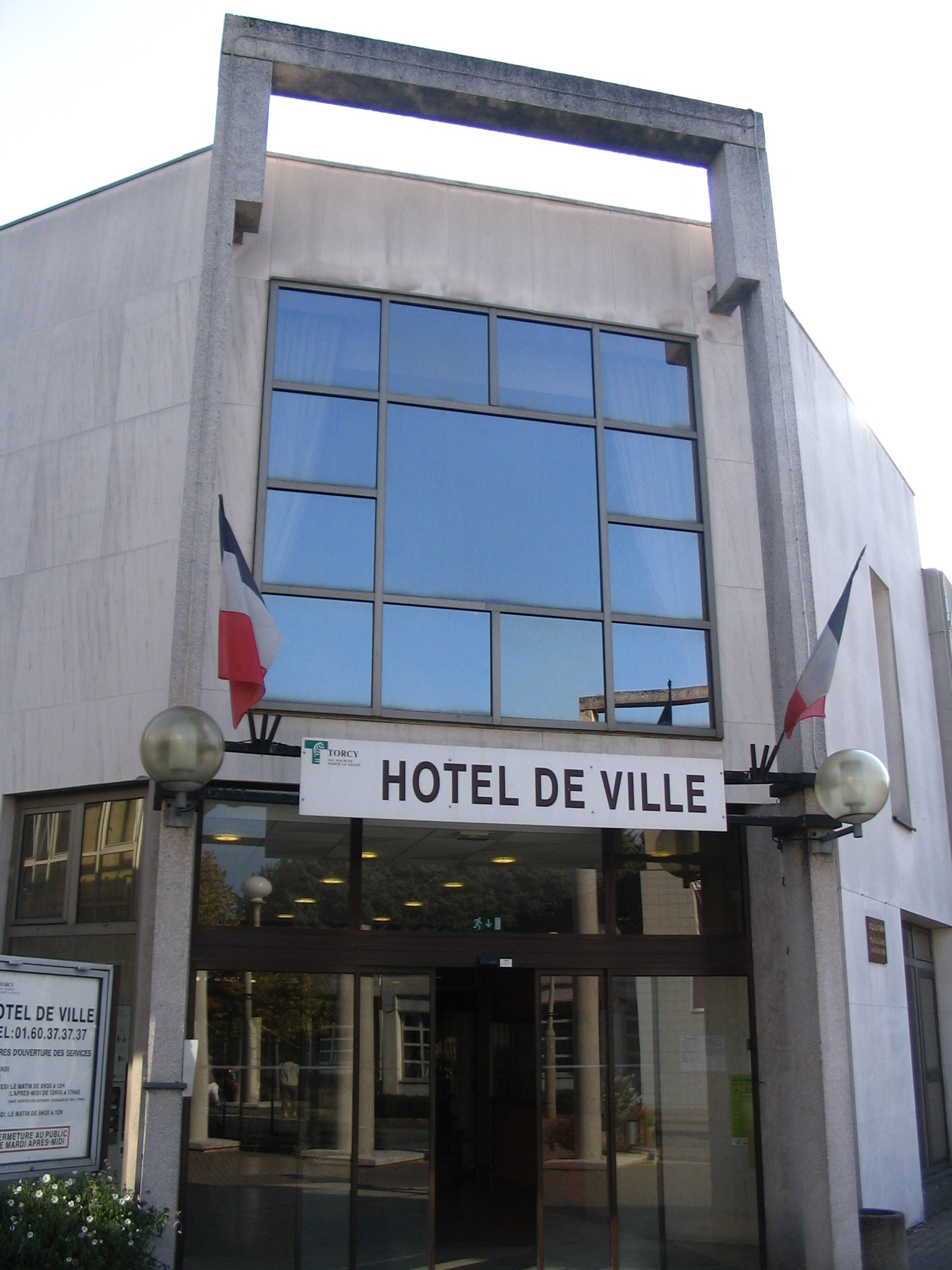
Entrée de la mairie de Torcy.

#### Élections présidentielles

##### 2002
Lors du premier tour de l'élection présidentielle du 21 avril 2002, il y avait 9477 inscrits. 3154 Torcéens se sont abstenus. Sur le total des 6323 votants, 139 votes (1,47 %) ont été blanc ou nul. Les votes exprimés ont été pour :
- Lionel Jospin : 1311 (21,20 %)
- Jacques Chirac : 1008 (16,30 %)
- Jean-Marie Le Pen : 842 (13,62 %)
- Jean-Pierre Chevènement : 474 (7,66 %)
- Noël Mamère : 439 (7,10 %)
- François Bayrou : 389 (6,29 %)
- Christiane Taubira : 360 (5,82 %)
- Arlette Laguiller : 313 (5,06 %)
- Olivier Besancenot : 293 (4,74 %)
- Robert Hue : 191 (3,09 %)
- Alain Madelin : 181 (2,93 %)
- Corinne Lepage : 135 (2,18 %)
- Bruno Mégret : 134 (2,17 %)
- Jean Saint-Josse : 44 (0,71 %)
- Christine Boutin : 41 (0,66 %)
- Daniel Gluckstein : 29 (0,47 %)

Au second tour de l'élection présidentielle du 5 mai 2002, il y avait 9 481 inscrits pour 7 662 votants :
- Jacques Chirac : 6397 (87,02 %)
- Jean-Marie Le Pen : 954 (12,98 %)

##### 2007
Lors du premier tour de l'élection présidentielle du 22 avril 2007, il y avait 11852 inscrits. 2 054 Torcéens se sont abstenus. Sur le total des 9798 votants, 110 votes (1,12 %) ont été blanc ou nul. Les 9 688 votes exprimés ont été pour:
- Ségolène Royal : 3 590 (37,06 %)
- Nicolas Sarkozy : 2 554 (26,36 %)
- François Bayrou : 1 778 (18,35 %)
- Jean-Marie Le Pen : 742 (7,66 %)
- Olivier Besancenot : 379 (3,91 %)
- Marie-George Buffet : 202 (2,09 %)
- Dominique Voynet : 134 (1,38 %)
- Philippe de Villiers : 108 (1,11 %)
- José Bové : 100 (1,03 %)
- Arlette Laguiller : 70 (0,72 %)
- Frédéric Nihous : 17 (0,18 %)
- Gérard Schivardi : 14 (0,14 %)

Au second tour de l'élection présidentielle du 6 mai 2007 :
- Ségolène Royal : 5473 (57,44 %)
- Nicolas Sarkozy : 4056 (42,56 %)[110].

##### 2012
Lors du 1er tour de l'élection présidentielle du 22 avril 2012, sur les 12 230 inscrits à Torcy, 3 091 des inscrits (25,7 %) se sont abstenus. Sur le total des votants, 167 Torcéens (1,83 %) ont voté blanc ou nul. Les 8 972 votes exprimés ont été pour :
- François Hollande : 3 653 voix (40,72 %)
- Nicolas Sarkozy : 1 738 voix (19,37 %)
- Jean-Luc Mélenchon : 1 259 voix (14,03 %)
- Marine Le Pen : 1 125 voix (12,54 %)
- François Bayrou : 696 voix (7,76 %)
- Eva Joly : 203 voix (2,26 %)
- Nicolas Dupont-Aignan : 156 voix (1,74 %)
- Philippe Poutou : 81 voix (0,90 %)
- Nathalie Arthaud : 40 voix (0,45 %)
- Jacques Cheminade : 21 voix (0,23 %)

Au second tour de l'élection présidentielle du 6 mai 2012 :
- François Hollande : 5 823 (64,20 %)
- Nicolas Sarkozy : 3 247 (35,80 %)

#### Élections législatives

##### 2007
Lors du premier tour des élections législatives du 10 juin 2007, il y avait 11 921 inscrits. 5 851 Torcéens se sont abstenus. Sur le total des 6 070 votants, 80 votes (1,32 %) ont été blanc ou nul. Les 5 990 votes exprimés ont été pour:
- Chantal Brunel (UMP) : 2 320 (38,73 %)
- Olivier Faure (Parti socialiste) : 2 242 (37,43 %)
- Jean Calvet (MoDem) : 413 (6,89 %)
- Robert Caillaboux (FN) : 211 (3,52 %)
- Sylvie Fuchs (PCF) : 210 (3,51 %)
- Jean-Paul Brinon (LCR) : 159 (2,65 %)
- Antoine Parodi (Les Verts) : 150 (2,50 %)
- Didier Bernard (Génération écologie) : 150 (2,50 %)
- Jacques Destere (MPF) : 47 (0,78 %)
- Gérard Delimard (Lutte ouvrière) : 43 (0,72 %)
- Roger Roth (La France en action) : 38 (0,63 %)
- Emmanuel Prost (Divers droite) : 35 (0,58 %)
- Marie Fontan (MNR) : 20 (0,33 %)
- Lionel Pont (Parti radical de gauche) : 16 (0,27 %)

Au second tour des élections législatives du 17 juin 2007 :
- Olivier Faure : 3466 (57,99 %)
- Chantal Brunel : 2511 (42,01 %)

##### 2012
Lors du premier tour des élections législatives du 10 juin 2012, il y avait 12 094 inscrits. 6 004 Torcéens se sont abstenus. Sur le total des 6 090 votants, 83 votes (1,36 %) ont été blanc ou nul. Les 6 007 votes exprimés ont été pour:
- Eduardo Rihan Cypel (Parti socialiste) : 2 969 (49,43 %)
- Chantal Brunel (UMP) : 1 309 (21,79 %)
- Chantal Delhaye (FN) : 671 (11,17 %)
- Marie-Luce Nemo (Front de gauche) : 495 (8,24 %)
- Julie Nouvion (EELV) : 176 (2,93 %)
- Michel Geres (MoDem) : 140 (2,33 %)
- Jean Calvet (Parti radical de gauche) : 81 (1,35 %)
- Roger Roth (Alliance écologiste indépendante) : 48 (0,80 %)
- Frédéric Renault (Lutte ouvrière) : 43 (0,72 %)
- Mélissandre Couvrechel (Debout la République) : 40 (0,67 %)
- Thierry Jallas (Parti libéral démocrate) : 19 (0,32 %)
- Eric Quesne (Solidarité et progrès) : 16 (0,27 %)

Au second tour des élections législatives du 17 juin 2012 :
- Eduardo Rihan Cypel : 3 948 (66,98 %)
- Chantal Brunel : 1 946 (33,02 %)

#### Élections municipales
Le 20 février 2008, Alban Ramadan, le téléopérateur de 29 ans qui avait accepté de conduire la liste UMP aux municipales de Torcy, a été placé en garde à vue pour violences conjugales par le parquet de Meaux. À la suite de cela, il n'y avait plus de liste UMP, et l'UMP locale s'est déchiré à la suite de ce ratage. La seule liste candidate, Ensemble, vivons Torcy menée par le socialiste Christian Chapron, remporte les élections municipales dès le premier tour avec 100 % bien que sur les 12 017 inscrits, 7 601 se sont abstenus (63,3 %) et les votes blancs sont de 637 (14,4 %).
- Christian Chapron : 3 779 (100 %)

Le 11 octobre 2012, Christian Chapron démissionne de son mandat de maire de Torcy. Le premier adjoint au maire, Gérard Eudes a assuré l'intérim jusqu'à l'élection du nouveau maire. Son successeur, Guillaume Le Lay-Felzine est élu le 17 octobre 2012 à l'unanimité par le conseil municipal avec 34 voix sur 35 (1 vote blanc).

#### Élections cantonales et départementales
Lors des cantonales 2011, Gérard Eude du Parti socialiste a remporté avec 74,49 % des suffrages face à Martine Staelens du Front national qui a eu 25,51 % des voix.

### Liste des maires
| Période      | Période                      | Identité                 | Étiquette | Qualité |
| ------------ | ---------------------------- | ------------------------ | --------- | --- |
| 1941         | mars 1977                    | Guy Chavanne             | UNR       | Cadre de banque Député de Seine-et-Marne (1958 → 1962) |
| mars 1977    | mars 1989                    | Lucien Mayadoux          | PS        | Président du Syndicat d'agglomération nouvelle du Val-Maubuée (1984 → 1989) |
| mars 1989    | juin 1995                    | Gérard Jeffray           | UDF       | Informaticien Député de Seine-et-Marne (1993 → 1997) Conseiller régional (1992 → 1998) |
| juin 1995    | octobre 2012                 | Christian Chapron        | PS        | Retraité de l'Éducation Nationale Président du Syndicat mixte d'assainissement de la région de Marne-la-Vallée[Quand ?] Président de l'Amicale des Maires du canton de Torcy[Quand ?] Démissionnaire |
| octobre 2012 | En cours (au 7 juillet 2020) | Guillaume Le Lay-Felzine | PS        | Ancien directeur de cabinet de son prédécesseur Président de la CA Paris - Vallée de la Marne (2017 → ) Réélu pour le mandat 2020-2026,                                                              |

### Administration municipale

#### Police et sécurité
La ville de Torcy fait partie du district de Torcy qui comprend cinq commissariats de police à Noisiel, Lagny-sur-Marne, Chessy, Chelles et Pontault-Combault. Torcy dépend du commissariat de Noisiel. Depuis 2004, la députée Chantal Brunel demande la construction d'un commissariat à Torcy, car le commissariat de Noisiel est devenu trop petit pour sa juridiction qui comprend les villes de Torcy, Champs-sur-Marne, Émerainville, Collégien et Croissy-Beaubourg.
Le 10 novembre 2006, le district Nord de sécurité publique de Torcy est créé, jusqu'alors Torcy et ses environs dépendaient des districts de Meaux et de Melun.
Le 27 juillet 2011, le ministre de l'Intérieur autorise la construction d'un commissariat à Torcy. Le projet prévoit l'emplacement du futur commissariat sur un terrain de 4 000 m2, en face de la sous-préfecture de Torcy. La construction du nouveau commissariat est prévue courant 2012.
Torcy possède sa police municipale, dont le poste est situé dans le quartier de l'Arche-Guédon. L'une de ses missions est d'assurer la surveillance aux entrées et sorties des classes dans les écoles.
En 2013, le conseil municipal décide l'installation des 23 caméras de vidéosurveillance destinées à surveiller essentiellement les commerces, les administrations, les entrées de la zone d’activités et de la ville. La mise en place de ces premières caméras, d’un montant de 480 000 €, débutera dès le premier semestre 2014.
Le 11 décembre 2013, le ministre de l'intérieur ajoute Torcy dans la liste des zones de sécurité prioritaire
Le 8 mars 1857, création du corps des sapeurs pompiers torcéens. Ce corps est alors composé de six hommes sous le commandement d'Adolphe Robert, et il est basé dans un local situé sur la rue de Paris, à côté du nouveau presbytère.
En 1970, le corps d'intervention de Torcy est membre du groupement ORSEC 77.2 pour la Protection Civile et est rattaché au centre de secours principal de Lagny. Les sapeurs-pompiers torcéens sont 23 dont 6 sapeurs employés communaux. Le nouveau local, qui est partagé avec les services techniques, est bâti à côté de la mairie dite Maison Blanche.
En 1986, le corps de pompiers torcéen disparait au profit du centre d'intervention et de secours de Lognes qui est sous l'autorité du centre principal de Chelles.

#### Outils de démocratie participative
Il existe à Torcy, depuis 1997, un conseil municipal d'enfants (CCE) composé d'une assemblée de 34 enfants de 9  à   14 ans, se réunissant deux fois par an en séance plénière publique présidée par le maire dont le rôle est de sensibiliser les enfants à la citoyenneté. Selon Christian Chapron, cette assemblée est importante car les enfants sont les citoyens de demain et qu'il est nécessaire d'associer les enfants à la Ville. Le conseil communal d'enfants a notamment voté la création du skate park en 1999.

#### Distinctions et labels
La municipalité de Torcy fait des efforts pour fleurir la commune. Concernant le label de Ville fleurie, Torcy a reçu la distinction de deux fleurs.

#### Politique environnementale
Torcy est un membre du syndicat mixte pour l'enlèvement et le traitement des résidus ménagers (SIETREM). Cette organisation qui est présidée par Michel Ricart, maire de Lognes a son centre de traitement des déchets dans la commune voisine de Saint-Thibault-des-Vignes. Lors d'un conseil municipal au mois de mars 2010, la ville de Torcy encourage ces citoyens propriétaires d'un pavillon de pratiquer le compostage domestique qui permettrait de réduire les déchets de 7 % en 5 ans.

### Jumelages
| - Lingenfeld (Allemagne) depuis le 18 mars 1972. Distant de 492 km de Torcy, ce jumelage entre Torcy et Lingenfeld résulte des rencontres sportives entre les footballeurs torcéens et ceux de Lingenfeld depuis 1964. Dès lors, la rue de Croissy sera rebaptisée en rue de Lingenfeld. - Girvan (Écosse) depuis le 19 mars 1988. Distant de 1 136 km de Torcy, ce jumelage est en honneur d'un chevalier écossais du nom de Thomas de Huston originaire de Girvan, venu combattre les Anglais dans le cadre de la Auld Alliance lors de la guerre de Cent Ans. Pour récompenser sa bravoure lors de la prise de Meaux, le roi a accordé le fief de Torcy à l'Écossais. - Cambodge. Créé en avril 2006 par le Comité de Jumelage de Torcy, afin de promouvoir des échanges culturels avec le Cambodge, ce partenariat se caractérise surtout par des échanges humanitaires. Ce jumelage s'est uni avec l’association cambodgienne Phare Ponleu Selpak à Battambang, qui aide les enfants vivant dans la misère. | \| Torcy Girvan Lingenfeld \| |
| Torcy Girvan Lingenfeld |                               |

## Population et société

### Démographie

#### Évolution démographique
En 1709, la paroisse de Torcy comptait 160 habitants et 600 en 1726.
L'évolution du nombre d'habitants est connue à travers les recensements de la population effectués dans la commune depuis 1793. Pour les communes de plus de 10 000 habitants les recensements ont lieu chaque année à la suite d'une enquête par sondage auprès d'un échantillon d'adresses représentant 8 % de leurs logements, contrairement aux autres communes qui ont un recensement réel tous les cinq ans,.
En 2022, la commune comptait 22 939 habitants, en évolution de −1,19 % par rapport à 2016 (Seine-et-Marne : +3,92 %, France hors Mayotte : +2,11 %). Le maximum de la population a été atteint en 2013 avec 23 669 habitants.
| 1793 | 1800 | 1806 | 1821 | 1831 | 1836 | 1841 | 1846 | 1851 |
| ---- | ---- | ---- | ---- | ---- | ---- | ---- | ---- | ---- |
| 725  | 703  | 701  | 758  | 695  | 703  | 692  | 715  | 727  |

| 1856 | 1861 | 1866 | 1872 | 1876 | 1881  | 1886  | 1891  | 1896  |
| ---- | ---- | ---- | ---- | ---- | ----- | ----- | ----- | ----- |
| 812  | 796  | 863  | 865  | 979  | 1 171 | 1 220 | 1 416 | 1 405 |

| 1901  | 1906  | 1911  | 1921  | 1926  | 1931  | 1936  | 1946  | 1954  |
| ----- | ----- | ----- | ----- | ----- | ----- | ----- | ----- | ----- |
| 1 499 | 1 726 | 1 795 | 1 901 | 1 971 | 1 993 | 1 883 | 1 857 | 2 212 |

| 1962  | 1968  | 1975  | 1982   | 1990   | 1999   | 2006   | 2011   | 2016   |
| ----- | ----- | ----- | ------ | ------ | ------ | ------ | ------ | ------ |
| 3 221 | 3 401 | 4 800 | 12 279 | 18 681 | 21 595 | 22 299 | 22 866 | 23 215 |

| 2021   | 2022   | - | - | - | - | - | - | - |
| ------ | ------ | - | - | - | - | - | - | - |
| 22 444 | 22 939 | - | - | - | - | - | - | - |

28,3 % des Torcéens ont le statut d'employés, de secrétaires ou d'agents de bureau. 28,8 % ont des professions intermédiaires, 18,9 % appartiennent à la classe ouvrière, 20 % sont des cadres. Le taux de chômage à Torcy avoisine les 11 %.
Une majorité de Torcéens sont célibataires, ils représentent 45 % des habitants. Les mariés suivent de près avec 43 %. Les divorcés et les veufs sont minoritaires, respectivement 7 % et 5 %. L'âge moyen de ces habitants est de 34 ans.[Passage à actualiser]

#### Pyramide des âges
La population de la commune est relativement jeune.
En 2018, le taux de personnes d'un âge inférieur à 30 ans s'élève à 42,8 %, soit au-dessus de la moyenne départementale (39,6 %). À l'inverse, le taux de personnes d'âge supérieur à 60 ans est de 16,4 % la même année, alors qu'il est de 19,9 % au niveau départemental.
En 2018, la commune comptait 10 902 hommes pour 11 459 femmes, soit un taux de 51,25 % de femmes, légèrement inférieur au taux départemental (51,31 %).
Les pyramides des âges de la commune et du département s'établissent comme suit.
| Hommes | Classe d’âge | Femmes |
| ------ | ------------ | ------ |
| 0,3    | 90 ou +      | 0,8    |
| 3,1    | 75-89 ans    | 3,7    |
| 11,6   | 60-74 ans    | 13,4   |
| 17,6   | 45-59 ans    | 18,2   |
| 22,1   | 30-44 ans    | 23,5   |
| 20,5   | 15-29 ans    | 19,9   |
| 24,8   | 0-14 ans     | 20,4   |

| Hommes | Classe d’âge | Femmes |
| ------ | ------------ | ------ |
| 0,4    | 90 ou +      | 1,2    |
| 4,9    | 75-89 ans    | 6,5    |
| 13,6   | 60-74 ans    | 14,3   |
| 20,2   | 45-59 ans    | 19,8   |
| 20,1   | 30-44 ans    | 20,6   |
| 19,2   | 15-29 ans    | 17,9   |
| 21,7   | 0-14 ans     | 19,7   |

#### Communauté asiatique

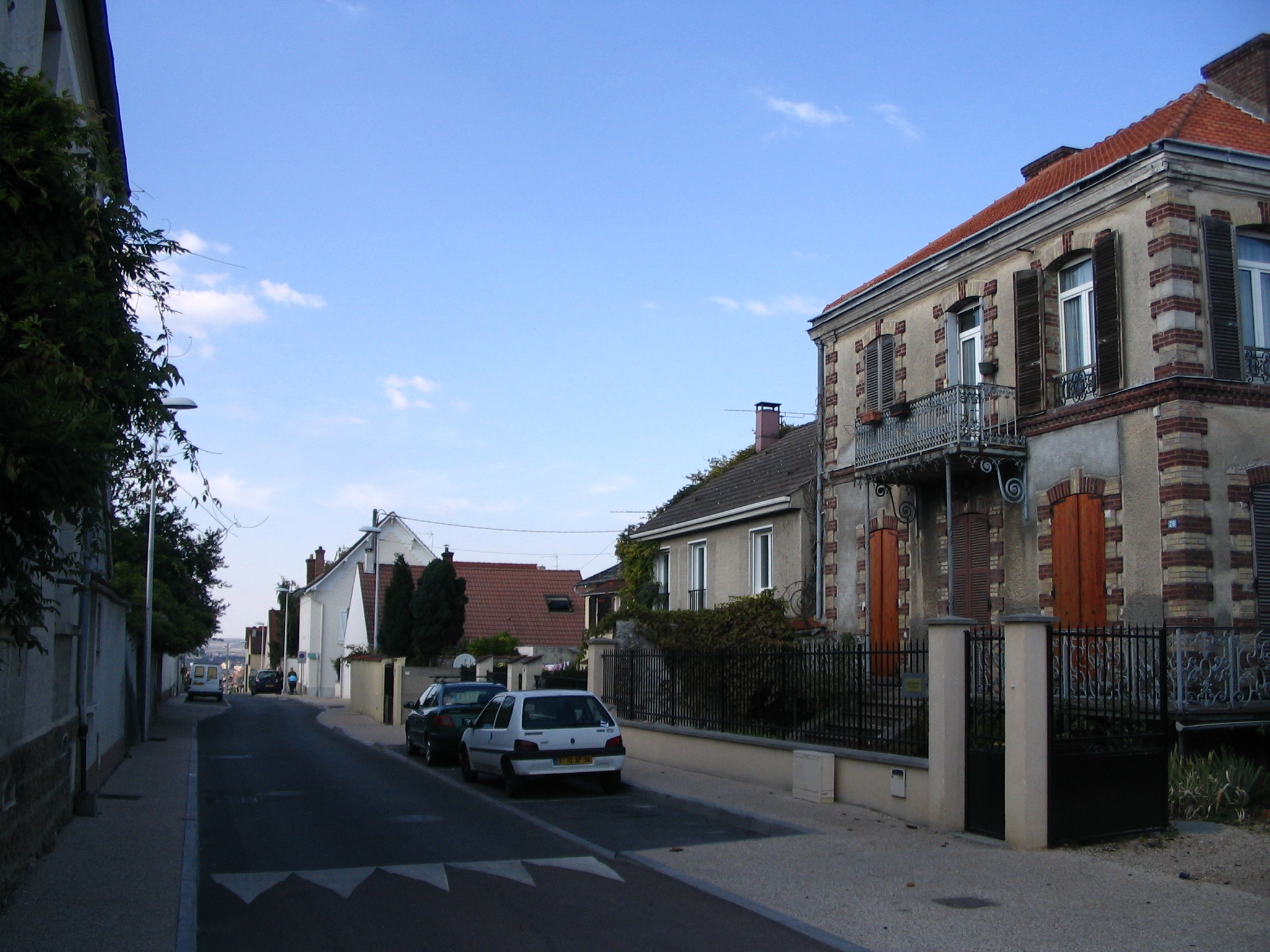
Rue du vieux Torcy.

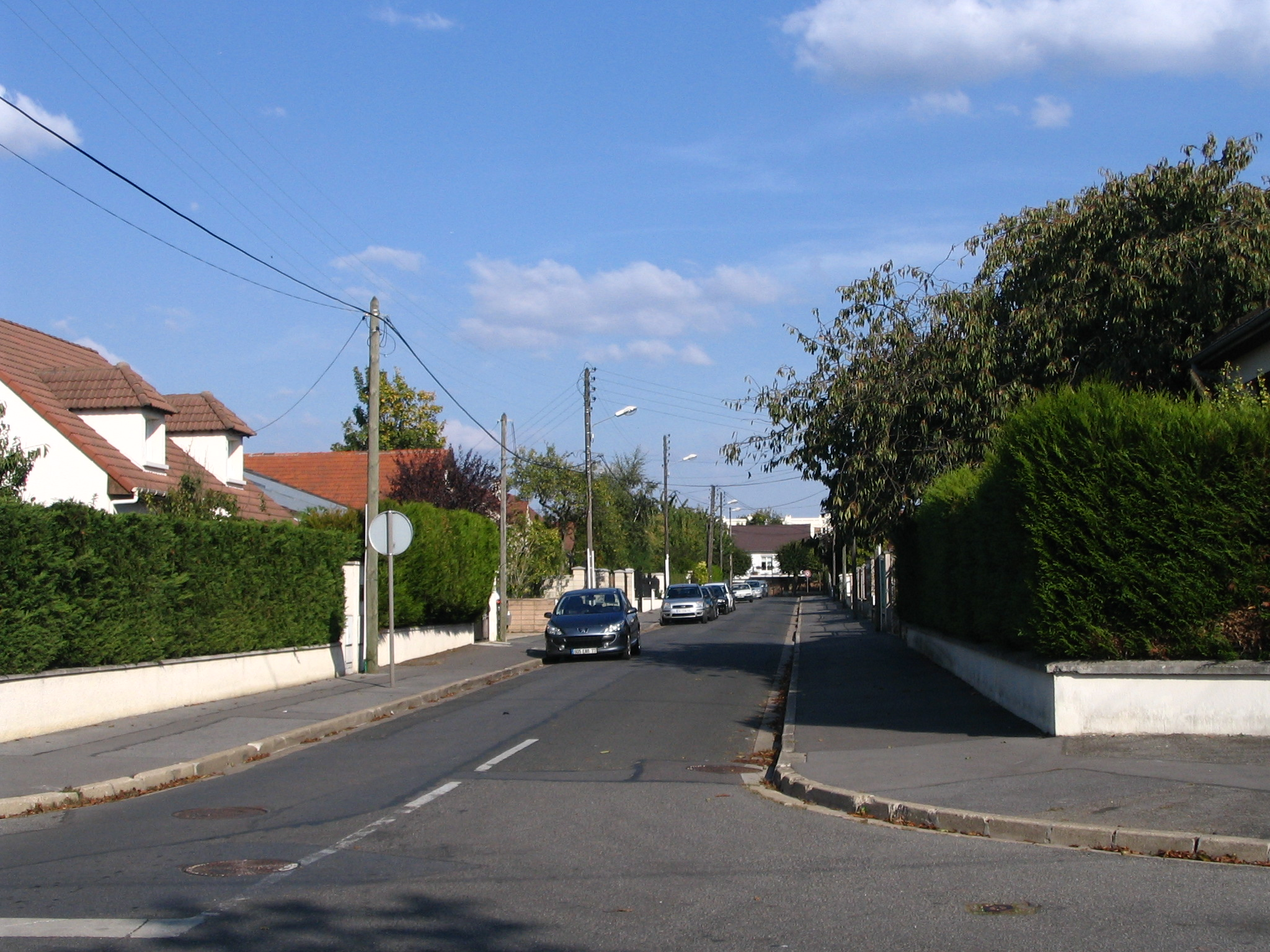
Autre rue du vieux Torcy.

La présence d'une communauté asiatique à Torcy a commencé au lendemain de la Première Guerre mondiale, où sur les 150 000 Chinois qui ont été envoyés dans la Somme pour fabriquer des routes, des chemins de fer et des baraquements pendant la guerre, environ 3 000 Chinois se sont installés en Île-de-France, dont dans le village de Torcy.
La création de la ville nouvelle de Marne-la-Vallée a favorisé la venue de la communauté vietnamienne à Torcy. Beaucoup de Vietnamiens arrivés en France dans les années 1980 ont pu accéder à la propriété grâce aux prêts à long terme, comme les PAP accordés aux familles nombreuses à revenu modeste. À Torcy, la communauté asiatique représente entre 10 et 20 % de la population.
C'est à Torcy que siège l'association L’Amicale des Vietnamiens du Laos en France (A.V.L.F) qui a organisé le 14 février 2012, la fête du Têt en compagnie du ministre conseiller Bùi Tiên Huê, représentant de l'ambassade du Viêt Nam en France ainsi que de l'ambassadeur du Laos en France, Khouanta Phalivong.

#### Sans-papiers
En décembre 2009, quarante familles originaires d'Afrique, d'ex-Yougoslavie, de Serbie, du Kosovo, du Sri Lanka, de Mongolie ou encore de Tchétchénie, relevant du Samu social de Paris, ont été chassées de deux hôtels de la Seine-Saint-Denis et se sont installées à la résidence hôtelière Mister Bed, prenant de court la mairie. En février 2010, 80 familles se sont installées dans l'hôtel Mister Bed,. L'État prend en charge le logement des 80 familles, la municipalité finance le reste, comme demander un professeur supplémentaire à l'Éducation nationale, distribuer des coupons RATP, 700 € de cantine impayé et des bons d'alimentation. Coût de l'affaire : 80 000 € pour la municipalité, soit environ 6 % de l'aide sociale annuelle.

### Enseignement
La commune de Torcy dépend de l'académie de Créteil et les écoles primaires de la commune dépendent de l'Inspection académique de Seine-et-Marne.

#### Enseignement primaire
- Maternelles
  - École maternelle Beauregard
  - École maternelle Julie-Daubié
  - École maternelle du Clos de la Ferme
  - École maternelle du Bel Air
  - École maternelle du Centre de Vie Enfantine (CVE)
  - École maternelle des Gradins
  - École maternelle Georges-Brassens
  - École maternelle Louise-Michel
  - École maternelle Victor-Hugo
  - École maternelle Jean-Zay
- Élémentaires
  - École élémentaire Beauregard
  - École élémentaire Julie-Daubié
  - École élémentaire du Clos de la Ferme
  - École élémentaire du Bel Air
  - École élémentaire du Centre de Vie Enfantine (CVE)
  - École élémentaire des Gradins
  - École élémentaire Georges-Brassens
  - École élémentaire Louise-Michel
  - École élémentaire Victor-Hugo
  - École élémentaire Jean-Zay

#### Enseignement secondaire
- Le collège Louis-Aragon créé par l'architecte Olivier Dugas, a ouvert sous le nom de collège Beauregard en septembre 1982 et a été rebaptisé Collège Louis Aragon à son inauguration le 3 mars 1984[88]. Le collège Louis-Aragon peut accueillir 600 collégiens et également des formations qualifiantes du Greta dans ses locaux de 4 000 m2 de plain-pied[155].
- Le collège Jean-Monnet a ouvert ses portes à la rentrée scolaire 1988[90]. Ce collège était un établissement qui accueillait des enfants issus de catégorie socio-professionnelle défavorisées à hauteur de 56 %[156] selon les années, représentant 26 nationalités différentes. La pratique sportive était un enseignement essentiel de l’établissement puisqu’il possédait une classe à horaire aménagé avec option athlétisme.

En 2001, le collège Jean-Monnet a recueilli les élèves du lycée de Lognes jusqu'à son inauguration.
Lors des émeutes de 2005 dans les banlieues françaises, le collège Jean-Monnet est détruit à moitié par le feu. Le 29 avril 2006, le conseil général de Seine-et-Marne et l’Inspection académique officialisent la fermeture en juin 2007 du collège Jean-Monnet en justifiant cette fermeture par un faible effectif du collège (le collège est passé en une dizaine d’années de 600 élèves à moins de 300) et un trop grand nombre d’établissements scolaires dans la même zone. La fermeture définitive du collège est programmée le 1er septembre 2007. Actuellement[Quand ?], le site est devenu une antenne départemental de l'Institut universitaire de formation des maîtres de l'Académie de Créteil.
- Le collège Victor-Schœlcher
- Le lycée de l'Arche-Guédon a ouvert ses portes en septembre 1980. Le maire de Torcy et le président du SAN ont demandé dès 2008, la démolition de ce lycée à la suite des problèmes techniques récurrents[88]. La capacité d'accueil du lycée de l'Arche-Guédon est de 400 élèves. Lors de la rentrée 2010-2011, ce lycée a reçu 488 lycéens[160].

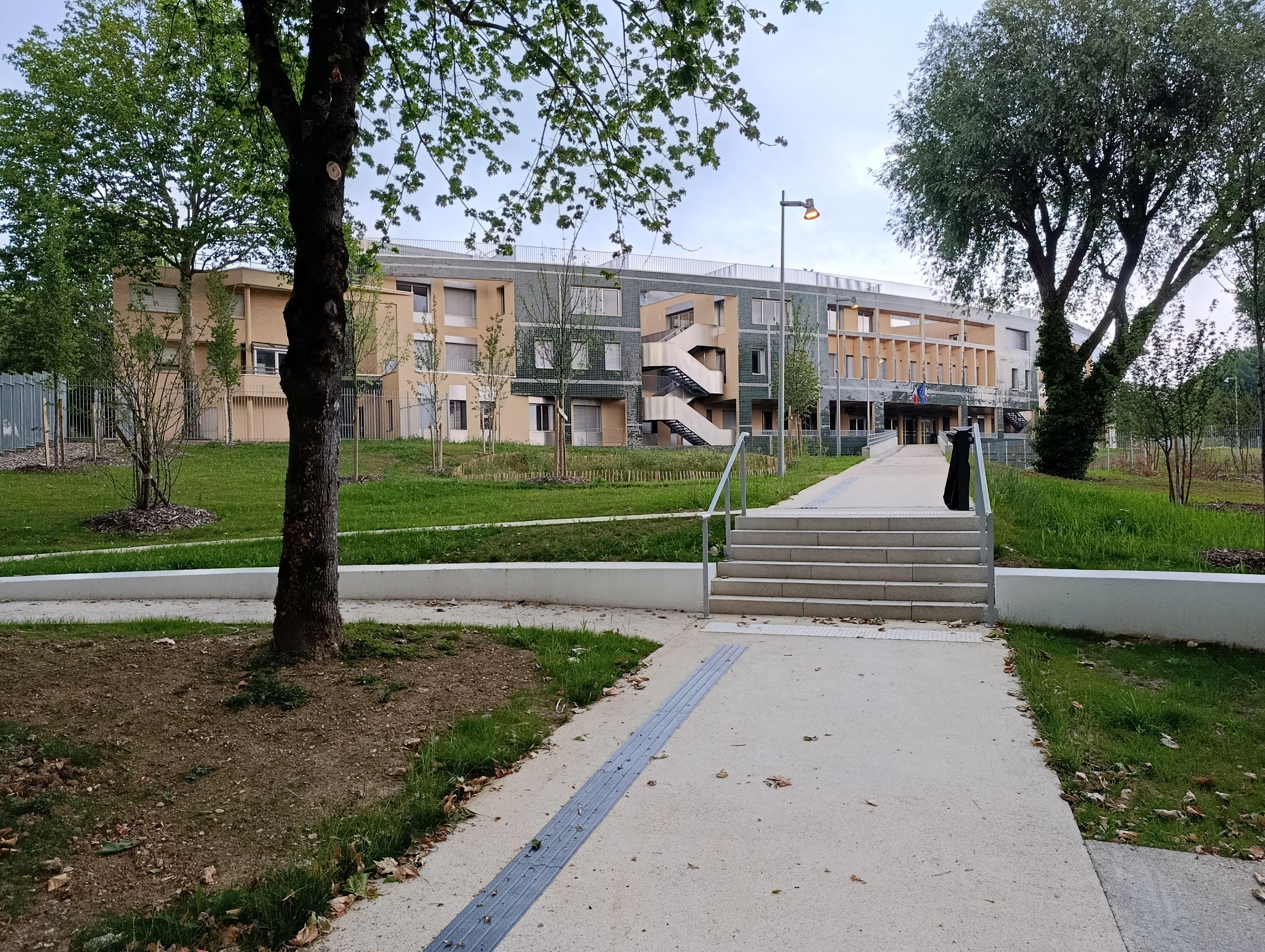
Lycée jean moulin à Torcy en Juin 2025 peu après sa rénovation.

- Lycée jean moulin à Torcy en Juin 2025 peu après sa rénovation.Le lycée Jean-Moulin a été bâti en 1985[161]. Ce lycée a une capacité d'accueil de 1 000 élèves, or, lors de la rentrée 2010-2011, l'établissement n'accueille que 565 étudiants, soit juste un peu plus de la moitié de sa capacité[160]. Malgré un taux de réussite au bac général d'environ 86 %[162] cette désertion s'explique par l'assouplissement de la carte scolaire mis en vigueur depuis 2007, où les familles du secteur préfèrent envoyer leurs enfants vers le lycée Emily-Brontë de Lognes[163], bien qu'il soit en sureffectif[160]. C'est dans les locaux du lycée Jean-Moulin que Samir Mokkedem a tourné son film Niouma[164]. En mai 2025, après plusieurs années de rénovation en site occupé, la rénovation du lycée s'achève enfin, décrit par Valérie Pécresse comme "le chantier de l'enfer"[165], tant les déboires ont été nombreux (covid, faillite d'entreprise, malfaçons), de ce chantier un constat est né, les rénovations de lycées n'auront plus lieu en site occupé en île de France. Le Lycée compte désormais 1000 élèves, (Les filières techniques et professionnelles du lycée voisin de l'Arche-Guédon ayant été inclus, une classe préparatoire, deux BTS, et une annexe Greta santé sociale. Les élèves disposent d’un bâtiment supplémentaire, d’un nouveau self et d’une nouvelle cour de récréation[166].

### Manifestations culturelles et festivités

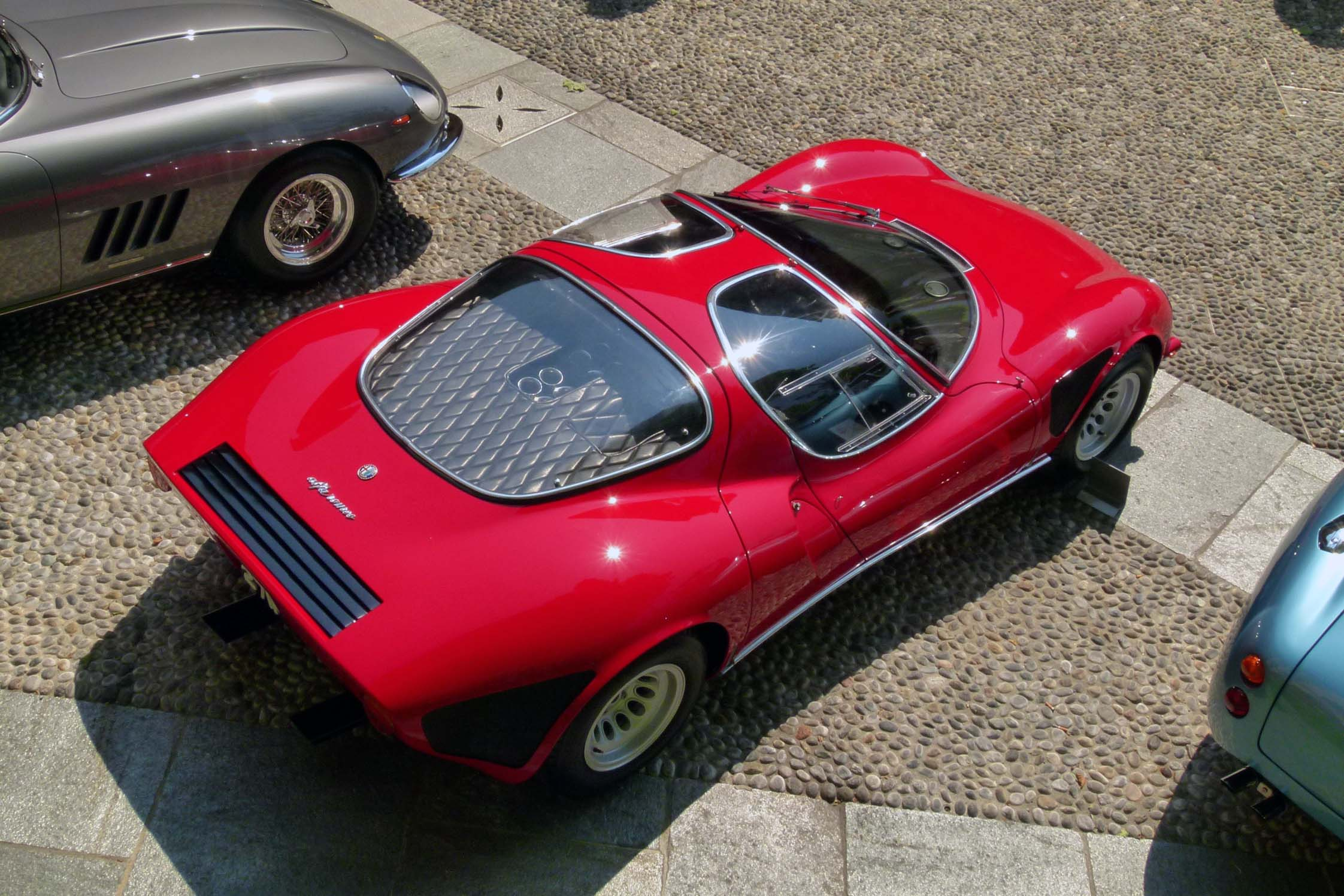
Bolide exposé lors du Torcy on the road 2010.

Le Torcy on the road est un grand rassemblement d'automobiles, de motocyclettes et de side-cars, baigné dans une ambiance américaine avec de la musique et de la danse country. Cet évènement se déroule au mois de mai sur le parking de Bay 1,.
La Fête de la Marne qui se déroule le troisième dimanche de juin au bord de la Marne, est la traditionnelle guinguette.
Le Troc et Puces de Torcy, créé en 1979, est la deuxième plus grande brocante de vendeurs amateurs de France après la braderie de Lille. Chaque année, cette brocante se déroule dans les rues du vieux Torcy, le premier dimanche d'octobre et attire plusieurs dizaines de milliers de visiteurs. Le dimanche 2 octobre 2011, le Comité des Fêtes de la Ville de Torcy a organisé la 32e édition de Troc et Puces avec plus de 850 exposants étalés sur 6 kilomètres.
À noter également que Torcy accueille depuis 2014 le festival de musiques extrêmes Fall of Summer, qui se déroule début septembre.

### Sports

#### Équipements sportifs
En 2012, la ville de Torcy compte 5 gymnases (Roger-Couderc, Guy-Chavanne, Jean-Monnet, Jean-Moulin et de l'Arche-Guédon), un stade (du Frémoy), un court de tennis, un parcours de santé, un skate park, une salle de boxe et une piscine :
- Le stade du Frémoy a une capacité de 1 900 places dont 1360 assises et il héberge l'équipe de football de l'US Torcy[172].

À la suite de la mort prématurée d'un joueur de l'équipe 1re, le vestiaire du Frémoy est baptisé Guillaume-Ringo. En 2010, la Ville de Torcy a engagé des travaux pour la rénovation du stade avec l'installation d'un gazon synthétique à la place du gazon naturel, l'édification d'un mur de soutènement, la construction d'un escalier et d'une terrasse. Le chantier a coûté 88 000 € hors taxe.
- La piscine de l'Arche-Guédon contient deux bassins : Le premier de 25 m de longueur et d'environ 12 mètres de largeur. Sa hauteur minimum est de 1,80 mètre et sa hauteur maximum est de 3,70 mètres. L'autre bassin est une pataugeoire à destination des plus jeunes nageurs. La piscine de Torcy accueille le cercle des nageurs du Val Maubuée qui s'y entraîne ainsi que le club de triathlon de Torcy[174]. En 1983, la piscine a servi de lieu de tournage pour le clip Pull marine d'Isabelle Adjani.

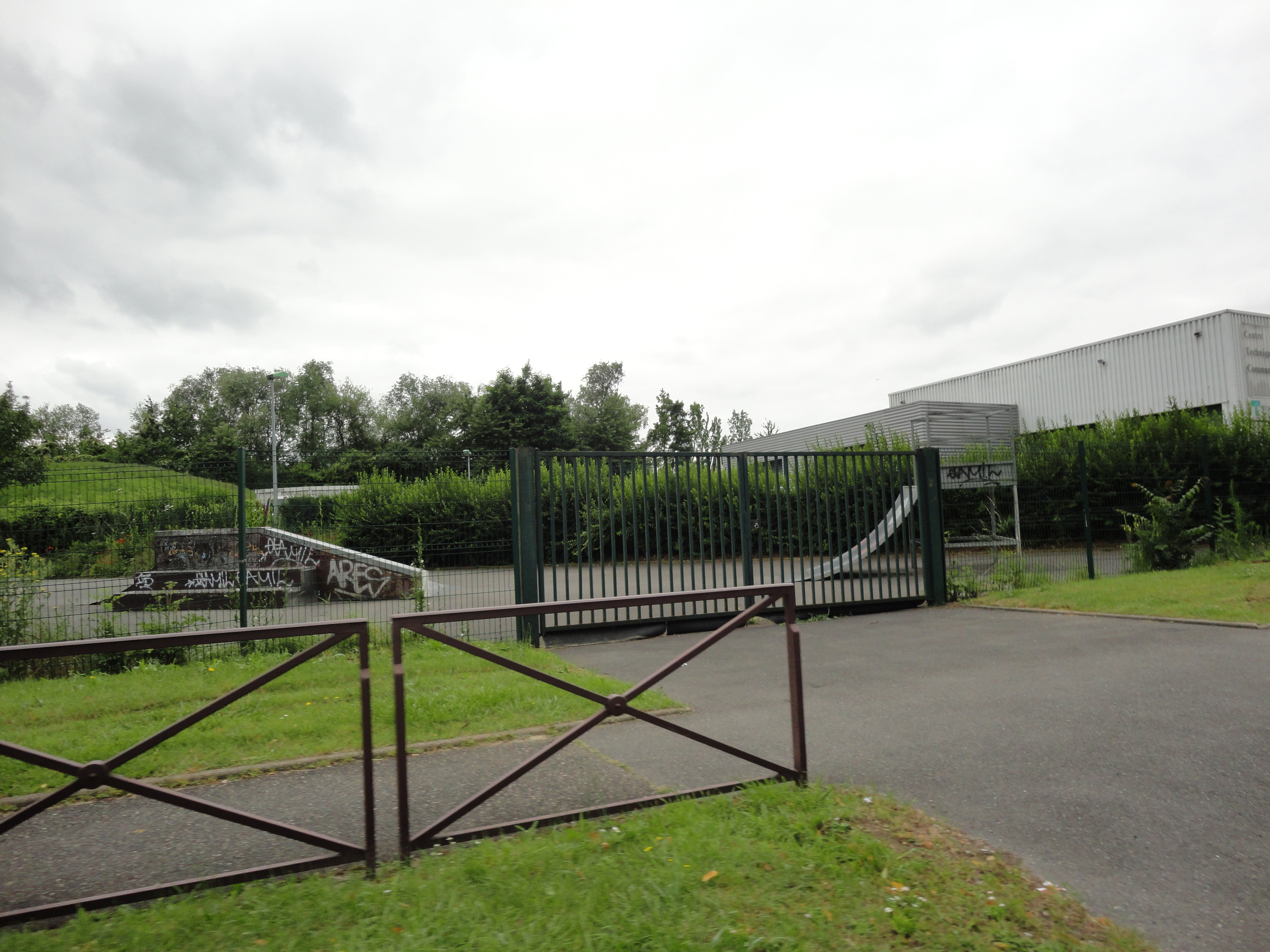
Skate park de Torcy

- Skate park, installé en 2000 et composé de six éléments situé sur l'avenue Jacques-Prévert. L'accès du skate park est libre et gratuit.
- Jean-Marc-Mormeck, salle de boxe inaugurée en 2009, dont l'aménagement a coûté 32 000 € à la municipalité et qui rassemble l’école et le club de boxe dans le quartier de l'Arche-Guédon. Cet évènement s'est produit en compagnie du champion de Bobigny en personne.

À l'origine c'est l'entraîneur du club torcéen, Fahti Benarbia, qui a demandé au champion du monde en 2005 et 2007 de donner son nom à la salle. Le maire a rendu hommage à Jean-Marc Mormeck en déclarant : « C'est un honneur qu'un grand champion comme Jean-Marc ait bien voulu accéder à cette requête » et « (…)en espérant que les jeunes suivront votre exemple d’humilité et de dépassement de soi. ». Le Ring Olympique Jean-Marc-Mormeck est le club d’origine de Rachid Azzedine.

#### L'île de loisirs de Vaires-Torcy

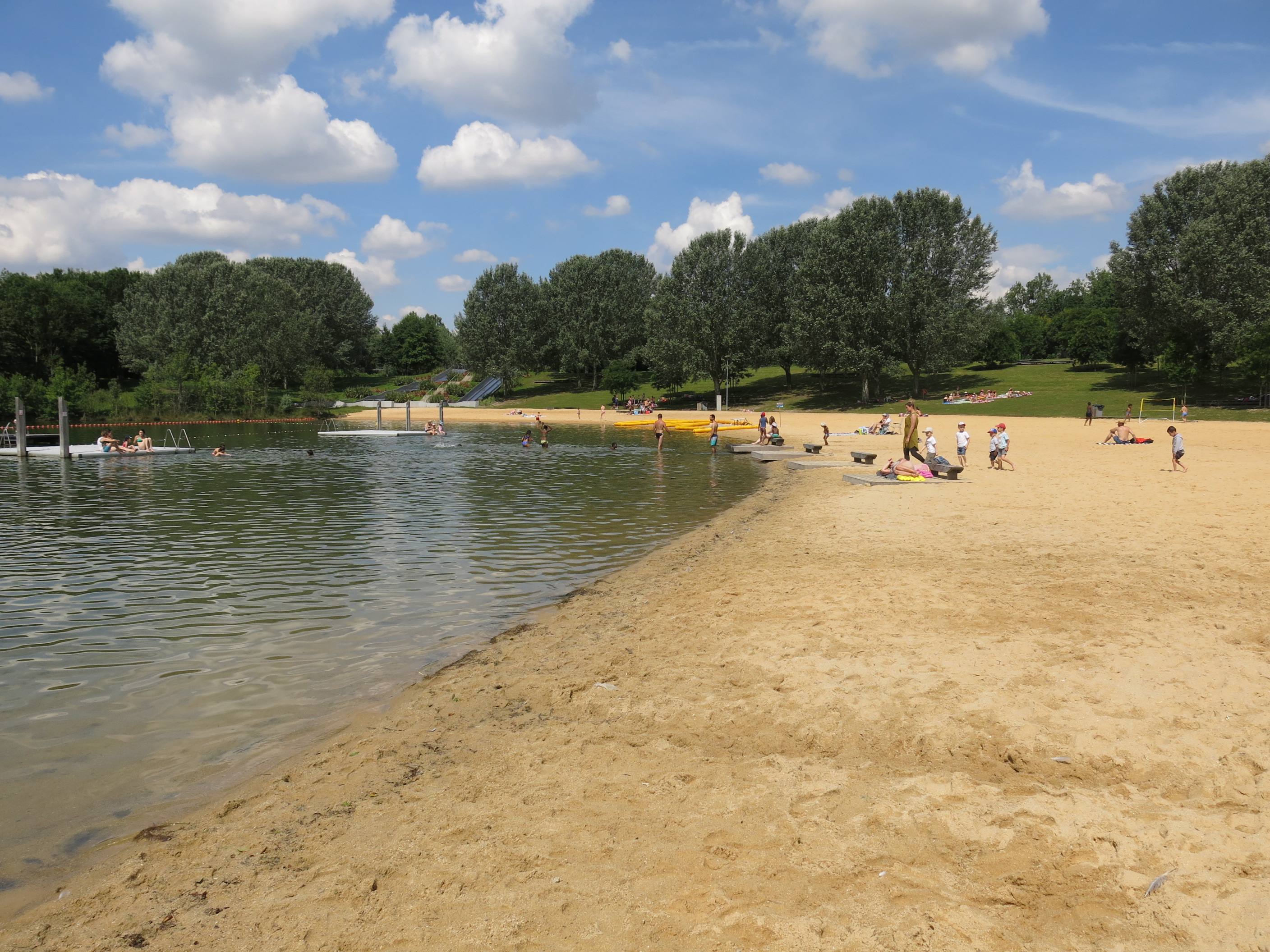
Plage de la base de loisirs de Torcy.

Durant le XIXe siècle, les franciliens fréquentaient les plages aménagées le long des rives de la Seine, de la Marne, de l’Oise ou du moindre cours d’eau. Mais à partir des années 1950, les problèmes liés à la sécurité, à l’hygiène et à la pollution croissante des rivières entraînent l’interdiction de se baigner dans les cours d'eau. C’est dans ce contexte, que le District de la région parisienne inscrit au schéma directeur de la région Île-de-France la création de bases de loisirs, pour la plupart implantées non loin des rivages de la Seine ou de la Marne, comme celles de Vaires-sur-Marne, Torcy et Jablines le long de la Marne.
L'île de loisirs de Vaires-Torcy est ouvert au public depuis 1980. D'une superficie de 350 hectares d'espaces verts avec deux plans d'eau, l’un de 25 hectares et l'autre de 7 hectares, qui sont équipés d'une plage aménagée, dotée de terrains de beach-volley, un poney-Club et un terrain de golf de 47 hectares.
Dans les années 1980, Loran le guitariste du groupe de rock Bérurier noir fut un animateur de la base de loisirs. Le 12 juin 2006, la base de loisir de Torcy fut le théâtre d'une bagarre générale entre une cinquantaine de jeunes issus des villes de Courtry et de Chelles. L'échauffourée a blessé cinq personnes et cinq agresseurs ont été mis en garde à vue.
En 2003, 128 000 entrées ont été enregistrées pour la base de loisirs de Torcy. En 2006, une petite baisse de fréquentation est à noter, avec 111 000 visiteurs qui sont venus pratiquer les activités proposées par la base de loisirs dirigée par Rémy Vernay, directeur de l'île de loisirs.

#### Les clubs
La ville offre une section athlétisme, nommée US Torcy Athlétisme (USTA), et faisait partie de Marne-la-Vallée Athlétisme, Entente Nord Athlétisme 77 jusqu'en 2009, premier club de Seine-et-Marne[réf. nécessaire]. Du côté gymnastique, la ville possède le Club de Gym / Gymnase Jean-Monnet.
Le club de basket-ball de la ville a été créé en 1967 sous le nom de Basket-Ball Torcy Marne-la-Vallée (BBTMV). Il utilisait à ses débuts le gymnase Guy-Chavanne, puis plus particulièrement les gymnases Roger-Couderc et de l'Arche Guesdon. Il a fusionné en 2002 avec ses voisins de Lognes et Noisiel pour former le Marne-la-Vallée Basket Val-Maubuée (ou MLV Basket), comptant en 2013-2014 cinq équipes (dont 4 jeunes) en championnat de France. C'est le club avec le plus de licenciés en Seine-et-Marne (431 au total).
En escalade, la ville offre l'Association sportive du lycée Jean-Moulin. Durant les années 1980, les châteaux d'eau de la place du Jeu-de-Paume ont servi d'école d'escalade.
En natation, le 5 avril 1979, monsieur Gontier, le directeur de la piscine de l'Arche Guédon fonde le "Cercle des nageurs du Val-Maubuée" (CNVM).
Le club de canoë-kayak de Torcy, basé sur le site du Moulin de Douvres, dirigé par monsieur Éric Morency et entrainé par monsieur Patrick Charlaigre, est classé cinquième club de descente en France. Le club torcéen a notamment formé des champions comme Bertrand Vilas et Thomas Dos Santos qui, en équipe de France de canoë-kayak, ont été champions de France 2006 et ont remporté une coupe du Monde lors des Championnats du monde de canoë-kayak slalom 2006 à Prague.
Le club d'escrime de Torcy, fondé en 1962 par monsieur Michel Debauge, a la particularité de n'avoir eu que deux présidents en 49 ans, car le fils de ce dernier, Philippe, lui a succédé en janvier 1988. Ce club s'entraîne au complexe sportif Guy-Chavanne, au maniement du fleuret, de l'épée et du sabre ainsi que la dague et la rapière pour des séances d'escrime artistique.
Le dojo du Club de judo de Torcy se situe au complexe sportif de l’Arche-Guédon. Le club de kendo de Torcy, qui s'entraîne au gymnase Guy-Chavanne, a été créée en novembre 1996, par son président Alain Razafimandranto.
Le Torcy Handball Marne-la-Vallée (THBMLV) est le club de handball de Torcy, fondé en 1977. Il comporte 200 licenciés en 2010. L'équipe première évolue en N2 lors de la saison 2010/2011.
L'US Torcy est le club de football de Torcy, fondé en 1942 par des passionnés de ce sport. À l'époque, l'Union Sportive de Torcy était composée d'une section football et d'une section pétanque. L'US Torcy se démarque par la qualité de sa formation de jeunes footballeurs, dont des joueurs professionnels sont issus comme Samba Sow notamment. D'ailleurs, le club de Torcy se classe 4e meilleur club de jeunes francilien sur 200 prétendants.
Le mercredi 12 mars 2007, les 16 ans nationaux de l’US Torcy ont accueilli au stade du Frémoy, la sélection japonaise d’Osaka Toin Football Club, meilleur club de jeunes japonais, qui était en tournée en France. Le club torcéen a remporté le match qui s’est déroulé sous une pluie battante. En janvier 2012, l'Olympique lyonnais a recruté un jeune joueur de l'US Torcy, Alan Dzabana, âgé de 14 ans. Il termine la saison 2011-2012 avec l'US Torcy, et va rejoindre, en été 2012, le centre de formation du club rhodanien.
L'US Torcy a formé des joueurs comme Paul Pogba, Adrien Hunou, Mourad Meghni, Yohann Pelé, Jeff Reine-Adélaïde.
Plusieurs compétitions de course à pied sont organisées à Torcy :
- Foulées estivales d'ASEL ou les 10 kilomètres de Torcy, une course de dix kilomètres. Cette course d'environ 300 participants de bon niveau organisée par l'association Ambition Sport Et Loisir (ASEL) et la municipalité[190]. Le parcours se déroule par deux boucles de 5 km sur le bitume de la rue de Torcy et l'arrivée se fait par un tour complet de la piste du stade du Frémoy. Cette course compte pour le challenge des courses hors stade de Seine-et-Marne[191],[192].

En 2011, c'est le militaire Sébastien Beltran qui a franchi en premier la ligne d'arrivée. Le Pontellois Achour Boubekeur est arrivé deuxième et Lionel Saint-Amand complètent le podium de l'édition 2011.
| Année | Vainqueur         | Temps |
| ----- | ----------------- | ----- |
| 2008  | Brahim Chettah    | 31.02 |
| 2009  | Sadik Bahla       | 31.13 |
| 2010  | Grégory Cheval    | 32.45 |
| 2011  | Sébastien Beltran | 32.00 |
| 2013  | Sébastien Pencole | 34.18 |

- Torcy Golf Course est une compétition de golf ouverte au licenciés de la fédération française de golf. Cette compétition est organisée chaque année en janvier sur le terrain de golf 9 trous de la base de loisir de Torcy[197].
- La So Mad de Torcy est une course dans la nature semées d’embûches de 5 à 12 kilomètres selon le parcours et qui se déroule chaque année depuis 2012 à la base de loisirs de Torcy. Les parcours sont barrés de 26 obstacles dont notamment un toboggan de 40 mètres avec une arrivée dans l’eau, une pyramide de bottes de paille, des murs d’escalade[198] etc. La première édition a rassemblé 2 400 participants[199].

| Année | Vainqueur du 12k | Temps |
| ----- | ---------------- | ----- |
| 2012  |                  |       |
| 2013  | Fabien Husson    | 59.47 |

### Santé
La ville de Torcy dépend du centre hospitalier de Lagny-sur-Marne à Jossigny, non loin du centre commercial du val d'Europe.
À Torcy, en 2011, se trouvent sept pharmacies et douze dentistes exercent à Torcy disséminés dans différents cabinets dentaires.
Parmi les principaux établissements existants en 2011, peuvent être cités dans Torcy, le Centre Galilée, un centre d'imagerie médicale pour passer des scanners et échographies,, ainsi que le centre dentaire de Secteur 1 et la Maison médicale. On peut également citer parmi les établissements médicaux, un cabinet vétérinaire à Torcy.

### Médias

#### Télévision
Depuis 1998, une chaîne de télévision locale intitulée Canal Coquelicot est implantée à Torcy (place des rencontres). Elle émet sur le Val-Maubuée et les communes environnantes (Chelles, Lagny-sur-Marne…). L'émission est une boucle de programme d’une heure réactualisée chaque soir à 19h30. Chaque soir, un quart d'heure d'antenne est consacré à la diffusion de l’actualité par secteur. Celle de Torcy est retransmise vers 19h45. Le mercredi 27 février 2008, Canal Coquelicot a diffusé une interview avec le maire sortant Christian Chapron dans le cadre des élections municipales à Torcy.
Le jeudi 22 novembre 2007, Benoît Duquesne a présenté un Complément d'enquête, une émission d'actualité caricaturale où le quartier du Mail de la ville de Torcy a servi de décor pour illustrer le problème des banlieues en la dépeignant à tort comme un ghetto noir ou « village africain » hébergeant des gangs de « 90 personnes organisées de manière para-tribale » qui terrorisent les habitants. Cette émission de désinformation a scandalisé les torcéens.

#### Radio
Le 1er mars 1982, création d'une station de radio baptisée Radio 77 dirigée par Serge Coumont, qui émet sur la fréquence 97,9 MHz depuis ses studios se trouvant rue des Coutures à Torcy. En 1983, la station change de fréquence pour le 102,9 MHz. En mars 1985, la radio disparaît pour laisser la place à IDF 102.9 FM basé à Le Perreux.

#### Presse papier
La municipalité de Torcy publie un mensuel nommé la gazette de Torcy fondé en 1991 sous le nom de « La Petite Gazette ». En 1993, afin de se moderniser, le journal rajoute au noir et blanc initial, le vert symbolique de la ville. La pagination s’agrandit et le titre change en « La Gazette ». En 1995, la gazette devient une revue en format A4.
Le Syndicat d'agglomération nouvelle de Marne-la-Vallée et Val-Maubuée siégeant sur la place de l'Arche-Guédon, publie un mensuel intitulé Val Maubuée Loisirs consacré aux activités de loisirs sur le secteur, et deux journaux trimestriels nommés Val Magazine, consacré à l'information et Val Maubuée Eco sur l'économie du Val-Maubuée.
On peut en outre citer La Marne, un hebdomadaire fondé en 1944 qui couvre le nord du département de Seine-et-Marne dont le canton de Torcy.

### Cultes
Les Torcéens disposent de lieux de culte, catholique, musulman et protestant. Pour le culte israélite, la synagogue la plus proche est à Bussy-Saint-Georges. Ces lieux par ordre d'importance selon le nombre de fidèles sont les suivants :

#### Culte catholique

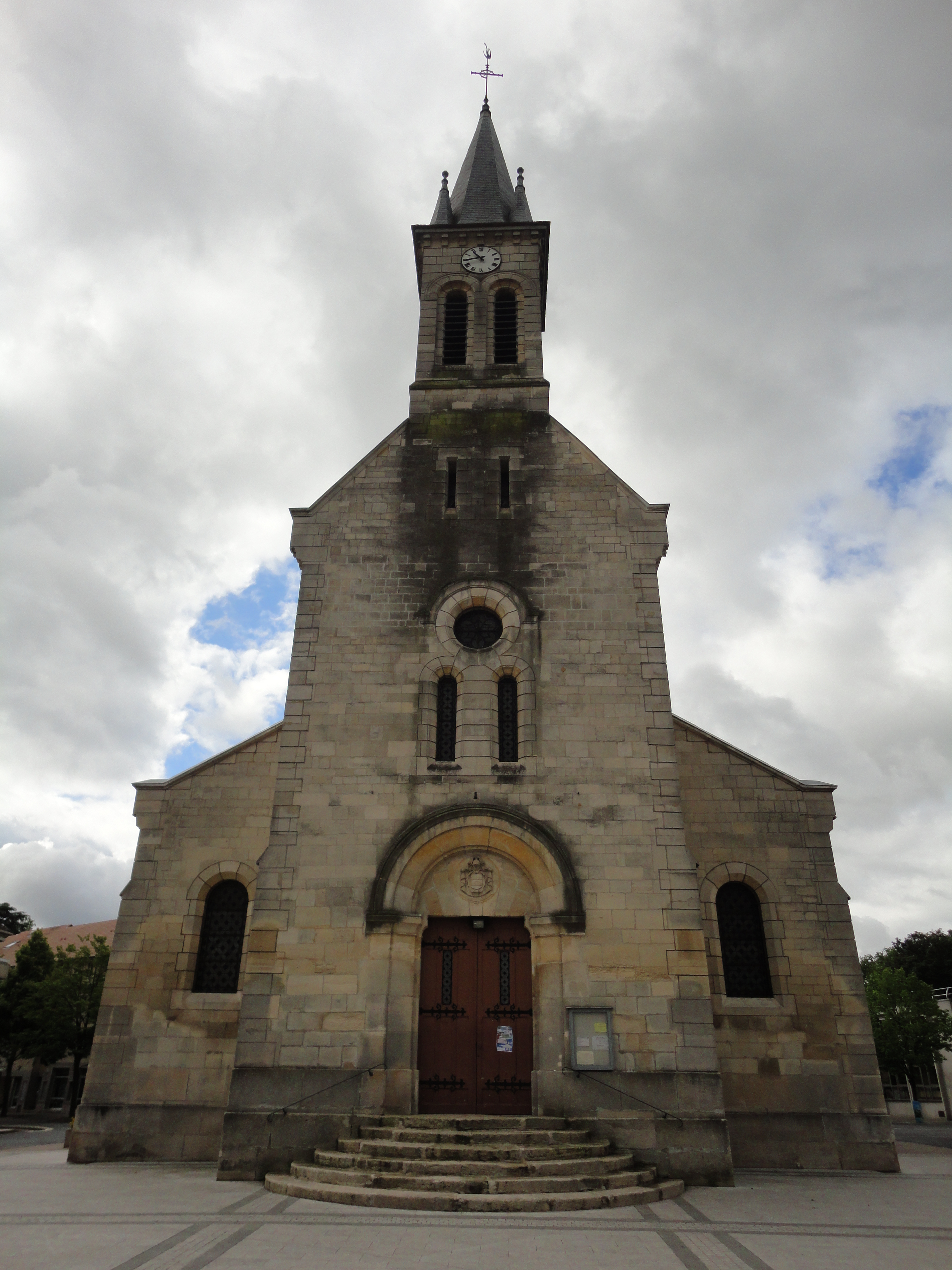
Église Saint-Barthélémy de Torcy.

La commune de Torcy dépend du diocèse de Meaux. Les anciennes paroisses ont été regroupées en un unique secteur pastoral dont le lieu de culte à Torcy est l'église Saint-Barthélémy.
Les offices religieux de Torcy sont assurés par une équipe de prêtres composés de Alain Le Saux, François-Xavier Mitima, Patrick Rosset et Pierre Verdet.

#### Culte musulman
L'association Rahma administre une mosquée, 16, bis avenue Lingenfeld.
Cette mosquée se situe sur un terrain donné par la commune après bien des vicissitudes. Une mosquée devait être construite en 2005, mais le chantier a été stoppé par un recours déposé par les chefs d'entreprise riverains. Puis avenue du Président-François-Mitterrand, ce sont des riverains qui se sont opposés à l'élévation possible d'un centre socioculturel et culturel d'environ 4 500 m2 sur un terrain de 10 000 m2 près des jardins familiaux. Après ces deux tentatives de construction, les musulmans de Torcy sont obligés de prier à l'extérieur, comme le 1er octobre 2008, à l’occasion de l’Aïd el-Kebir, où près de 3 000 musulmans ont prié pendant une heure sur le trottoir, agenouillés sur de simples morceaux de moquette ou des tapis de sol. Le 21 novembre 2008, pour faire avancer le dossier, une centaine de musulmans ont envahi la mairie afin de contraindre le maire socialiste à leur céder un terrain pour construire une mosquée. En juin 2010, l'État donne un terrain d'une superficie d'environ 3 200 m2, prévu à l'origine pour le prolongement de l'autoroute A 199, aujourd'hui enterrée, au département de Seine-et-Marne qui le cède à titre gracieux à la commune de Torcy.
Une fois construite, cette mosquée se distingue par ses prêches salafistes appelant au « djihad armé » et est à l'origine de la formation en 2012 de la cellule terroriste de Cannes - Torcy. La mosquée de Torcy est fermée par arrêté préfectoral en avril 2017 et rouvre le 19 janvier 2018 sous la pression de manifestations de rue ; son imam doit quitter l'Éducation nationale dont il était employé comme professeur de mathématiques au lycée Jean-Moulin de Torcy. Son suppléant, de nationalité marocaine, est expulsé de France le 28 mars 2018.

#### Culte protestant
Il existe à Torcy plusieurs églises évangéliques, dont une église évangélique baptiste, membre de l'association évangélique d'Églises baptistes de langue française regroupant la communauté baptiste franco-vietnamienne présente à Torcy.

#### Culte bouddhique

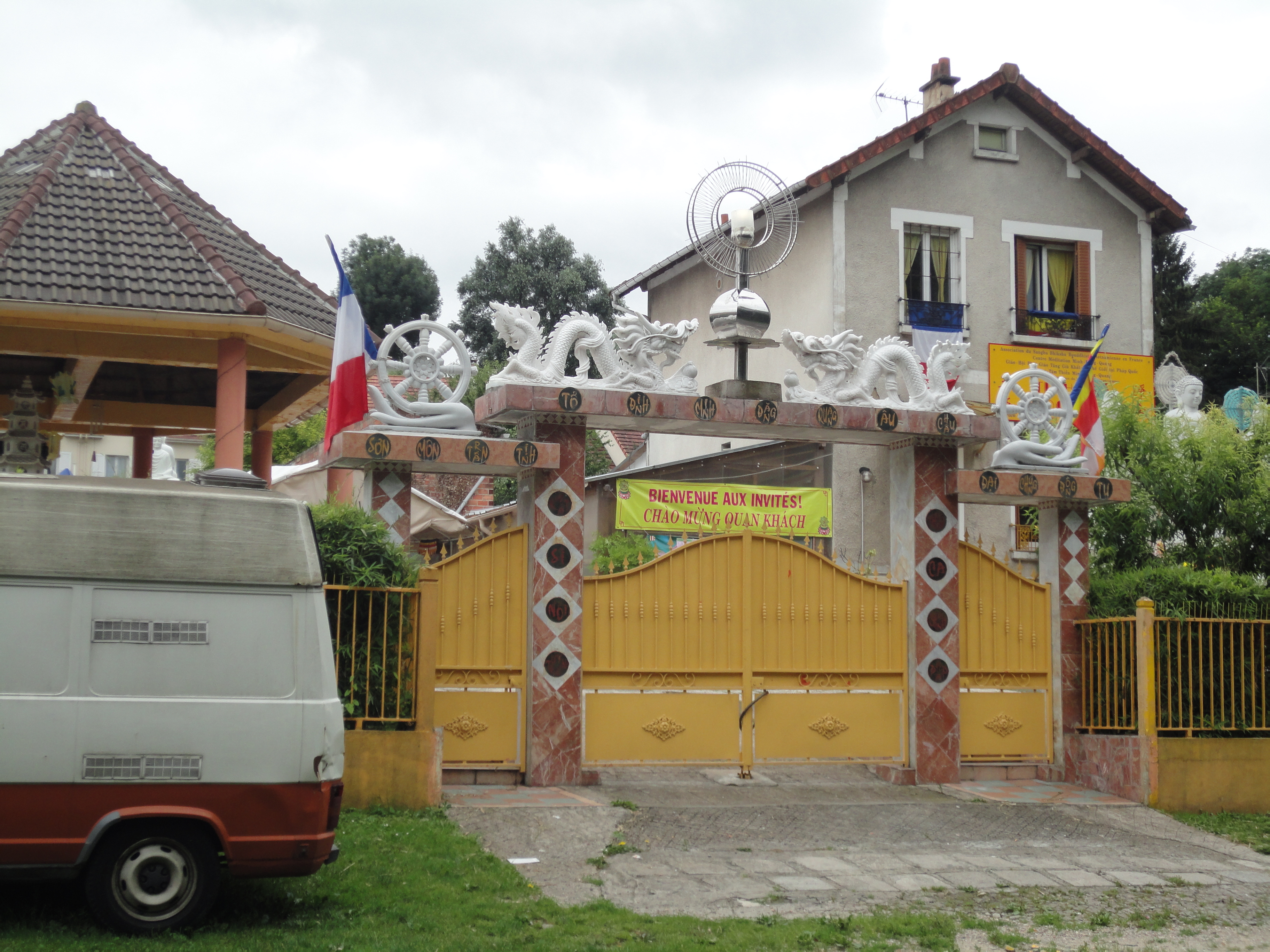
Le centre bouddhique Vietnamien.

Torcy dispose de plusieurs lieux de culte bouddhique. La communauté bouddhiste vietnamienne dispose d'un centre bouddhique (de l'école Mahayâna vietnamien) au 6, route de Noisiel, de même la communauté bouddhique coréenne dispose d'un temple bouddhique (de tradition Gilsangsa) rue du Petit-Bois ou encore le centre Rimgiriyasub Suwat (de tradition Dhammakaya), avenue du Président-François-Mitterrand.

#### Autres cultes
L'Église de Jésus-Christ des saints des derniers jours dispose d'un lieu de culte dans la zone industrielle.

#### Sectes
Le 22 novembre 2000, après les communes de Pontault-Combault et de Saint-Fargeau-Ponthierry, Torcy est la première commune du nord du département à accueillir une permanence du Centre contre les manipulations mentales (CCMM) dans les locaux du centre municipal d'accueil et de prévention santé à Torcy pour aider les victimes des sectes.
Jean-Marie Baudry, délégué départemental et régional d'Île-de-France du CCMM a déclaré au sujet de Torcy que : « Nous avons constaté la présence de sectes exotiques du côté de Noisiel et de Torcy. L'installation de populations venues d'Asie et d'Afrique explique, en partie, une sensibilité à certaines sectes correspondant à leur culture  ». Toujours selon le même responsable : «  Les communes nous contactent également souvent pour obtenir des renseignements sur telle ou telle association dite philosophique qui veut s'implanter chez elle. Enfin, nous sommes actuellement très attentifs sur les agissements d'une association à caractère vaudouesque sur le secteur de Torcy et Noisiel ».

## Économie

### Revenus de la population et fiscalité
En 2017, le nombre de ménages fiscaux de la commune était de 8 216 (dont 56 % imposés), représentant 21 688 personnes et la médiane du revenu disponible par unité de consommation de 19 870 euros.

### Emploi
En 2017, le nombre total d’emplois dans la zone était de 7 718, occupant 10 382 actifs résidants.
Le taux d'activité de la population (actifs ayant un emploi) âgée de 15 à 64 ans s'élevait à 67,8 % contre un taux de chômage de 10,3 %.
Les 21,9 % d’inactifs se répartissent de la façon suivante : 10,3 % d’étudiants et stagiaires non rémunérés, 4,1 % de retraités ou préretraités et 7,5 % pour les autres inactifs.
Le site de pôle emploi de Torcy gère aussi les communes de Lognes, Noisiel, Croissy-Beaubourg, Emerainville, Champs-sur-Marne et Collégien.

### Entreprises et commerces
En 2017, le nombre d'établissements actifs était de 556 dont 31 dans l’industrie, 54 dans la construction, 397 dans le commerce-transports-services divers et 74 étaient relatifs au secteur administratif.
Ces établissements ont pourvu 7 619 postes salariés.
En 2019,  359 entreprises ont été créées sur le territoire de la commune, dont 262 individuelles.
Au 1er janvier 2020, la commune disposait de 487 chambres d’hôtels dans 5 établissements et ne possédait aucun terrain de camping.
- Torcy a accueilli le siège social de Canal Coquelicot[229] une chaîne de télévision locale câblée française de service public créée en 1998, par le SYMVEP (syndicat mixte de vidéocommunication de l'est parisien.) Elle se situait sur la place des Rencontres à Torcy. Elle a disparu fin 2017 par décision des élus de l'agglomération (à la suite d'un changement de majorité politique de celle-ci.)

#### Autrefois
Longtemps dominée par une activité rurale, une grande part des terres de Torcy étaient consacrées au vignoble encouragée par la proximité de Paris. Les vins de Brie sont des vins blancs car l'ensoleillement n'est pas suffisant pour permettre aux raisins rouges d'atteindre sa pleine maturité. Nicolas Boileau disait : « Le vin de Brie n'est bon que pour les domestiques ». L'arrivée du phylloxéra et du chemin de fer à la fin du XIXe siècle qui permit la circulation de vin de meilleure qualité ont fait cesser la production viticole à Torcy et globalement en Seine-et-Marne.
La commune doit son industrialisation à l'installation de la chocolaterie Menier à Noisiel où une forte proportion de la population active torcéenne ira travailler. À Torcy, jusqu'à la Seconde Guerre mondiale, une personne sur trois, ce qui donne environ 200 torcéens, était un chocolat, surnom des ouvriers qui travaillaient à la chocolaterie Menier. On peut souligner, qu'une petite partie de la chocolaterie Menier occupait une partie du territoire de Torcy, c'était l'atelier des caisses, où se fabriquaient les caisses qui servaient au transport par train des tablettes de chocolat produites chaque jour.
PLus récemment a eu lieu l'ouverture du centre commercial Continent en 1977. Le centre commercial Continent avec sa galerie marchande (composé notamment d'un Flunch, d'une banque BRED, une papeterie, d'un McDonald's, un pressing, une brasserie) avait une surface de vente de 16 727 m2 dont 12 060 m2 rien que pour l'hypermarché.
À la suite de la fusion de Carrefour et Promodès en 1999, le magasin Continent de Torcy adopte, le 23 août 2000 et comme tous les autres hypermarchés de France, l'enseigne Carrefour. Dès 1997, pour faire face à la concurrence des centres commerciaux voisins (les Arcades de Noisy-le-Grand et Val d'Europe), BEG, Carrefour, les communes de Torcy et de Collégien, l'Epamarne, le S.A.N. du Val-Maubuée et le Conseil Général décident de déménager le centre commercial quelques centaines de mètres plus loin, sur un terrain de 26 hectares situé au croisement de l'A4 et l'A104, sur la commune de Collégien. Le centre commercial Bay 2 est alors construit et la moitié des trente commerçants se transfèrent dans les nouveaux locaux. Les autres revendent leur bail au groupe CEFIC, le promoteur de l'opération et le centre est détruit pour permettre la construction du centre Bay 1 Loisir.

#### Grande distribution

##### Bay 1
L'ancien Continent rasé, les travaux du complexe de loisirs commencent le 1er mars 2003, comprenant la construction en quinze mois d'un multiplexe d'une douzaine de salles de cinéma, de neuf boutiques et huit restaurants, de deux hôtels, d'un bowling, d'un mur d'escalade et d'une piste de karting sur un toit. À ce jour[Quand ?], le mur d'escalade et la piste de karting n'ont pas été construits.
Le pôle de loisir est ouvert au public le 24 novembre 2004.
Le pôle de loisirs Bay 1 est un centre commercial à ciel ouvert qui accueille en 2011 des grandes enseignes tel que Conforama, Kiabi, Go Sport, Subway, Courtepaille et El Rancho, ainsi que des services, comme un Crédit mutuel, un photomaton et une pharmacie, etc. En juin 2010, Go Sport ferme définitivement et Kiabi déménage pour prendre sa place. Et dans les locaux vides de Kiabi s'installe une nouvelle enseigne, Besson Chaussures. Le même mois, le pilote de karting Alexandre Cagnet inaugure le restaurant Subway.
Les trente enseignes du site emploient 271 personnes.

##### Bay 3
Le 24 novembre 2011, un article du Parisien annonce l'ouverture d'un nouveau centre commercial en septembre 2012, surnommé pour le moment Bay 3, sur l'ancien site de l'imprimerie JDC rasée en octobre 2011. Le projet de ce centre commercial de 8 000 m2 va accueillir un C&A, un Général d'optique, ainsi que le Conforama de Bay 1 qui laissera sa place à un bowling. Le maire, Christian Chapron déclare à cette occasion : « le bowling tant attendu s’installera dans les locaux actuels de Conforama, juste en face du multiplexe de cinémas. Il s’agira du même propriétaire que celui de Chelles. Mais ce n’est pas tout. Au sous-sol de ce bâtiment prendra place l’Île aux vélos. On pourra venir de la gare RER en deux-roues et y garer son cycle en toute sécurité. Des services aux cyclistes pourraient même venir compléter ce concept, imposé par la ville et le SAN au promoteur »,.
Bay 3 se compose actuellement (2022) de plusieurs moyennes surfaces (Conforama, MaxiZoo, Action, Générale d'Optique, après avoir accueilli quelques années un magasin C & A, un magasin Cinquième Saison) et d'un restaurant KFC.

#### Zone industrielle de Torcy

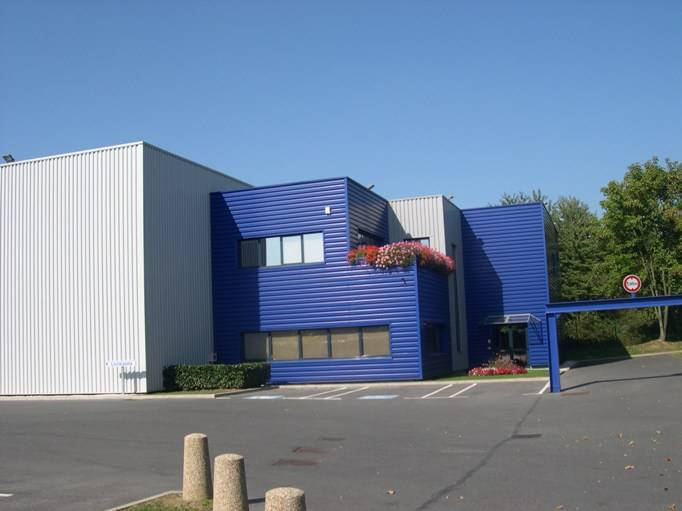
Un bâtiment de la zone industrielle.

La zone industrielle de Torcy, créée en 1973, est un important pôle d'activités d'une surface de 440 000 m2 qui emploie 1 600 personnes dans 130 établissements (la Z.I. assure 38 % des emplois torcéens), tel l'industriel Getrac (fabrication de produits chimiques), l'usine Visorex (fabricant de boite aux lettres), ou les bureaux des assurances GMF.
La société allemande Stihl implante en 1984 sa propre filiale de distribution en France. Elle choisit la zone industrielle de Torcy et y construit un entrepôt de
4 000 m2. La tempête de décembre 1999 ayant entraîné une augmentation des commandes d'outils de la marque, Stihl a dû s'adapter et en 2003 le groupe met en place un second entrepôt de 6 000 m2 destiné aux pièces de rechange. Sthil est en 2011 la plus grande entreprise en termes d'emplois de la ZI de Torcy avec 170 emplois.

#### Zone d'activité économique du Chemin de Croissy

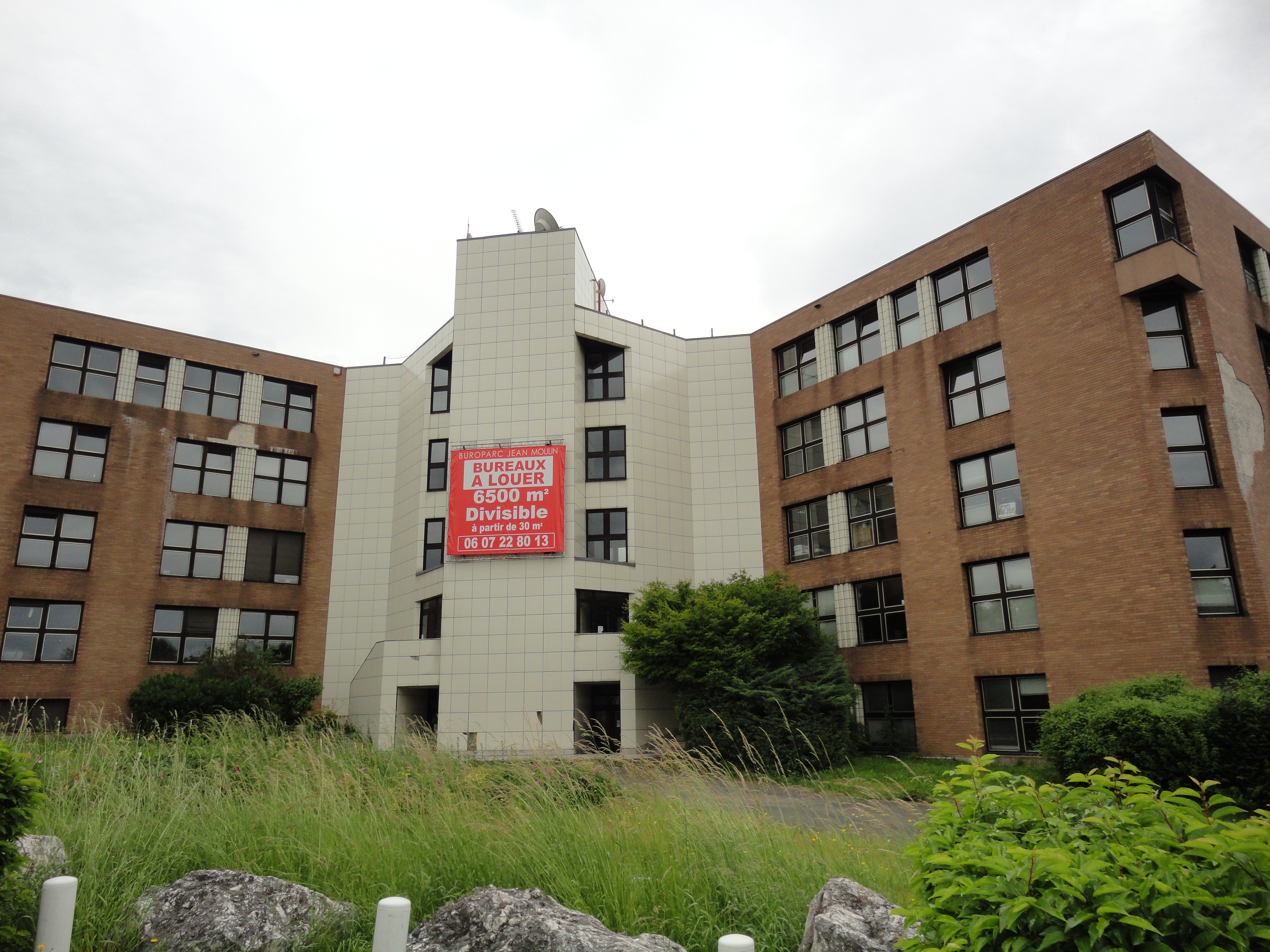
L'ancien siège social du groupe Envergure à l'abandon dans la ZAE du Chemin de Croissy.

La ZAE du Chemin de Croissy a été créée le 22 mars 1982 à l'initiative de Gérard Thurnauer. Elle compte 18 établissements qui emploient 131 personnes. Mis à part le siège social du Groupe Envergure et la société Henkel Surface Technologie, les établissements implantés sont de petite taille.

## Culture locale et patrimoine

### Lieux et monuments

#### Église Saint-Barthélemy
L'église Saint-Barthélemy bâtie en 1863 a été nommé au nom du saint qui évangélisa l'Arabie et la Mésopotamie. Sur le fronton surmontant le portail sont gravées les armes de la famille Garlande, anciens seigneurs de Torcy. La cloche de l'église, baptisée Anne-Victoire, fut fondue en 1779 et provient de l'ancienne église. Les portes d'entrée de l'église sont surmontées de trois tableaux représentant La Fuite en Égypte, Le Baptême de Jésus, et Jésus et Saint Pierre.

#### Cèdre du Liban
Le cèdre du Liban est le seul site naturel classé de Torcy.
En 1834, alors qu'un convoi transporte des cèdres du Liban vers le château de Ferrières (Ferrières-en-Brie), trois arbres tombent lors de la traversée de Torcy. Louis Bourgeois, propriétaire du terrain à l'angle de la rue de l’Orangerie et de la rue des Écuries, en récupère un et le plante sur son terrain. Il enterre au pied de l'arbre sa fille Louise-Uranie, morte à l'âge de 10 ans. L'arbre, devenu gigantesque, est classé le 24 janvier 1912 et devient le « monument historique » de la ville.
Vers la fin des années 1950, la rue des Écuries a été rebaptisée rue du Cèdre pour rendre hommage au seul site classé de la ville. Une plaque commémorative est apposée en 1995 sur le mur de la propriété par le Comité des fêtes. Le cèdre de Torcy a un tronc de 6 mètres de circonférence. Les branches, régulièrement élaguées, atteignent 83 mètres de pourtour et couvrent une surface de 425 m2.
L'arbre sera finalement abattu entre le 15 et le 17 juillet 2015 du fait de son état de santé. Cet abattage a été autorisé par le ministère de l'écologie dans une lettre du 7 avril 2015.

#### Monument aux morts
L'église Saint-Barthélémy renferme dans un portique en boiserie, supporté par deux colonnes ioniques, un tableau offert par Etienne Mondineu, qui a vécu à Torcy. Ce tableau représente un monument aux morts à la mémoire des victimes torcéennes de la Première Guerre mondiale. Les noms des hommes morts sont inscrits sur une stèle, encadrée par un jeune garçon tenant une palme dans sa main, une petite fille, et une victoire ailée. Des habitants de la commune ont servi de modèles au peintre.

#### Tableau d'Anseau de Garlande
En 1875, Charles Campan, graveur du Roi, peint et offre à la commune un tableau, d'inspiration libre, représentant le Sénéchal Anseau de Garlande en armure. Cette œuvre a trôné dans la salle des mariages jusqu’en 1986, date à laquelle elle disparaît lors du déménagement du mobilier de l'ancienne mairie dite Maison Blanche vers la mairie actuelle. En 1992, l'œuvre de Charles Campan est retrouvée en piteux état ; le tableau est restauré et il orne de nouveau la salle des mariages de la mairie.

#### Château des Charmettes

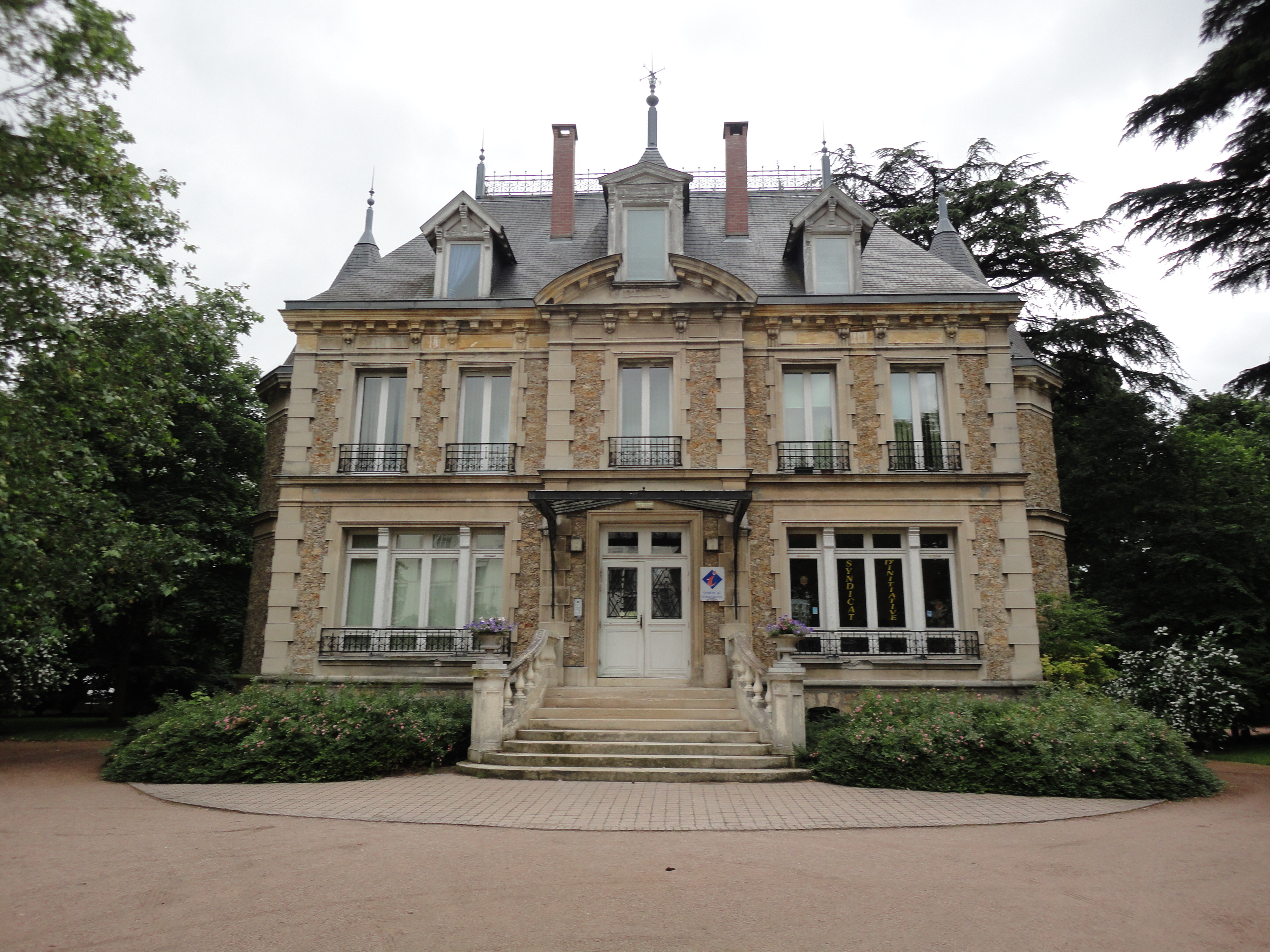
Le château des Charmettes en 2012.

Le château des Charmettes est une demeure bourgeoise construite par Alphonse Duval, le maire de Torcy de 1900 à 1908. La bâtisse est appelée château Duval au début du siècle, puis des industriels et à des notables locaux s'emparent de l'édifice.
En 1910, la propriété est vendue à un certain Debraine, et en 1914 revient à Auguste Fontaine, un riche homme d'affaires qui possédait des distilleries en Indochine. qui faisait entretenir les jardins et serres par une vingtaine de jardiniers indochinois. Le château prendra le nom « des Charmettes » et sera agrandi d'une pièce sur l'arrière servant de salle de billard.
La crise de 1929 ruine la famille Fontaine, et vend en 1935 le château à Stefan Wieder un réfugié hongrois, dont le nom francisé est Viédère, qui occupa la propriété jusqu'en 1945. Dans les années 1946-1947, Monsieur Harris, Vice-Ambassadeur des États-Unis habite dans le château. De 1947 jusqu'en 1954, le domaine appartient à Mesdames Uguen et Boisseau qui y ouvrent une école de sténo-dactylographes. En 1954, le comité d'entreprise d'Air France acquiert le château pour y aménager un centre aéré pour ses salariés. Puis après avoir été laissé à l'abandon, quelques années, la municipalité reprend possession du domaine et y installe ses services administratifs et ouvre le parc au public.
Le parc est planté de plus d'une trentaine d'essences rares, dont des platanes, charmes, cèdres, érables, hêtres pourpres, tilleuls de hollande, marronniers, séquoias, ifs, houx, peupliers d’Italie, bouleaux blancs et des ginkgos bilobas. En 1989, pour célébrer le 200e anniversaire de la Révolution française, le parc du château s'est enrichi d'un ginkgo biloba, arbre choisi par le Département de Seine-et-Marne pour symboliser l'arbre de la liberté.

#### Chemin d'eau

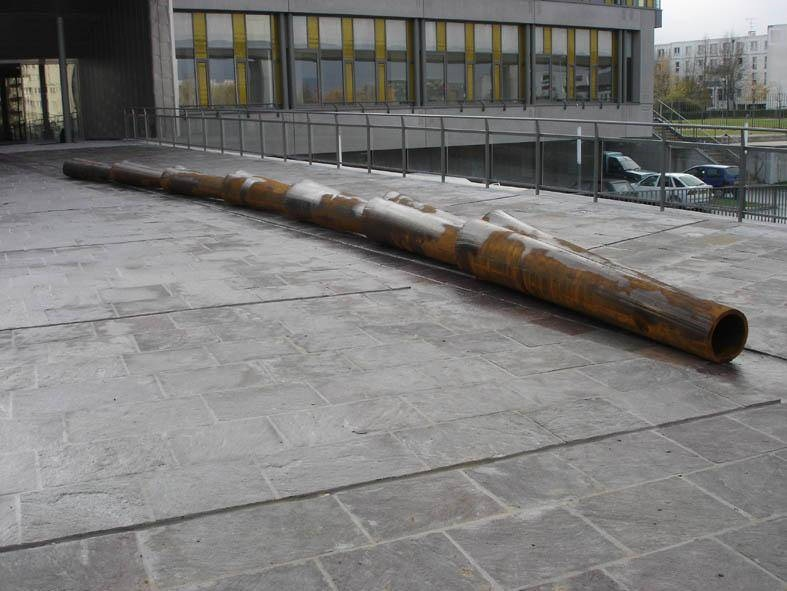
Le Chemin d'eau, œuvre de Vincent Barré.

Le Chemin d'eau est une sculpture créée par l'artiste Vincent Barré, composée de sept tuyaux en fonte de fer oxydée posée sur la rampe d'accès à la sous-préfecture de Torcy, d'une longueur totale de 14 mètres. Il s'agit d'une commande de la préfecture de Seine-et-Marne dans le cadre du 1 % artistique. Le Chemin d'eau a été réalisé entre juin et décembre 2005, mais l'œuvre a été exposée au public le même jour que l'inauguration de la sous-préfecture, c'est-à-dire le 3 janvier 2006. Le Chemin d'eau est une œuvre qui a créé une controverse lors de son installation, aussi bien pour son aspect (laissant penser que les travaux de la sous-préfecture n'étaient pas encore achevés) que pour son coût.

#### Colonne de Piotr Kowalski
La Colonne, une œuvre de Piotr Kowalski. C'est une colonne en métal présentant une série de plaquettes métalliques inclinées sur ses quatre faces. Elle est implantée au centre du cours de l’Arche Guédon. Autrefois elle était colorée et deux néons rouge l'éclairaient.

#### Formes aquatiques

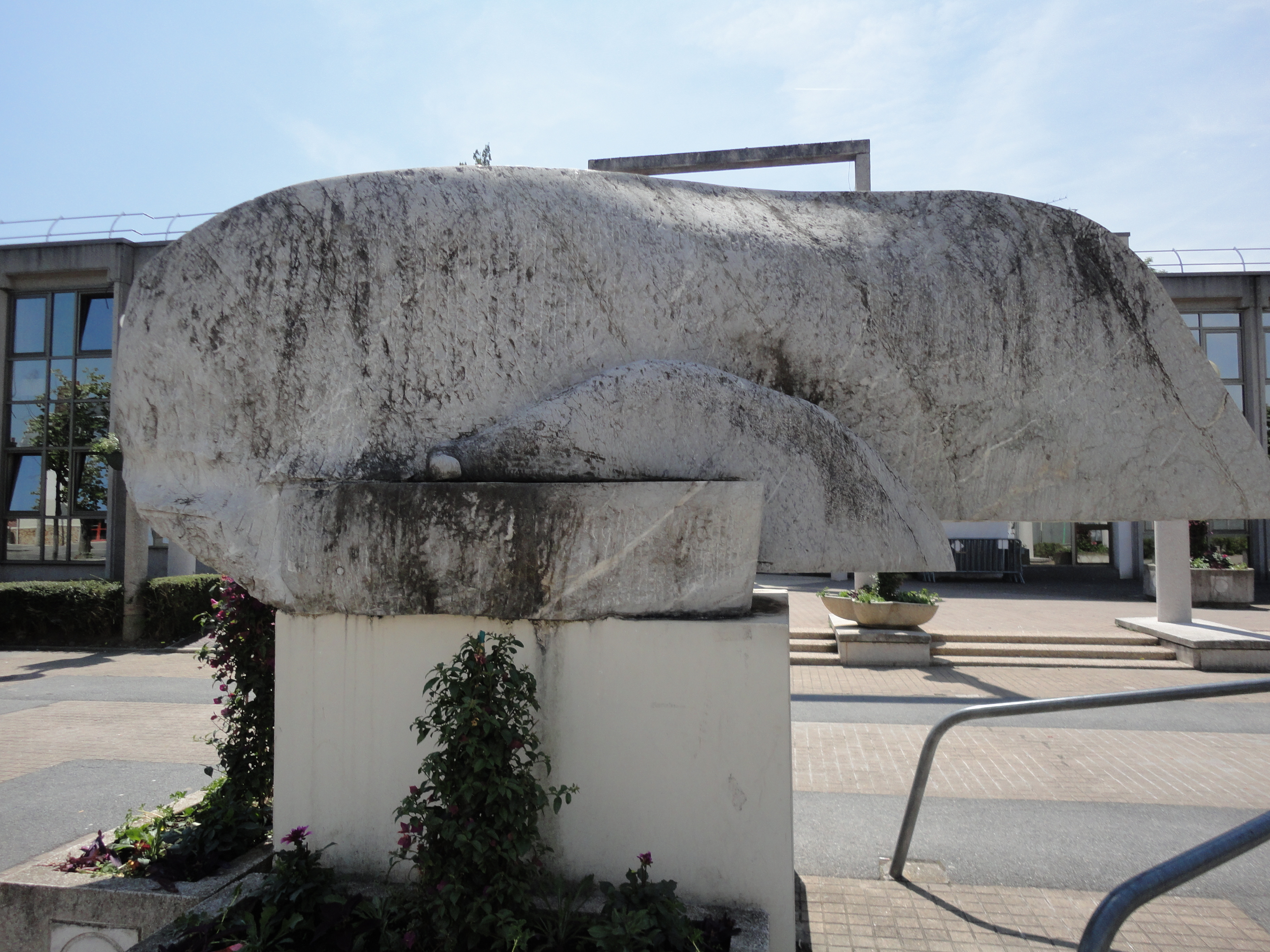
La sculpture Formes aquatiques

Les Formes aquatiques, du Torcéen Christian Anastase, est le nom d'une sculpture taillée dans un bloc de marbre. Ce bloc fut extrait de la falaise de la carrière de Payolle à quelques kilomètres de Bagnères-de-Bigorre dans les Hautes-Pyrénées. Les finitions après épannelage en carrière furent exécutées sur l’emplacement définitif en 1988, face à la mairie sur la Place de l’appel du 18 juin 1940. À l'origine, la statue devait avoir une longueur de 2,6 mètres, mais lors de l'extraction du bloc dans la carrière, ce fut un morceau de plus de 4 mètres qui se détacha de la falaise. L'artiste prit contact avec la municipalité pour savoir si cela posait un problème si l'œuvre est plus grande que prévu. Le maire de l'époque, Lucien Mayadoux, répondit : « Cela ne pose aucun problème dans la mesure où le prix convenu ne varie pas ».

#### Moulin de Douvres
Parfois appelé « Douves », le lieu est attesté, dès 855 où il est décrit comme « in Valla dubro » (la source dans la vallée). C'était un moulin à eau conçu pour moudre les céréales. Le moulin d'origine a été incendié en 1590, lors de l'assaut de Lagny par le Duc de Parme Alessandro Farnèse et l'armée de Philippe II d'Espagne. En 1629 le moulin est reconstruit. En 1763, Gabriel Michel rachète au duc De la Vallière, le moulin de Douvres.
Jusqu'au XIXe siècle, « Douvres » est un hameau rattaché à Torcy et dont les bâtiments annexes servent de logement au meunier et à ses sept aides. Au début du XXe siècle, il n’était déjà plus en service, la roue à aubes avait disparu et la charpente à colombages s'est détériorée. Le moulin de Douvres fut habité jusque dans les années 1930, puis il est laissé à l'abandon. Les vestiges du moulin ont été soufflés par une bombe lors du bombardement de la gare de Vaires le 29 mars 1944.
Depuis, il ne subsiste que les deux piles en pierres du coursier ainsi que la maison du meunier, et aujourd'hui, le lieu sert d'abri au club de kayak de Torcy.

#### Le lavoir
Le lavoir, avec son atrium de 19 mètres de long sur 8,6 mètres de large, est une construction datant de 1868, qui est située à Grand-Rue, à côté de l’emplacement de l’ancienne église Saint-Barthélemy.
Dans les années 1940, une fillette est morte noyée dans l'eau du lavoir. Le lavoir sera utilisé jusque dans les années 1970, concurrencé par les machines à laver.
La réhabilitation du lavoir de Torcy a commencé en février 2009, par un groupe de jeunes allocataires du revenu de solidarité active (RSA) et s'est achevé en novembre 2009. Le chantier a été mené par l'association Initiatives 77 à la demande du Conseil Général.
Aujourd'hui le lavoir réhabilité est géré par le syndicat d'initiative et est devenu un lieu public ouvert aux manifestations culturelles, dont la première exposition était « le Monde des lavoirs », organisée avec le soutien de la municipalité.

#### Maisons Menier
Les maisons Menier sont un ensemble immobilier de maisons mitoyennes identiques, érigé par la chocolaterie Menier de Noisiel pour ses ouvriers. Situé le long de la place du Jeu de Paume, ces maisons sont typique du XIXe siècle, avec leurs briques et leur céramique émaillée.

#### Quartier de l'Arche-Guédon
Créé par les architectes de l'Atelier de Montrouge (1973-1983). Le quartier était autrefois éclairé par des néons conçus par Piotr Kowalski, dont il n'en reste plus que quelques traces.

#### Le mur collier

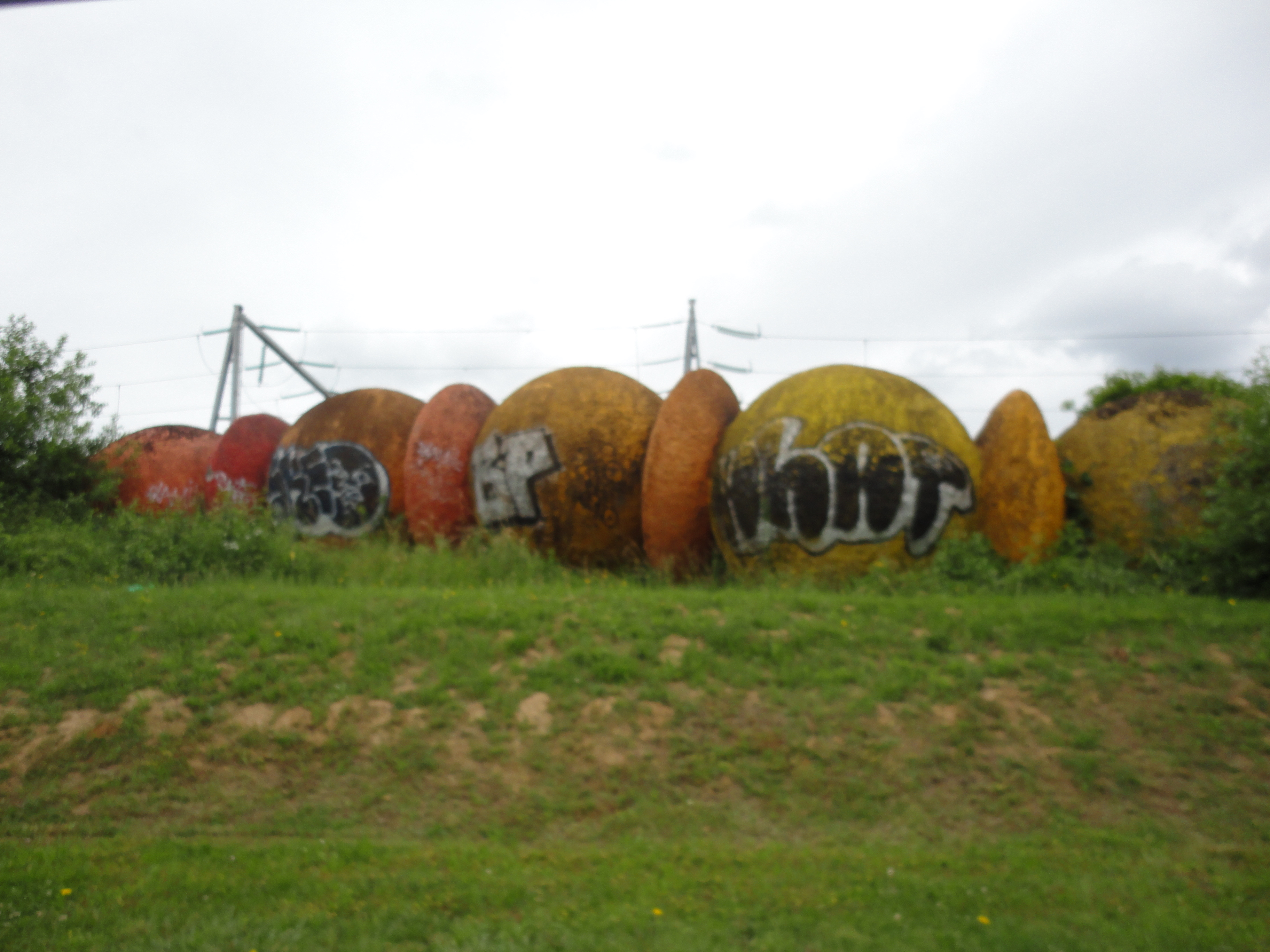
Le mur de boules à côté de la zone industrielle.

Créé en 1974 par les architectes Dominique Montassut et Bernard Trilles, le mur collier, sculpture multicolore, sert de clôture au poste transformateur de Torcy, installé en 1973 en même temps que la zone industrielle. Le mur collier a été jusqu'en 1977, avec la construction du centre commercial Continent, la limite sud de la Ville. Actuellement[Quand ?], cette œuvre est laissée à l'abandon, cachée par les broussailles et dégradée par des graffitis.

#### Château de Torcy
Le château de Torcy (rue de Bellevue, allée du Château), a été bâti en 1748 par le fermier général Gaspard-Hyacinthe de Caze. Madame de Caze réputée pour sa beauté, attira à Torcy le Prince de Kaunitz. La fille du châtelain, la Marquise de Louët-Calvison, avait une chambre particulière dans le château. Anne-Nicolas-Robert de Caze prend en 1762 la succession de son père. Amateur d’art et de livres, il invite dans la salle de théâtre du château les comédiens de renom de l’époque tel Dugazon avec l’épouse duquel il a une liaison retentissante. Mais ce conseiller-secrétaire du Roi avait un train de vie si fastueux qu’il fait faillite et il est obligé de quitter son domaine. Le château est revendu en 1781 à Le Carpenterie, Écuyer de la Reine, avant d’être acquis, en 1792, par Mathieu-Bernard Goudin où il se consacre à l'astronomie. Le dernier propriétaire est le Baron de Crouseilhes. Ce dernier vend le château en 1838 à un spéculateur qui le démolit pour vendre les matériaux et les dépendances. Aujourd’hui, en dehors de quelques noms de rues évocateurs comme celle de la Faisanderie, de l’Orangerie, des Écuries, il ne subsiste de ce château qu’une partie du parc et une chapelle expiatoire au milieu de la rue de Bellevue.

#### La fontaine Sainte-Geneviève
La fontaine Sainte-Geneviève à Torcy est une ancienne fontaine de dévotion et un lieu
de pèlerinage. On prêtait de multiples vertus thérapeutiques à ses eaux.

### Patrimoine naturel

#### Espaces verts
- Le parc des Droits de l’Enfant
- Le parc des Charmettes, de 1,8 hectare, et son château.

#### Faune et flore
La faune et la flore de Torcy est riche et diversifiée, due à la présence de nombreuses forêts et cours d’eau.

##### Faune
Dans le territoire de Torcy, on peut apercevoir des oiseaux communs comme le corbeau, le geai ou la pie, mais aussi des oiseaux d'ornementation comme le héron cendré, la poule d’eau, le colvert, le cygne, mis en place par la municipalité dans les années 1980.
En outre, on peut observer des espèces d'oiseaux peu communes en Île-de-France, comme la bergeronnette grise, la martin pêcheur, le traquet pâtre, le bruant des roseaux ou bien le sterne pierregarin.
Dans les eaux de la Marne, on peut pêcher des poissons comme le gardon, l'ablette, le brème, la sandre, la tanche, le rotengle, le perche soleil et d'autres espèces de poissons d'eau douce. On peut noter la présence du triton crêté dans les eaux de la Marne. En 1988, des rumeurs courent sur la présence de crocodiles dans le territoire de Torcy et notamment dans les nouveaux lacs.
En 2013, des tortues de Floride ont été aperçues dans un lac de Torcy.

##### Flore
Dans la base de loisirs, 167 espèces végétales sont présentes dont des plantes protégées et des plantes rares, notamment la zannichellie des marais, la germandrée des marais (Teucrium scordium) ou l'utriculaire citrine.
Dans le parc du château des Charmettes, une trentaine d'essences, comme le platane, charme, cèdre, érable, hêtre pourpre, tilleul de hollande, marronnier, séquoia, ifs, houx, peupliers d’Italie, bouleaux blancs et le ginkgo biloba peuvent être observées. En 1989, pour célébrer le 200e anniversaire de la Révolution française, le parc du château s'est enrichi d'un ginkgo biloba, arbre choisi par le département de Seine-et-Marne pour symboliser l'arbre de la liberté.

### Patrimoine culturel et artistique
- Espace Lino-Ventura, inauguré en 1990, est une salle de spectacles de 440  à   690 places[272]. Il fait partie du regroupement de huit salles de Seine-et-Marne nommé « Pince-Oreilles »[273]. Cette salle de spectacle accueille des concerts rock, jazz ou classique, où des artistes renommés sont invités chaque année, comme Cali, Saïan Supa Crew, M, Anaïs, etc.
- La Ferme du Couvent, espace de 200 m2 accueillant les associations. Elle a été rénovée en 2020[274].
- Le multiplexe de cinéma CGR Torcy Marne-La-Vallée, anciennement AMC Cinémas Torcy[275], est doté de 16 salles équipés en 3D, avec un espace jeux vidéo et un ciné café[276]. En décembre 2006, le cinéma CGR a accueilli son millionième client. En 2008, il se démarque en retransmettant des concerts internationaux comme le concert de L'Arc-en-Ciel, groupe de rock japonais très populaire[277].
- Le A. Musée situé au 10, promenade du Galion, est l'atelier du sculpteur Mizra Moric[278],[279]. Une de ses œuvres intitulée « Le visage de l’Europe » est visible dans la galerie marchande du centre commercial Val d'Europe à Serris. Au A. Musée, on peut voir l’artiste sculpter ainsi que ses créations. Avec l'aide du syndicat d’agglomération nouvelle (SAN), son atelier a pu être vite accessible au public et devenir un musée vivant[280].

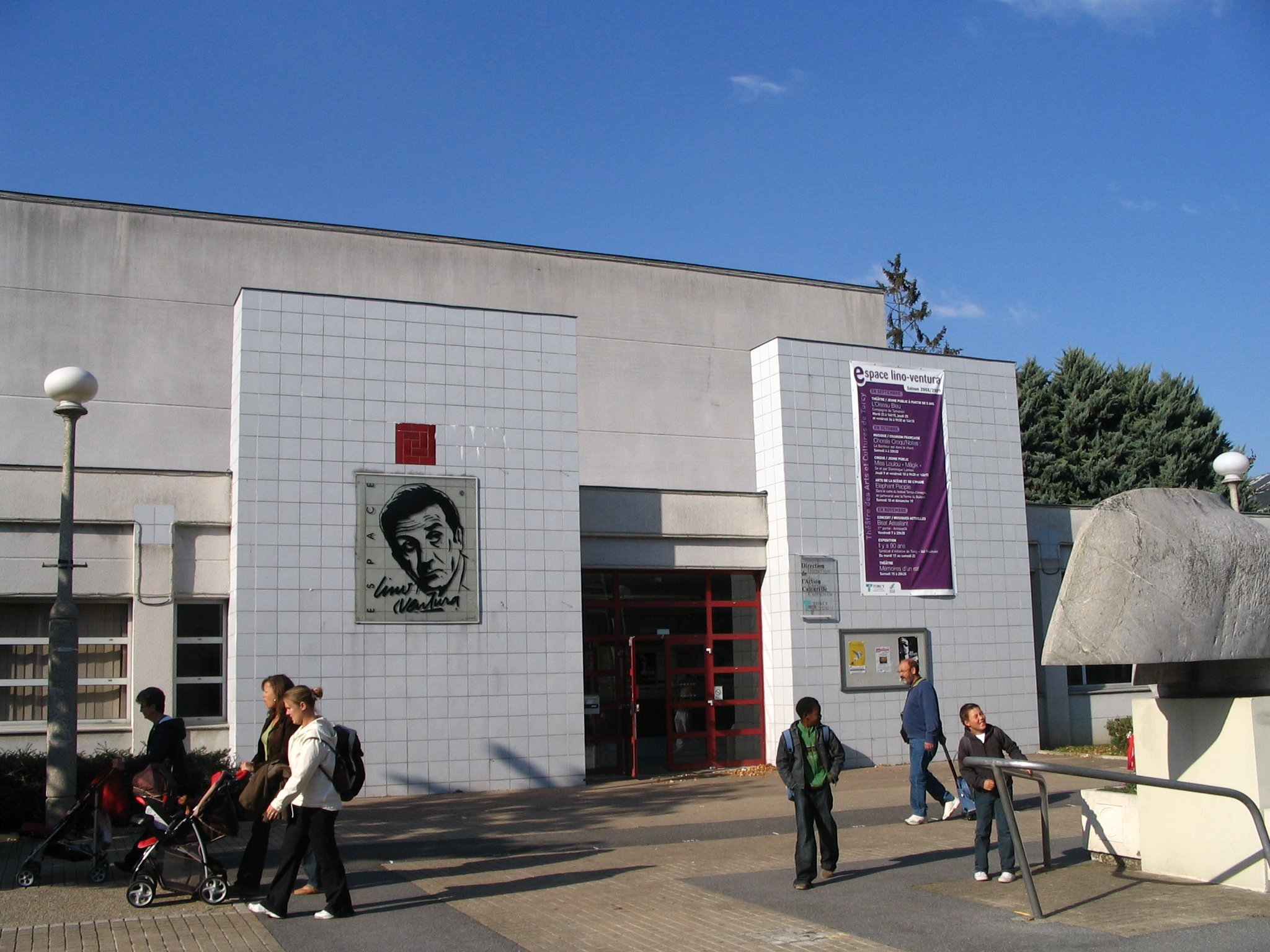
L'espace Lino-Ventura et à droite la sculpture Formes aquatiques
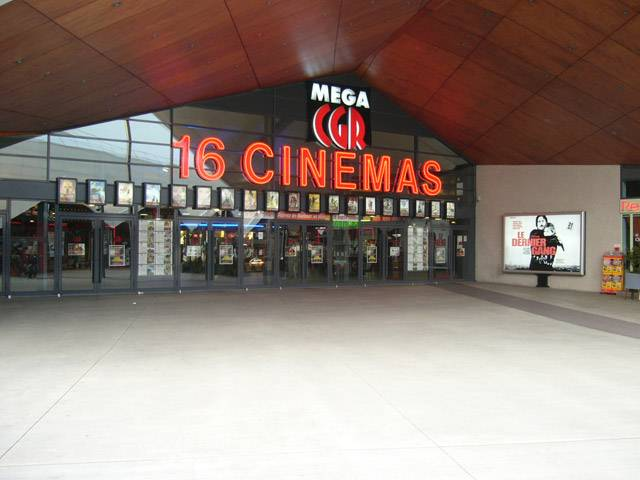
Le cinéma CGR Torcy Marne-La-Vallée situé à Bay 1
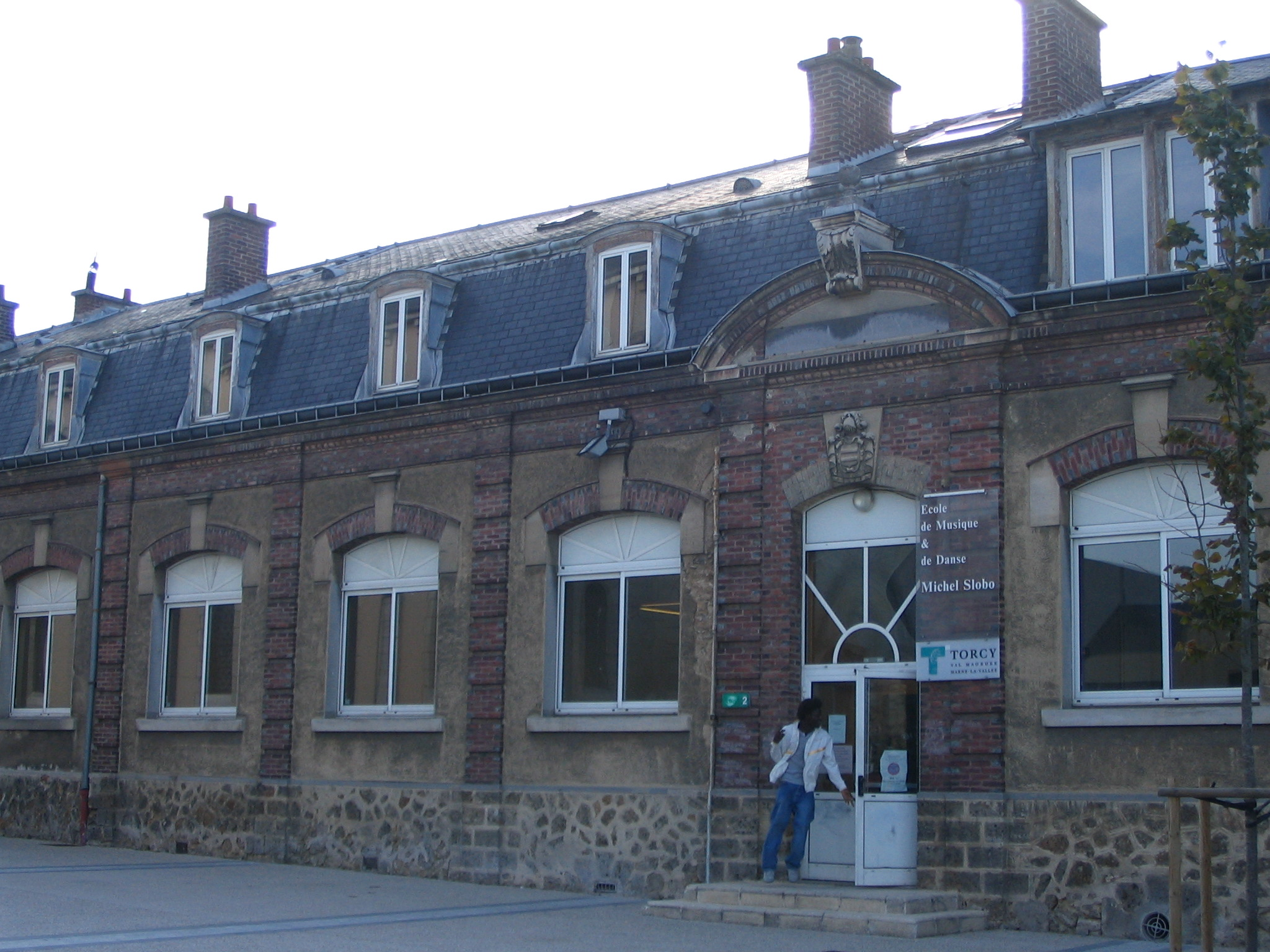
École de musique et de danse

### Torcy dans les arts

#### Torcy dans la littérature
Bossuet raconte de façon épistolaire dans ses Œuvres complètes̩ les séjours qu'il passe en tant qu'évêque de Meaux à Torcy.
Le curé de Torcy est un des personnages principaux du roman de Georges Bernanos Journal d'un curé de campagne.

#### Torcy au cinéma et à la télévision
Tournage en 1978 du film de Alain Jessua, Les Chiens avec Gérard Depardieu, Victor Lanoux et Nicole Calfan dans le nouveau quartier de l'Arche-Guédon, la place des Commerces et l'hypermarché Continent où un grand nombre d'habitants de l'époque ont fait de la figuration dans ce film.
Le clip de la chanson Pull marine interprétée par Isabelle Adjani a été réalisé par Luc Besson et tourné en 1983 à la piscine de l'Arche-Guédon.
La série Pause-café pause-tendresse a été principalement tournée à Torcy. Ainsi, le bureau des services sociaux où travaille Joëlle Calvet est dans le local commun résidentiel Jules Raimu (en bas de l'allée Jules Raimu). Quelques plans ont été tournés dans l'ancien centre commercial Continent (aujourd'hui détruit et remplacé par le centre Bay 1 Loisirs) et d'autres autour de l'étang du Maubuée.
Niouma du réalisateur Samir Mokkedem qui a reçu en 2010, le coup de cœur du jury à la 5e édition du Festival Génération Court à Aubervilliers, et le prix du public au Festival Côté court de Pantin. Ce film tourné à Torcy conte le quotidien de Niouma, jeune française d'origine africaine coincée entre les traditions africaines et les droits des femmes. Ce film est une critique sur l'excision des jeunes filles.
Baroud d'honneur est un film amateur réalisé par une équipe de cinq jeunes de Torcy. Une décision du tribunal de Meaux a fait stopper le tournage pour incitation à la violence à cause de scènes où des policiers sont tués. Le projet s'est limité à une bande annonce.
Le court-métrage des Foulek Rabco, intitulé Opération Cash réalisé par Yann Kibonguy, a été tourné à Torcy en janvier 2010, en seulement trois jours. Opération Cash narre les aventures de sept banlieusards qui galèrent en bas de leur immeuble. L'un d'eux doit trouver un cadeau à sa petite amie, or il est fauché… Ce film comique a été diffusé le 5 juin 2010 sur les chaînes Canal 21, BDM TV et Demain TV.
Le tournage du téléfilm Les Vivants et les Morts sorti en 2010, s’est déroulé du 9 mars au 6 mai 2009, puis du 15 au 17 juillet 2009, pour une moitié dans le Nord Pas-de Calais, pour l’autre en Île-de-France afin de filmer des intérieurs en décors naturels à Lésigny, L’Étang-la-Ville, Roissy-en-Brie, Mitry-Mory, Noisiel, Montreuil et Torcy.

### Personnalités liées à la commune
- Anseau de Garlande, bienfaiteurs de la cité[285].
- Antoine Noisette, né à Torcy en 1778 est un paysagiste et horticulteur français qui a créé le Jardin des plantes de Nantes.
- Jean-Baptiste Colbert, marquis de Torcy.
- Mathieu-Bernard Goudin, astronome mort à Torcy vers 1805.
- Georges Marty, peintre, mort dans la ville en 1959.
- Dramane Diarra, joueur de basket-ball, passe son enfance à Torcy et mène le club de basket-ball de Torcy en Excellence régionale.
- Raggasonic, groupe de reggae[pourquoi ?].
- René-Jacques, photographe français, décédé à Torcy.
- Laurent Katrakazos, musicien connu sous le pseudo de Loran Béru du groupe Bérurier Noir qui a travaillé au centre de loisirs de Torcy jusqu'en 1988.
- Jules Ozenne, homme politique français décédé à Torcy le 2 mars 1889.
- Roger Mennevée, journaliste[pourquoi ?].
- Jean-Claude Snyders écrivain qui a enseigné le français au lycée Jean-Moulin.
- Jean-Charles-Alphonse Avinain, né en 1798 à Torcy, criminel dit le boucher Avinain. Auteur du fameux mot : « Messieurs, n’avouez jamais ». Il espéra jusqu’au bout la perpétuité en récompense de ses aveux de deux assassinats[286].
- Rachid Azzedine, boxeur, qui s'est entrainé au Ring olympique de Torcy.
- Jules Voisin, aliéniste français enterré à Torcy.
- Yohann Pelé, footballeur français formé à l'US Torcy[287].
- Samba Sow, footballeur malien formé à l'US Torcy.
- Samba Diakité, footballeur français formé à l'US Torcy.
- Marco Randrianantoanina, footballeur franco-malgache formé à l'US Torcy.
- Boubacar Kébé, footballeur burkinabè formé à l'US Torcy.
- Bruce Abdoulaye, footballeur franco-congolais formé à l'US Torcy.
- Mourad Meghni, footballeur algérien formé à l'US Torcy.
- Yahia Kébé, footballeur burkinabè formé à l'US Torcy.
- Cédric Avinel, footballeur français formé à l'US Torcy.
- Paul Pogba, l'international français qui a joué à l'US Torcy dans sa jeunesse.
- Jeff Reine-Adélaïde, footballeur français qui a joué à l'US Torcy dans sa jeunesse.
- Alexis Claude-Maurice, footballeur français qui a joué à l'US Torcy dans sa jeunesse et qui a étudié au collège Victor Schœlcher à Torcy.
- Randal Kolo Muani, footballeur international français, qui a joué à l'US Torcy dans sa jeunesse.
- Adrien Hunou, footballeur français qui a joué à l'US Torcy dans sa jeunesse.
- Steven Moreira, footballeur franco-cap-verdien qui a joué à l'US Torcy dans sa jeunesse.
- Christopher Jullien, footballeur français formé à l'US Torcy.
- Gaëtan Charbonnier, footballeur français formé à l'US Torcy.
- Lucas Gourna-Douath, footballeur français qui a joué à l'US Torcy dans sa jeunesse.
- Ibrahima Sissoko, footballeur français qui a joué à l'US Torcy dans sa jeunesse.
- Maghnes Akliouche, footballeur français formé à l'US Torcy.
- Elohim Prandi, handballeur international français formé au club de handball de Torcy.

### Héraldique, logotype et devise

#### Blason
|  | Les armes de la ville se blasonnent ainsi : D'or aux deux fasces de gueules, surmonté d’un heaume avec lambrequins. Torcy porte les armes du sénéchal Anseau de Garlande (XIIe siècle), comme la ville de Roissy-en-Brie, d'ailleurs la devise de Torcy est : Vis et voluntas (force et volonté), devise du sénéchal Anseau de Garlande. |

#### Logo

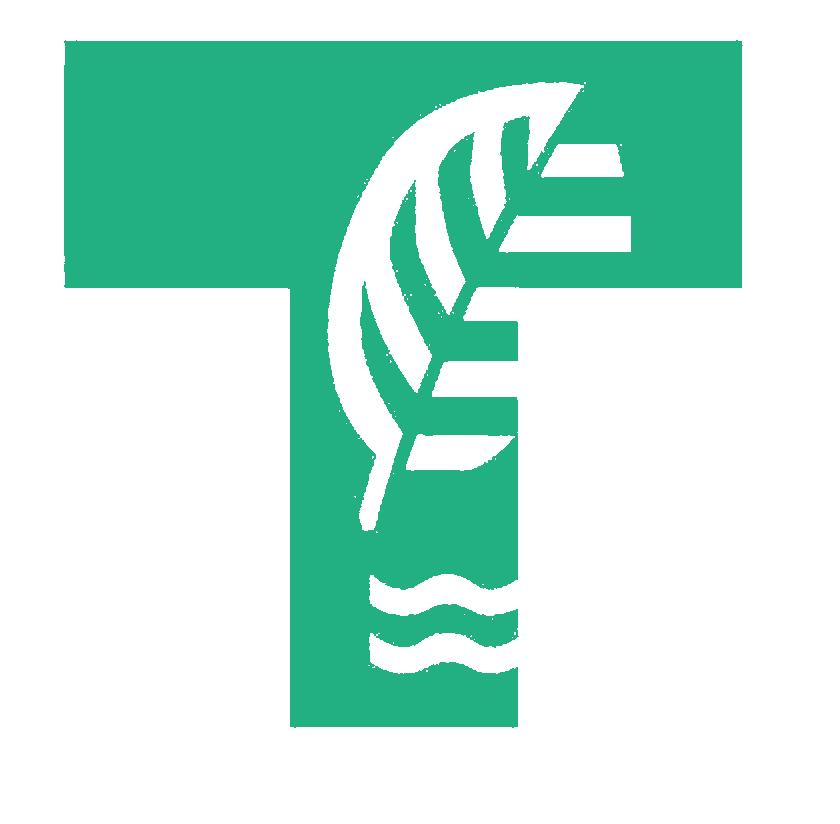
Le logo de Torcy.

Paru en 1992, le logo de Torcy a été choisi par le public parmi six projets. Ce logo a été plébiscité car son design est moderne et simple, représentant ainsi le renouveau et le dynamisme de la Ville Nouvelle. Sa couleur verte, le motif de feuille et les vaguelettes illustrent la proximité de la ville avec la nature et rappellent ainsi le vieux bourg. Ce logo orne tous les documents et les véhicules municipaux.